# Los Angeles
Los Angeles [[lɔs ˈændʒələs] ⓘ] (aus spanisch Los Ángeles [losˈaŋxeles], deutsch ‚Die Engel‘), offiziell City of Los Angeles, häufig L.A. abgekürzt, ist die größte Stadt im US-Bundesstaat Kalifornien. Sie liegt am Pazifischen Ozean und am Los Angeles River.
Los Angeles ist mit 3.898.747 Einwohnern (2020) im Stadtgebiet nach New York City und vor Chicago die zweitgrößte Stadt der Vereinigten Staaten. Mit 11,8 Millionen Einwohnern in der Agglomeration sowie über 12,8 Millionen Einwohnern in der Metropolregion (Metropolitan Statistical Area) und knapp 17,8 Millionen in der erweiterten Metropolregion steht die Greater Los Angeles Area unter den größten Metropolregionen der Welt an 21. Stelle. Die Einwohner von Los Angeles werden Angelenos [ændʒəˈlinoʊz] genannt.
Die Stadt ist Hauptstadt und Verwaltungssitz des Los Angeles County und das Wirtschafts-, Geschäfts- und Kulturzentrum Kaliforniens mit zahlreichen Universitäten wie der USC und UCLA, Hochschulen, Forschungsinstituten, Theatern und Museen. Los Angeles ist weltgrößter Standort für die Flugzeug- und Raumfahrtindustrie und bekannt für die dort ansässige Film- und Fernsehindustrie (Hollywood) und Musikszene. Die Metropolregion Los Angeles erbrachte 2017 eine Wirtschaftsleistung von rund 1,04 Billionen US-Dollar. Unter den Städten der Welt belegt es damit den dritten Rang hinter Tokio und New York City. Die Schere zwischen Arm und Reich ist in der Stadt allerdings auch sehr groß, bspw. hat Los Angeles Stand 2023 etwa 75.000 Obdachlose und damit fast so viele wie das ungefähr doppelt so große New York City.

## Name der Stadt
Die Stadt wurde am 4. September 1781 offiziell vom spanischen Gouverneur Felipe de Neve als El Pueblo de la Reina de Los Ángeles (spanisch „Das Dorf der Königin der Engel“) gegründet. Der Name bezog sich damit also auf Maria als Königin der Engel, ein Marientitel, der aus der Lauretanischen Litanei stammt. Der heutige Name Los Angeles ist eine Verkürzung des Gründungsnamens auf „die Engel“.
Weit verbreitet war ursprünglich auch der inoffizielle Name El Pueblo de Nuestra Señora la Reina de los Ángeles del Río de Porciúncula [el ˈpweβlo de ˈnwestɾa seˈɲoɾa la ˈrei̯na de los ˈaŋxeles del ˈrio de poɾsiˈuŋkula] (Das Dorf Unserer Lieben Frau, Königin der Engel des Flusses Portiuncula). Er nimmt konkreten Bezug auf die Basilika Santa Maria degli Angeli in Assisi, erbaut über der Portiuncula-Kapelle, in der Franz von Assisi starb. Er war der Gründer des Ordens, dem die Missionare angehörten, die mit den Entdeckern nach Amerika kamen.
Im Gegensatz zur landläufigen Meinung, dass der ursprüngliche Name so lautete, haben Wissenschaftler aus offiziellen Dokumenten von Gouverneur Felipe de Neve, Generalbefehlshaber Theodor de Croix und Vizekönig Antonio María de Bucareli y Ursúa festgestellt, dass die Siedlung einfach den Namen El Pueblo de la Reina de Los Ángeles trug.
Die häufig (auch umgangssprachlich) verwendete Abkürzung lautet „L.A.“. Wegen der spanischen Bedeutung des Stadtnamens trägt die Stadt den Beinamen City of Angels (Stadt der Engel).

## Geographie

### Lage

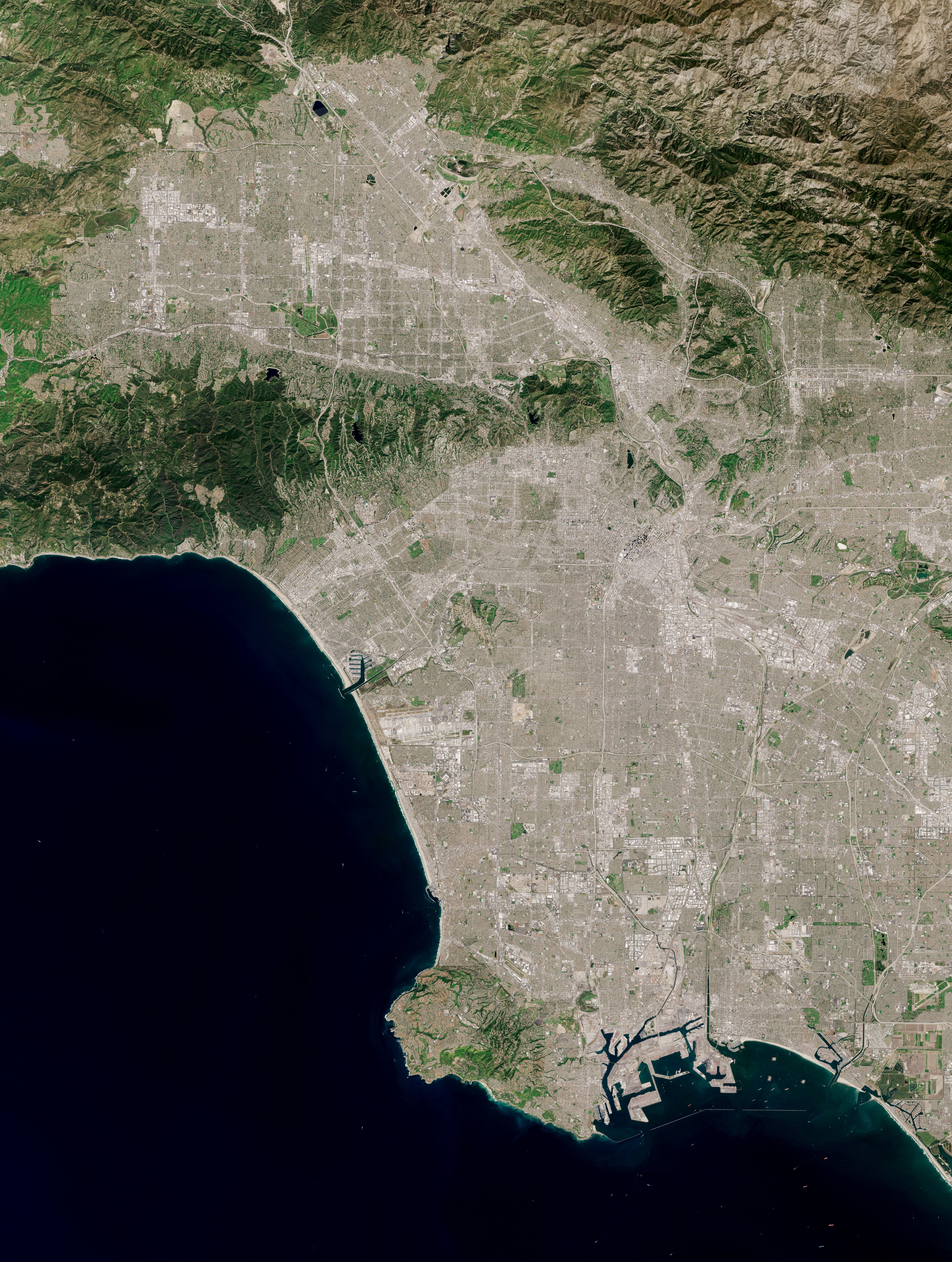
Satellitenaufnahme von Los Angeles

Der Stadtkern und die Vororte von Los Angeles liegen in einer hügeligen Küstenregion durchschnittlich 100 Meter über dem Meeresspiegel. Im Westen und Süden grenzt die Stadt an die Bucht von Santa Monica des Pazifischen Ozeans. Im Osten und Norden ist sie von Gebirgsketten umgeben. Ebenfalls im Norden der Stadt liegt das San Fernando Valley, in dem ein Drittel der Bewohner in Einfamilienhäusern lebt. Das Tal ist durch den Griffith Park und die Santa Monica Mountains von Hollywood und der Innenstadt abgeschnitten.
Das administrative Stadtgebiet hat eine Fläche von 1290,6 km². Davon sind 1214,9 km² Land- und 75,7 km² Wasserfläche. Das Stadtgebiet erstreckt sich 71 km in Nord-Süd-Richtung und 47 km in Ost-West-Richtung. Es ist durch ein System von Schnellstraßen aus Stahl- und Betonkonstruktionen miteinander verbunden. Die Stadt wird durch die größte Kraftfahrzeugdichte der Welt belastet, die Auto- und Industrieabgase sind zu einem drängenden Umweltproblem geworden. Daher gehört Los Angeles zu den Städten mit der größten Belastung durch Smog in den Vereinigten Staaten.
Die Stadt wird manchmal als horizontal city (horizontale Stadt) bezeichnet, da sie relativ wenige Wolkenkratzer besitzt und das gesamte Stadtgebiet sehr weitläufig ist. Hohe Grundstückspreise führen im Zentrum von Los Angeles trotzdem dazu, dass Hochhäuser sich dort inzwischen auch durchsetzen.
Die Agglomeration, also das durchgängig bebaute Gebiet, nimmt eine Fläche von 4320 km² ein.
Zur Metropolregion von Los Angeles gibt es verschiedene Definitionen:
- Das Metropolitan Statistical Area (MSA) umfasst die 15 Stadtbezirke (Districts) von Los Angeles sowie die beiden Countys Los Angeles (Metropolitan Division Los Angeles–Long Beach–Glendale) und Orange (Metropolitan Division Riverside-San Bernardino-Ontario). Es hat eine Bodenfläche von 12.562 km².
- Zum Combined Statistical Area (CSA) gehören 173 selbstständige Städte. Es umfasst die Countys Los Angeles, San Bernardino, Riverside, Ventura und Orange. Die erweiterte Metropolregion erstreckt sich somit bis an die Grenze von Nevada und hat eine Fläche von 87.941 km². Dabei wird nur ein Bruchteil dieser Fläche städtebaulich genutzt. Der größte Teil besteht aus unbewohnten Teilen, nämlich der Mojave-Wüste sowie dem Joshua-Tree-Nationalpark, der sich in Riverside und im San Bernardino County befindet.

### Geologie

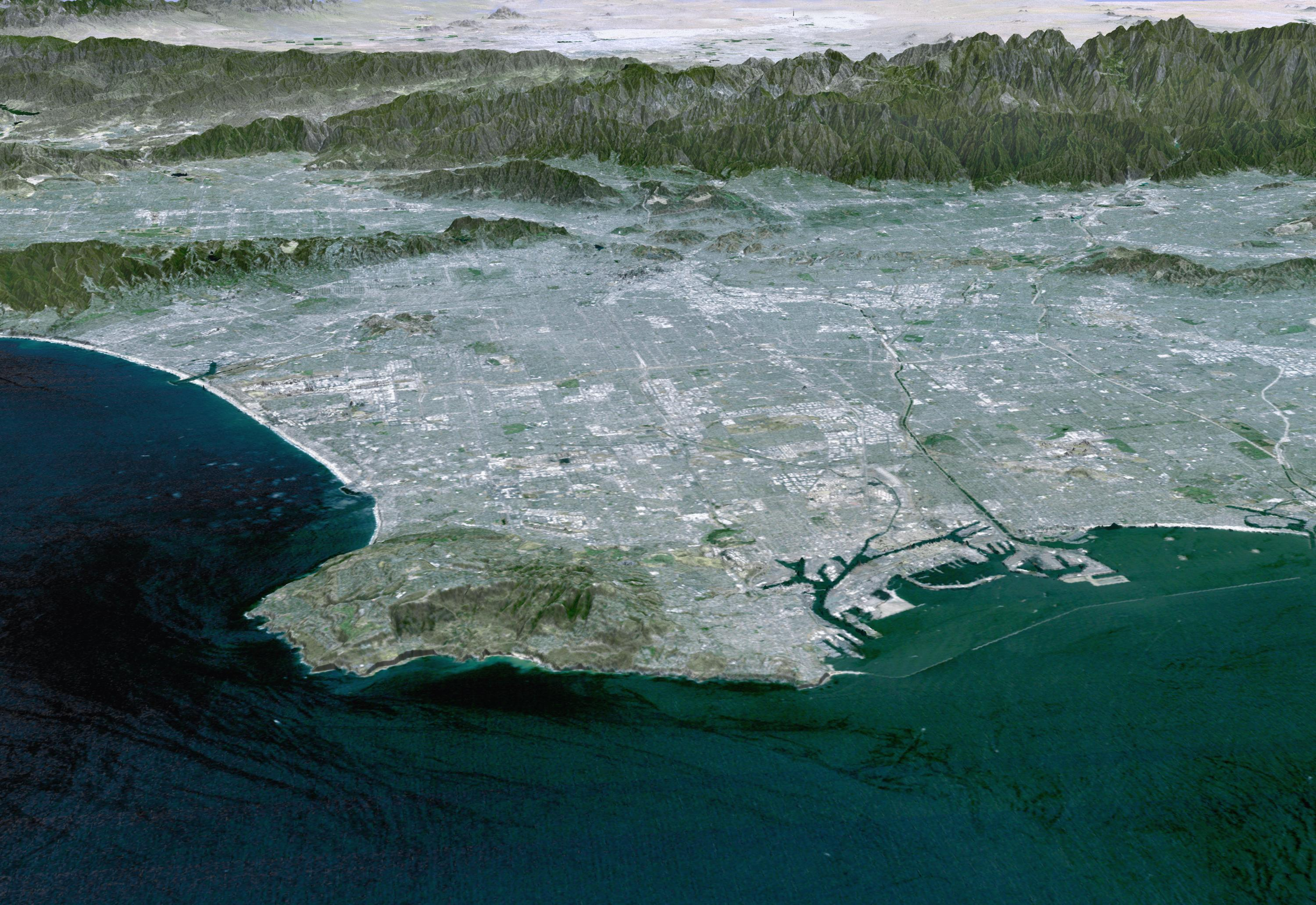
3D-Darstellung des Los-Angeles-Beckens anhand einer Satellitenaufnahme

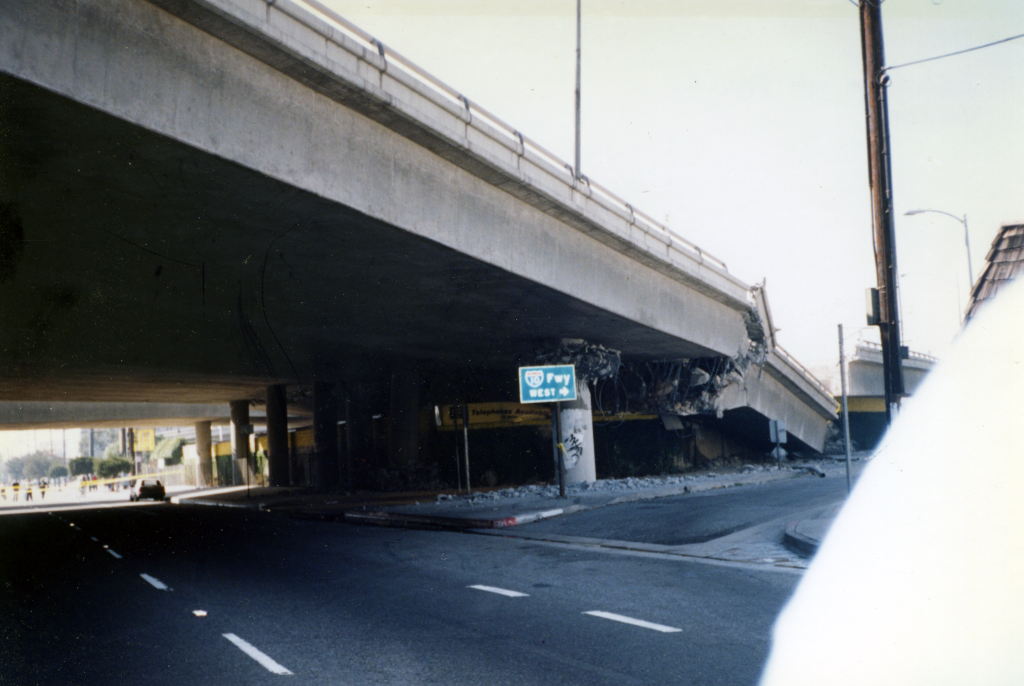
Durch das Northridge-Erdbeben von 1994 beschädigte Brücke der Interstate 10 am La Cienega Boulevard

Am Ostrand der Metropolregion verläuft die San-Andreas-Verwerfung; außerdem befindet sich direkt unter der Stadt die Puente-Hills-Verwerfung. Die daraus resultierende Erdbebengefahr erklärt die strengen Bauvorschriften, die im gesamten südkalifornischen Erdbebengebiet angewandt werden. Seit 1800 wurde Los Angeles von neun großen Erdbeben mit einer Magnitude von sechs und höher und Tausenden von kleineren Beben erschüttert. Zahlreiche Gebäude sind erdbebensicher gebaut, was die Anzahl an Todesopfern bei Beben wesentlich verringert.
Bis zum Jahre 1958 bestand zudem eine gesetzliche Vorschrift, wonach die Obergrenze für Gebäude 45 Meter beziehungsweise 14 Stockwerke nicht übersteigen durfte. Eine Ausnahme war nur das Rathaus von 1928 mit 138 Metern. Erdbebensichere Konstruktionen machten das Gesetz später überflüssig. Die Gefährdung durch Erdbeben, die Abkehr von dichter Bebauung und die Festlegung eines Leitbildes, wonach Los Angeles eher eine Art „City in the Garden“ (Stadt im Garten) werden sollte, standen als Idee hinter dieser Vorschrift. Auch dies ist eine Erklärung für die Ausdehnung der Stadt.
Das schwerste Erdbeben in der jüngeren Geschichte war das Fort-Tejon-Erdbeben am 9. Januar 1857, nahe den heutigen Gemeinden Wrightwood und Palmdale. Das Beben der Magnitude 7,9 verursachte nur geringe Schäden, da die Region zu dieser Zeit nur gering besiedelt war. Würde ein derartiges Beben heute auftreten, entstände ein Schaden von mehreren Milliarden US-Dollar, die Verluste an Menschenleben wären erheblich.
Am 10. März 1933 forderte das Long-Beach-Erdbeben der Magnitude 6,4 120 Todesopfer. In Long Beach und weiteren Orten entstand ein Sachschaden von 50 Millionen US-Dollar. Zahlreiche der beschädigten Gebäude waren nicht erdbebensicher gebaut. Ein weiteres schweres Erdbeben war das sogenannte San-Fernando-Erdbeben von 1971 (auch Sylmar-Erdbeben) mit einer Stärke von 6,6. Es ereignete sich am 9. Februar 1971 und verursachte im San Fernando Valley einen Schaden von 500 Millionen US-Dollar und forderte 65 Todesopfer. Das Beben am 28. Juni 1991 hatte eine Stärke von 5,8, verursachte aber wegen seiner Tiefe keinen Oberflächenbruch. Es entstanden dennoch Schäden in Höhe von 40 Millionen US-Dollar, vor allem im San Gabriel Valley.
Am 17. Januar 1994 erschütterte ein Erdbeben der Stärke 6,7 die Stadt Los Angeles. Das Epizentrum des Northridge-Erdbebens lag im Stadtteil Reseda im San Fernando Valley. 57 Menschen kamen dabei ums Leben, 12.000 Personen wurden verletzt. Wichtige Verkehrsverbindungen und schätzungsweise 100.000 Gebäude wurden beschädigt oder zerstört. Nach Angaben der Federal Emergency Management Agency (FEMA) entstand ein Sachschaden in Höhe von 40 Milliarden US-Dollar.
Im Jahr 2008 publizierten der Geologische Dienst der USA (USGS) und das Südkalifornische Erdbebenzentrum eine neue Studie. Die Forscher prognostizierten darin für Kalifornien bis 2038 mit einer 99,7-prozentigen Wahrscheinlichkeit ein schweres Erdbeben der Stärke 6,7. Ein Beben der Stärke 7,5 oder mehr wurde mit einer 46-prozentigen Wahrscheinlichkeit vorausgesagt. Der Großraum Los Angeles ist dabei etwas stärker gefährdet als San Francisco im Norden des Bundesstaates. So liegt die Möglichkeit eines Bebens der Stärke 6,7 in Los Angeles bei 67 Prozent und in San Francisco bei 63 Prozent.
Am 29. Juli 2008 wurde um 11:42 Uhr Ortszeit ein Erdbeben der Stärke 5,4 registriert. Das Epizentrum lag ca. 46 km ostsüdöstlich vom Stadtzentrum entfernt, in der Nähe von Chino Hills.

### Stadtgliederung

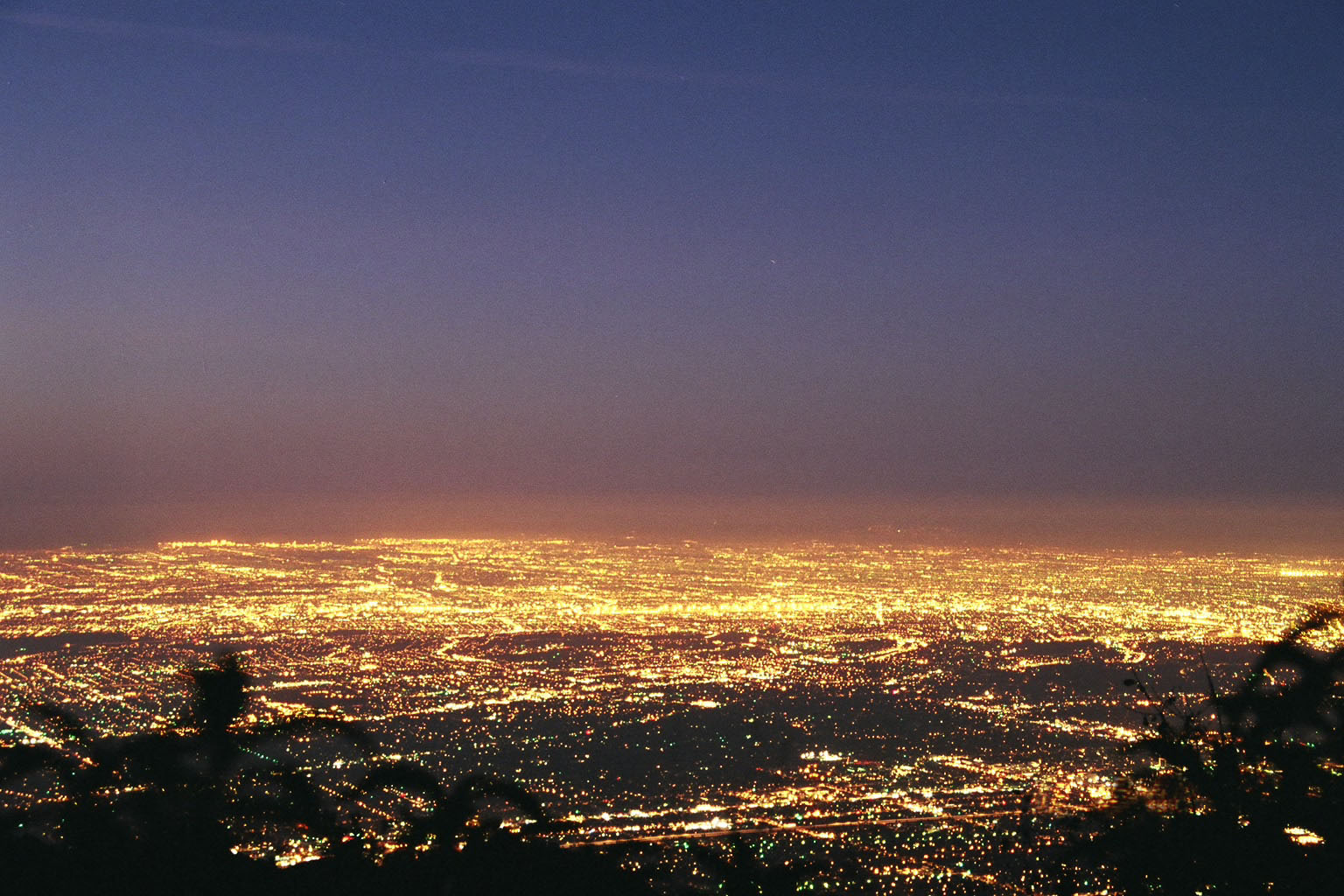
Blick vom Mount Wilson auf das Los-Angeles-Becken bei Nacht

Los Angeles gliedert sich in 15 Bezirke (Districts). Die Einwohnerzahlen beziehen sich auf die Volkszählung vom 1. April 2000.
| Stadtbezirk   | Fläche in km² | Einwohner- zahl | Einwohner je km² |
| ------------- | ------------- | --------------- | ---------------- |
| 1st District  | 36,17         | 236.344         | 6.534            |
| 2nd District  | 130,64        | 258.603         | 1.980            |
| 3rd District  | 107,54        | 258.788         | 2.406            |
| 4th District  | 78,00         | 252.787         | 3.241            |
| 5th District  | 122,72        | 258.749         | 4.106            |
| 6th District  | 63,02         | 235.885         | 3.743            |
| 7th District  | 78,09         | 235.869         | 3.020            |
| 8th District  | 46,35         | 243.108         | 5.245            |
| 9th District  | 38,09         | 236.932         | 6.220            |
| 10th District | 35,19         | 243.664         | 6.924            |
| 11th District | 167,68        | 258.433         | 1.541            |
| 12th District | 161,31        | 242.361         | 1.502            |
| 13th District | 34,01         | 244.369         | 7.185            |
| 14th District | 59,43         | 235.036         | 3.955            |
| 15th District | 99,74         | 253.884         | 2.545            |
| Los Angeles   | 1.257,97      | 3.694.813       | 2.937            |

### Siedlungsform

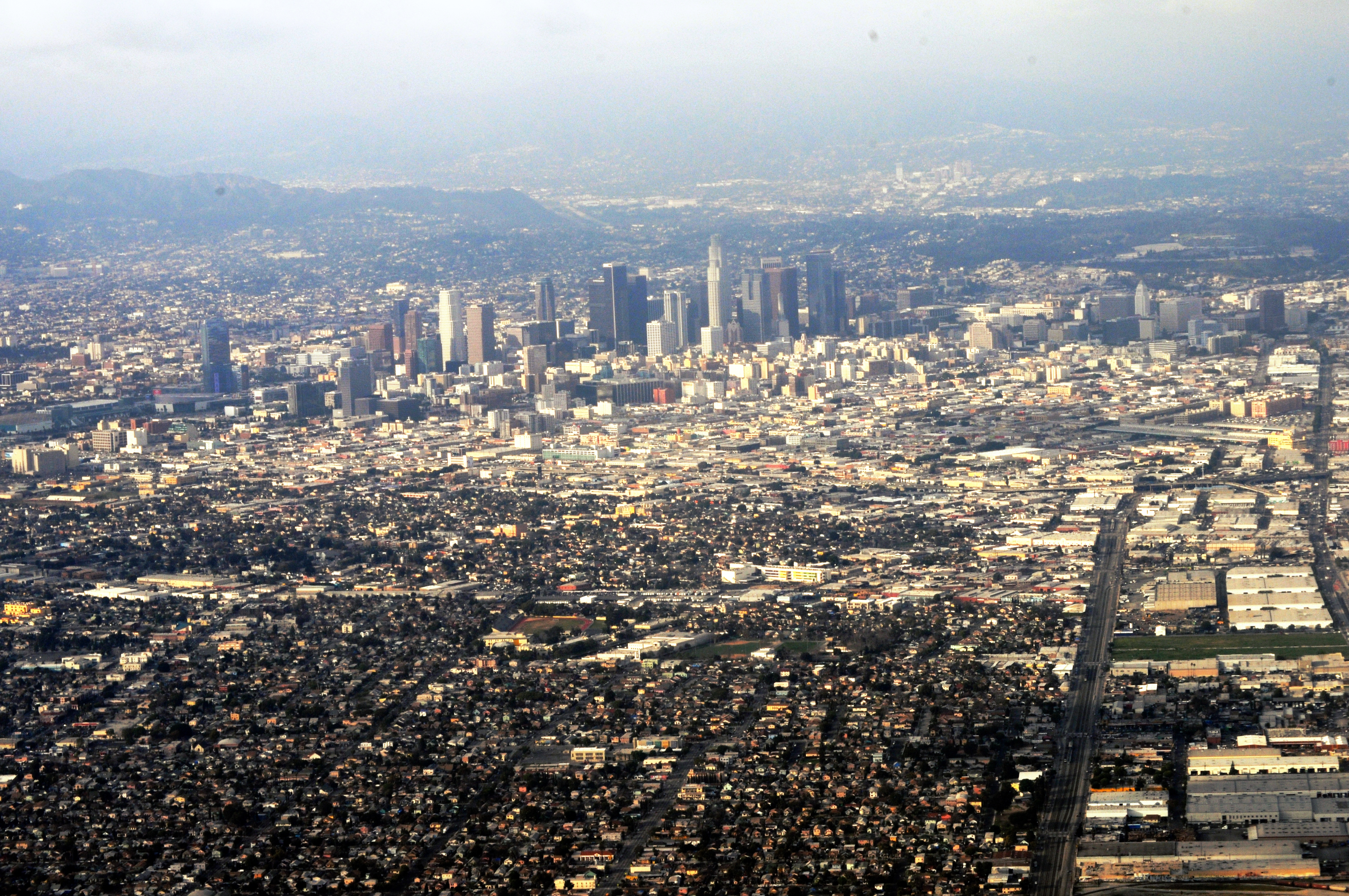
Luftaufnahme über Los Angeles. Im Vordergrund liegen Wohngebiete, angrenzend an Industrie- und Geschäftsviertel. Im Hintergrund ist Glendale und ein Teil der Santa Monica Mountains zu sehen. Zentral liegt Downtown.

Die Region Los Angeles ist durch eine extreme Zersiedelung gekennzeichnet. Die gesamte Stadt ist mosaikartig aufgelöst in eine Vielzahl von einzelnen Stadtbezirken. Die Bezirke haben unterschiedliche Funktionen wie Geschäftsviertel oder Wohnviertel und sind deutlich voneinander unterschieden. In den einzelnen Wohnbezirken leben Bevölkerungsgruppen, die sich hinsichtlich Herkunft, Bildung, Einkommen oder Altersstruktur ebenfalls deutlich unterscheiden. Teilweise sind die Bezirke voneinander isoliert, und nicht selten sogar durch Mauern oder Zäune abgeschottet. In der gesamten Stadtregion gibt es kein dominantes Zentrum. Die Innenstadt, die Downtown Los Angeles, verfügt zwar über die einzige Ansammlung an Wolkenkratzern in dem riesigen Häusermeer und hat auch eine symbolische Bedeutung, ist jedoch lediglich einer von vielen Stadtbezirken. Innerhalb der Agglomeration von Los Angeles existieren als Teil der Greater Los Angeles Area viele selbstständige Bezirke mit eigenem Zentrum, eigenem Charakter und mit spezialisierten Funktionen, so etwa Long Beach, Santa Ana, Anaheim oder Pasadena.
Diese Diversifizierung und Fragmentierung ist einerseits ein Problem, kann andererseits jedoch auch einer der Gründe für den Aufstieg der Stadt sein. Los Angeles ist eine der heterogensten Städte der Welt, geprägt vom Individualismus seiner Bewohner. Unterschiedliche Milieus und Lebensstile existieren nebeneinander, wodurch der städtische Raum nicht mehr als zusammenhängende Einheit zu erkennen ist. Dies spiegelt sich insbesondere auch in dem Fehlen eines klar erkennbaren Zentrums wider. Für diese postmodernistischen Siedlungsformen sind seit Ende des 20. Jahrhunderts eine Reihe neuer Begriffe entwickelt worden, so etwa Exopolis, Postmetropolis oder auch der Begriff der Zwischenstadt. Häufig werden solche Städte auch als Edgeless Cities oder Edge Cities bezeichnet, als suburbane, posturbane oder auch desurbane Räume. Mit dem Terminus des Stadtlandhybriden wird versucht, den Entwicklungen postmoderner Siedlungsformen – mit Fokus auf Los Angeles – Rechnung zu tragen. Solche Agglomerationen stellen eine neue Art der räumlichen Entwicklung dar, „deren Voraussetzung eine umfangreiche Suburbanisierung darstellt.“ Der Erforschung dieser Entwicklungen widmete sich insbesondere in den späten 1980er und 1990er Jahren die Forschergruppe der Los Angeles School of Urbanism.

### Klima
Die Stadt liegt in der subtropischen Klimazone. Die durchschnittliche Jahrestemperatur beträgt 18 Grad Celsius und die jährliche Niederschlagsmenge 379,2 Millimeter im Mittel. Die wärmsten Monate sind Juli und August mit durchschnittlich 22,8 Grad Celsius und der kälteste der Januar mit 13,2 Grad Celsius im Mittel. Fast der gesamte Jahresniederschlag fällt in den Monaten November bis März, dementsprechend ist es zwischen Mai und Oktober überwiegend trocken.
Im Sommer herrschen in Los Angeles tagsüber meist Temperaturen um die 28 bis 30 Grad Celsius. Ohne die Lage an der Pazifikküste wäre es noch wärmer, da der Wind vom Meer die Temperaturen abschwächt. Im Winter dagegen ist es etwas kälter, wobei die Tagestemperaturen fast nie unter 15 Grad Celsius sinken. Nachts sinkt die Temperatur durchschnittlich um circa zehn Grad Celsius ab. Die Luftfeuchtigkeit liegt bei 50 bis 75 Prozent.
Typisch für das Klima in der Region von Los Angeles sind auch mehrere, relativ deutlich voneinander abgrenzbare kleinere Klimazonen. Der Grund hierfür liegt vor allem in den verschiedenen Gebirgszügen, die das Becken von Los Angeles zum Beispiel vom San Fernando Valley und anderen, weiter landeinwärts gelegenen Gebieten trennen. Im San Fernando Valley beispielsweise ist es im Sommer oft mehrere Grade wärmer als an der Küste, während es im Winter dort spürbar kühler ist.
Alle zwei bis drei Jahre kommt es zu Hitzewellen, bei denen die Temperaturen über 40 Grad Celsius steigen können. Ursache dafür sind die sogenannten Santa-Ana-Winde, die über die Santa-Ana-Berge aus den östlich der Stadt gelegenen Wüsten kommen. Dabei entstehen immer wieder ausgedehnte Wald- und Buschbrände. Am 3. Oktober 1933 starben im Griffith Park bei einem der schlimmsten Buschbrände in den Vereinigten Staaten 29 Feuerwehrleute. Zwischen Ende Oktober und Anfang November 1993 vernichteten Brände im Stadtbereich von Los Angeles tausende Hektar bebauten Landes. Die höchste Temperatur wurde am 22. Juli 2006 in Woodland Hills mit 48,3 Grad Celsius gemessen, die tiefste Temperatur am 6. Februar 1989 in Canoga Park mit −7,8 Grad Celsius.
|                       | Jan  | Feb  | Mär  | Apr  | Mai  | Jun  | Jul  | Aug  | Sep  | Okt  | Nov  | Dez  |   |       |
| Mittl. Tagesmax. (°C) | 20,1 | 20,3 | 21,2 | 22,6 | 23,6 | 25,6 | 28,4 | 29,1 | 28,4 | 25,8 | 22,7 | 19,8 | ⌀ | 24    |
| Mittl. Tagesmin. (°C) | 8,8  | 9,6  | 10,6 | 11,9 | 13,9 | 15,7 | 17,6 | 17,8 | 17,3 | 14,8 | 11,1 | 8,6  | ⌀ | 13,2  |
|                       |      |      |      |      |      |      |      |      |      |      |      |      |   |       |
| Niederschlag (mm)     | 79,2 | 96,5 | 61,7 | 23,1 | 6,6  | 2,3  | 0,3  | 1,0  | 6,1  | 16,8 | 26,4 | 59,2 | Σ | 379,2 |
|                       |      |      |      |      |      |      |      |      |      |      |      |      |   |       |
| Sonnenstunden (h/d)   | 7,3  | 7,9  | 8,6  | 10,1 | 8,9  | 9,2  | 11,7 | 11,3 | 9,3  | 8,2  | 7,2  | 7,1  | ⌀ | 8,9   |
|                       |      |      |      |      |      |      |      |      |      |      |      |      |   |       |
| Regentage (d)         | 6,1  | 6,4  | 5,5  | 3,2  | 1,3  | 0,6  | 0,3  | 0,3  | 1,0  | 2,5  | 3,3  | 5,2  | Σ | 35,7  |
|                       |      |      |      |      |      |      |      |      |      |      |      |      |   |       |
| Wassertemperatur (°C) | 14   | 14   | 15   | 15   | 16   | 18   | 19   | 20   | 19   | 18   | 16   | 15   | ⌀ | 16,6  |
|                       |      |      |      |      |      |      |      |      |      |      |      |      |   |       |
| Luftfeuchtigkeit (%)  | 63   | 68   | 71   | 71   | 74   | 76   | 77   | 77   | 74   | 71   | 66   | 63   | ⌀ | 70,9  |

| 8,8 |

| 9,6 |

| 10,6 |

| 11,9 |

| 13,9 |

| 15,7 |

| 17,6 |

| 17,8 |

| 17,3 |

| 14,8 |

| 11,1 |

| 8,6 |

| 8,8 |

| 9,6 |

| 10,6 |

| 11,9 |

| 13,9 |

| 15,7 |

| 17,6 |

| 17,8 |

| 17,3 |

| 14,8 |

| 11,1 |

| 8,6 |

### Umweltprobleme

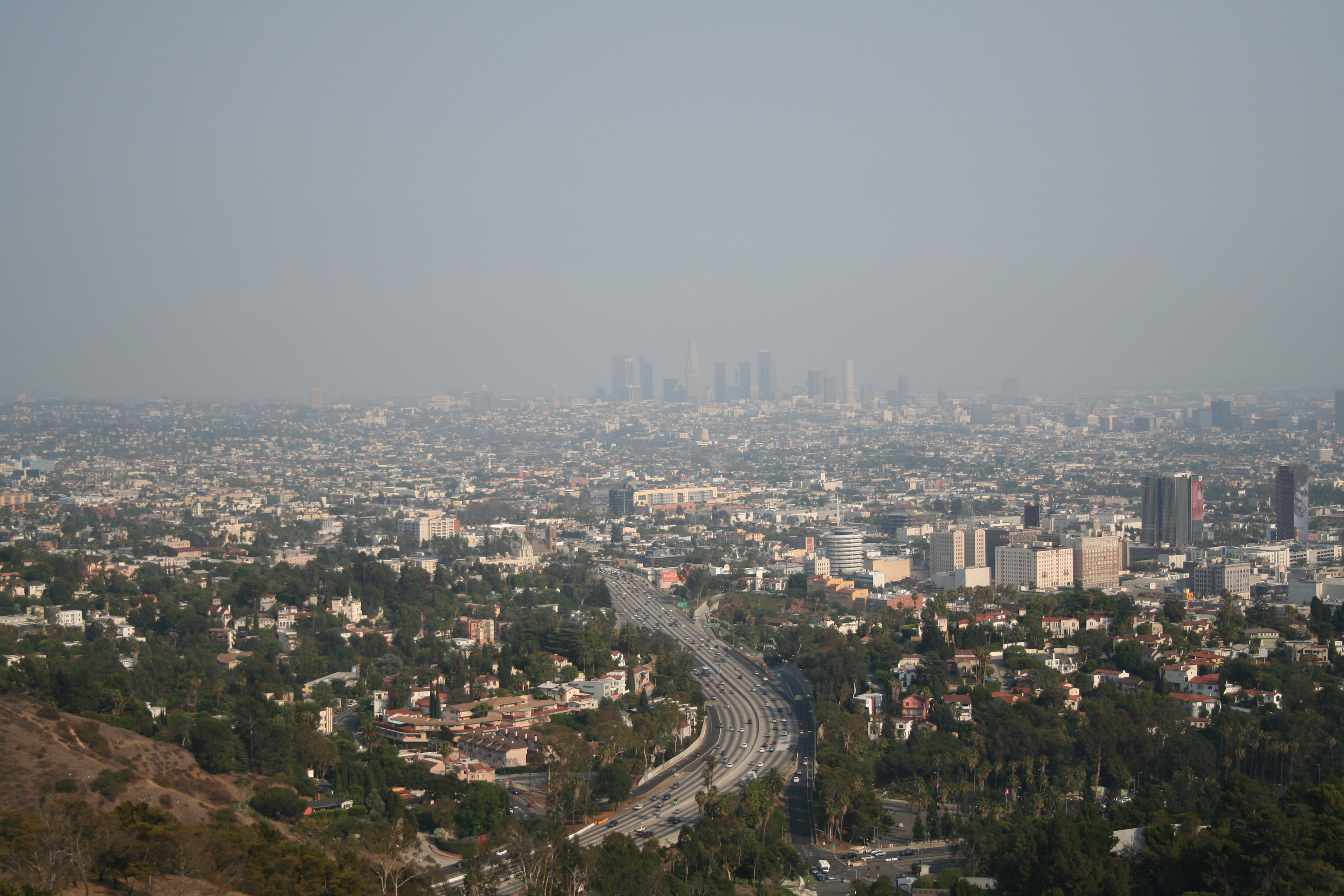
Smog in Los Angeles – Blick von den Hollywood Hills auf die Stadt

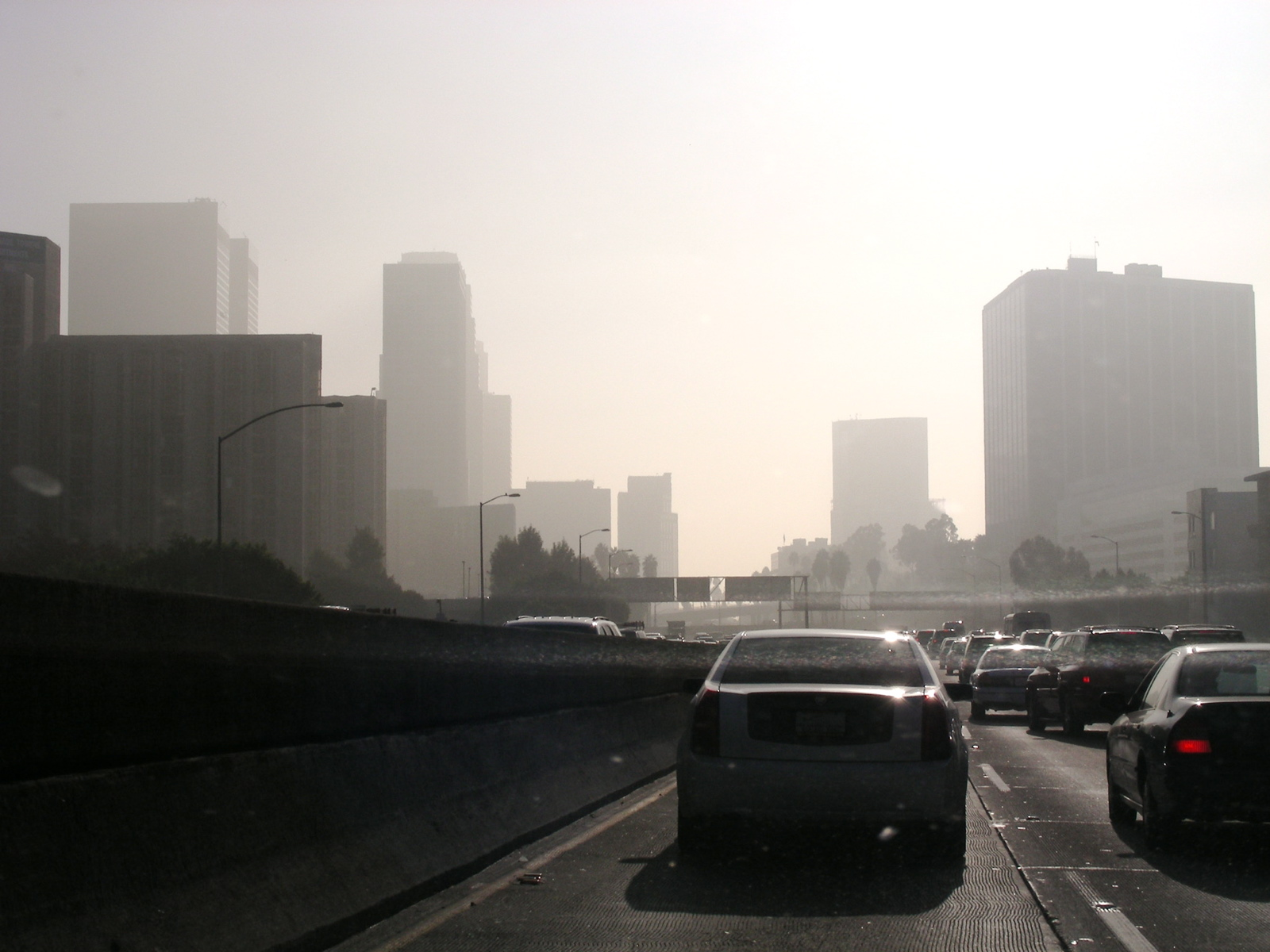
Smog in Downtown Los Angeles, Pasadena Highway

Sorgen bereitet die große Luftverschmutzung – hohe Werte an Ozon-, Stickoxid- und Kohlenwasserstoff – in Los Angeles, verursacht durch die dort ansässige Industrie und den Autoverkehr. Der Großraum Los Angeles/Long Beach/Riverside zählte 2007 nach einem Bericht der American Lung Association zum städtischen Gebiet mit der höchsten Luftverschmutzung in den Vereinigten Staaten. Neben Industrien und Alltagsverkehr der privaten Autos und Lastwagen kann die Luftverschmutzung zu einem wesentlichen Teil dem Hafen-Binnenverkehr zugeschrieben werden, d. h. den Lastwagen, die zwischen Kai und Ablage Güter tragen und bei denen sich oft die Motoren im Leerlauf befinden. Abhilfe sollen elektrische Schwerlastwagen schaffen, die seit 2009 eingeführt werden.
Die Schadstoffkonzentrationen sind besonders im morgendlichen und abendlichen Berufsverkehr am höchsten. Der photochemische Smog, dessen Hauptbestandteil das Ozon ist, erreicht dagegen am Mittag seine höchste Konzentration. Da die Stadt von Gebirgsketten umgeben ist, wird der Luftaustausch mit dem weiten Umland gehemmt. Der Seewind erreicht lediglich das Becken von Los Angeles, ohne die Inversionswetterlage über der Stadt aufzulösen.
Ozon und andere Chemikalien führen bei der Bevölkerung zu Husten, Augenreizungen, Kopfschmerzen und Lungenfunktionsstörungen. Seit Anfang der 1980er Jahre werden Anstrengungen zur Lösung des Problems unternommen. So wurden noch 1979 an 120 Tagen im Jahr erhöhte Schadstoffwerte gemessen, 1996 nach Einführung noch stärkerer Abgasbestimmungen für Neuwagen (Katalysatoren waren seit 1973 Vorschrift) nur noch an sieben Tagen. Im neuen Jahrtausend ist die Anzahl an Smogtagen fast auf null gesunken. Trotzdem entlässt der Großraum Los Angeles immer noch eine der landesweit größten Mengen an toxischen Gasen in die Atmosphäre. Hauptgrund ist der nur schwach entwickelte öffentliche Verkehr.
Die Luftverschmutzung in Los Angeles gefährdet auch die weiter entfernt liegenden Gebirgsseen und schneebedeckten Regionen der Sierra Nevada und ist verantwortlich für das Waldsterben. Starke Winde tragen die Schadstoffe bis nach Palm Springs im Riverside County und führen dort zu erhöhten Schadstoffkonzentrationen.

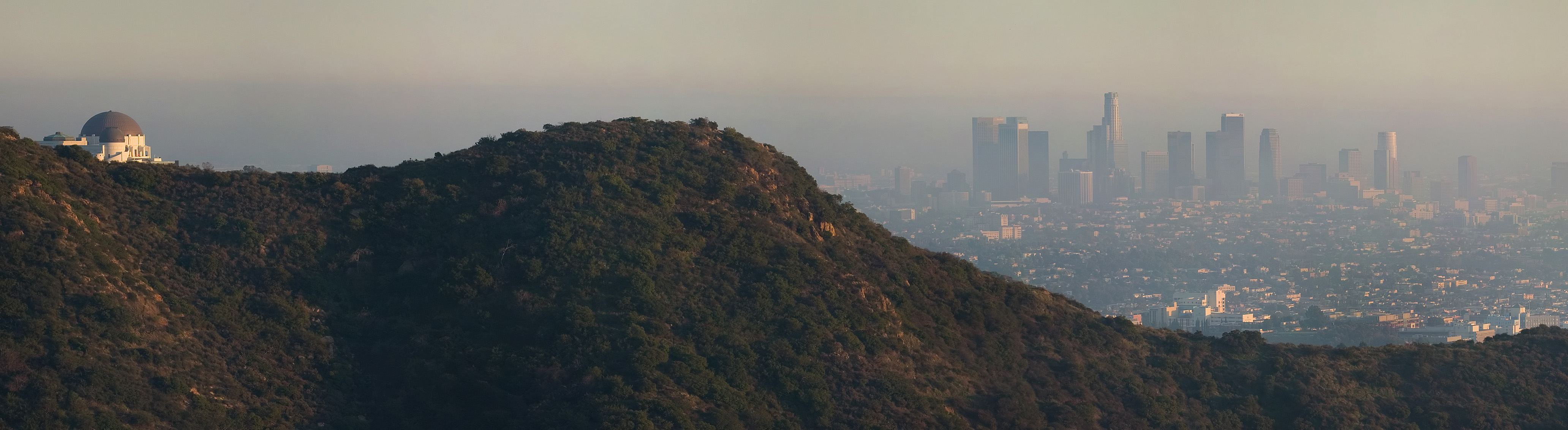
Das Zentrum von Los Angeles liegt im Smog, betrachtet von den Hollywood Hills aus

## Geschichte

### Stadtgründung
Der erste Europäer in der Region war der Entdecker Juan Rodríguez Cabrillo, der 1542 das Land für Spanien beanspruchte, ohne jedoch eine Siedlung zu gründen. 1771 gründeten spanische Mönche des Franziskanerordens die Mission „San Gabriel“ nahe Whittier Narrows, die später den Ausgangspunkt für die Besiedlung der Region bildete. Die spanischen Missionen in Kalifornien sollten den Einfluss Spaniens und die Macht der Kirche erweitern. Um sie vor Angriffen der dort lebenden Ureinwohner zu schützen, wurde die Mission durch ein Fort befestigt.
Nachdem sich die Mission etabliert hatte, schickte der spanische Gouverneur Kaliforniens, Felipe de Neve, elf Familien, um das Land zu bebauen. Am 4. September 1781 wurde die Gemeinde Los Angeles mit 44 Siedlern auf dem Gebiet der Tongva-Ureinwohner gegründet. Damals wurde dort noch hauptsächlich Viehzucht betrieben. In den folgenden Jahrzehnten etablierten sich die ersten US-amerikanischen Siedler in der Region.
1821 fiel Los Angeles an Mexiko, das nach einem langen Krieg – Mexikanischer Unabhängigkeitskrieg – seine Unabhängigkeit von Spanien errungen hatte. 1835 wurde die Siedlung vom mexikanischen Kongress zur Stadt und gleichzeitig zur Hauptstadt von Mexikos nördlichster Region Alta California erhoben. Der zweite Teil des Erlasses wurde allerdings niemals durchgesetzt und bald wieder revidiert. So blieb Monterey bis 1849 die Hauptstadt von Kalifornien. Die Bevölkerung von Los Angeles wuchs bis 1836 auf 2.228 Einwohner an, um danach wieder vorübergehend zurückzugehen. Bis Mitte des 19. Jahrhunderts war Los Angeles eine mexikanische Gemeinde, die sich aber vorwiegend aus US-amerikanischen Siedlern, armen chinesischen Arbeitern und einigen wenigen wohlhabenden mexikanischen Großgrundbesitzern zusammensetzte.
1846 proklamierte der Schulmeister William Ide die Unabhängigkeit Kaliforniens. Die Republik bestand nur kurze Zeit. Während des Mexikanisch-Amerikanischen Krieges zwischen 1846 und 1848 wurden Alta California und damit auch Los Angeles von US-amerikanischen Soldaten besetzt und den USA angegliedert. 1848 wurde nördlich von Sacramento Gold gefunden, was den bekannten Goldrausch auslöste. Zahlreiche Goldsucher kamen in die Region, wovon auch Los Angeles profitierte, indem es Fleisch, Obst und Gemüse an die Goldsucher verkaufte.
Kurz danach kam der erste von zwei europäischen Apothekern (beide deutscher Abstammung) in Los Angeles an. Der erste war der Apotheker Theodore Wollweber. Im Jahr 1861 siedelte sich Adolph Junge als zweiter Apotheker an. Er betrieb seinen „Drug-Store“ im „Temple Block“ in der Main Street rund 20 Jahre lang. Der später sehr bekannte deutsche Apotheker F. J. Gieze arbeitete 1874 als Angestellter bei Junge. Junges Rezeptbuch und sein Nachlass befinden sich heute im Natural History Museum of Los Angeles County.

### Industrialisierung

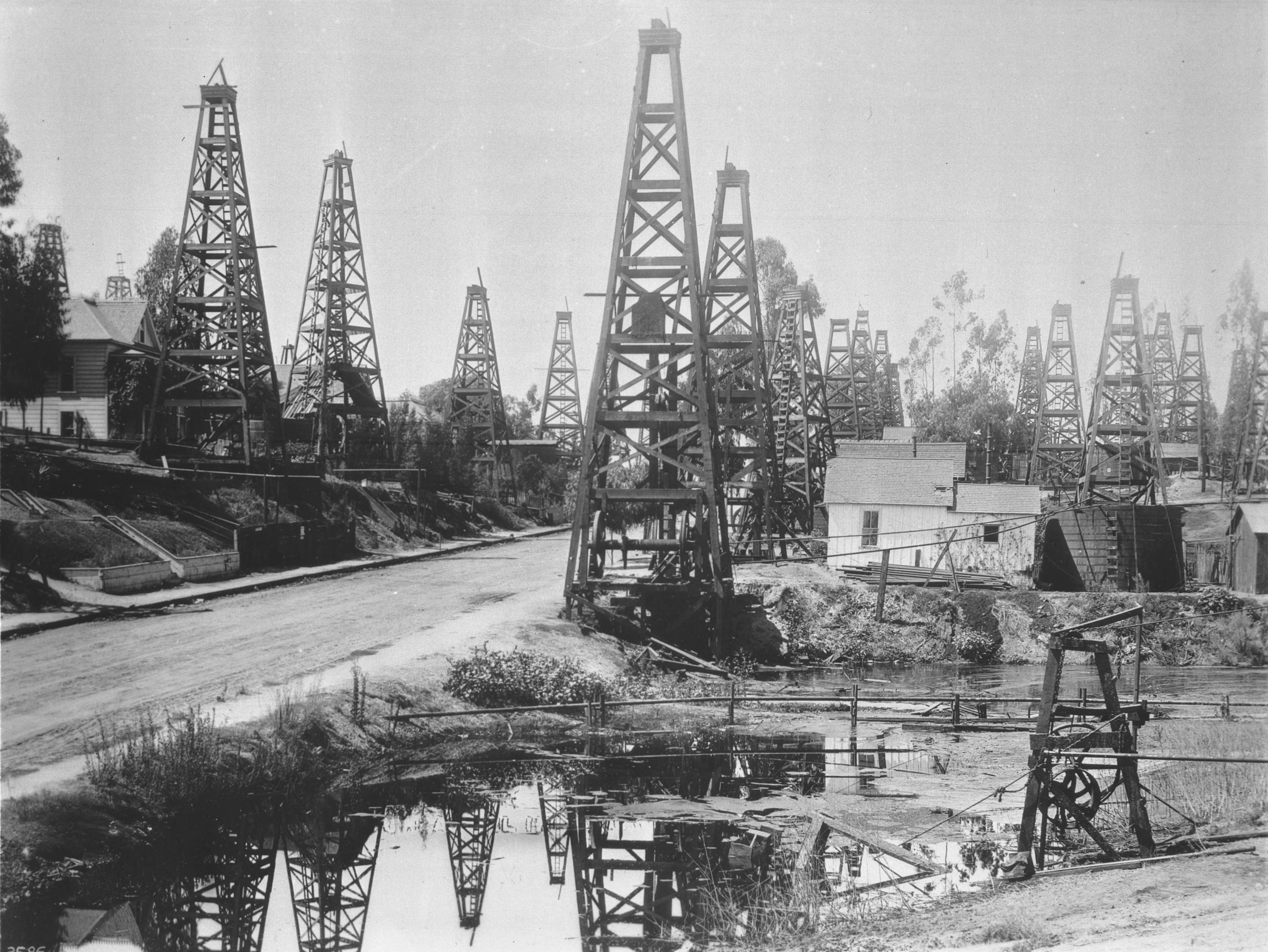
Ölförderanlagen 1896 nahe Los Angeles

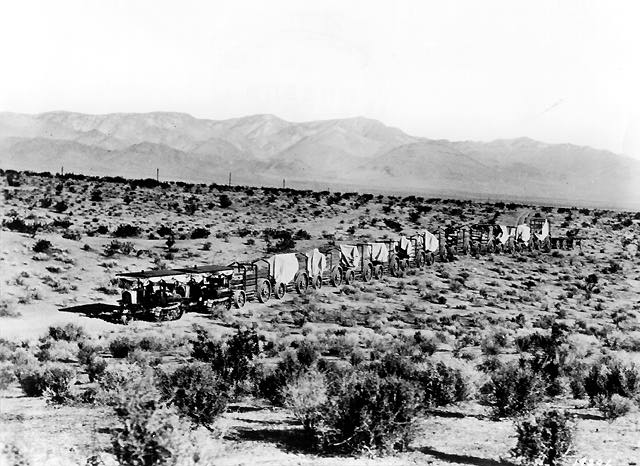
Bau des Los-Angeles-Aquädukts in der Mojave-Wüste, 1909

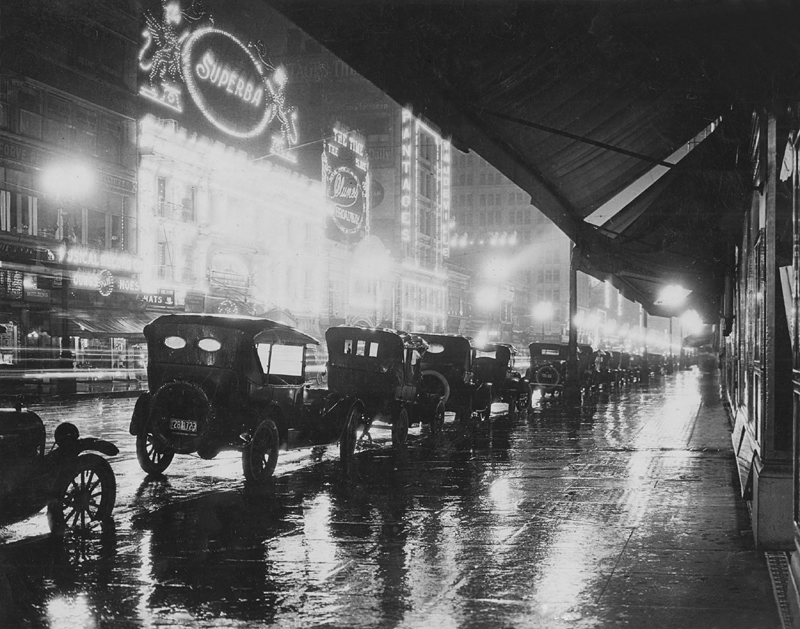
Quinn’s Superba Theatre, 518 South Broadway, 1920

Der Ort erhielt am 4. April 1850 das US-Stadtrecht im Rahmen der Gründung des Staates Kalifornien durch die USA; er hatte damals 1.610 Einwohner. Vom Sezessionskrieg (1861–1865) zwischen den aus den Vereinigten Staaten ausgetretenen Südstaaten – der Konföderation – und den in der Union verbliebenen Nordstaaten blieb Los Angeles nahezu unberührt.
Überschwemmungen 1861/62 und eine anschließende verheerende Dürre führten zum Ruin vieler auf Viehzucht spezialisierter Farmen. Gleichzeitig begann, vor allem durch die Grundstücksspekulation, ein neuer Aufschwung. Die Folge war ein Anstieg der Grundstückspreise und der Zuzug von zahlreichen chinesischen, japanischen und europäischen Einwanderern.
Die Ablehnung der chinesischen Migranten durch weite Teile der US-Bevölkerung steigerte sich in der wirtschaftlichen Krisenzeit der 1870er Jahre zu einer antichinesischen Hysterie. Am 24. Oktober 1871 kam es in Los Angeles zu einem rassistischen Aufstand, nachdem bei einem Krieg zwischen rivalisierenden chinesischen Banden zufälligerweise ein Weißer getötet wurde. Im weiteren Verlauf des Aufstandes fiel ein Mob von mehr als 500 europäischstämmigen Personen in Chinatown ein und tötete 19 der Bewohner. Unter den Getöteten war lediglich einer an dem ursprünglichen Bandenkrieg beteiligt. Außerdem war ein Weißer getötet worden, der versucht hatte, das Morden zu verhindern.
Die größte Zuwanderergruppe stammte aus dem Mittleren Westen, aus Staaten wie Iowa und Indiana, und löste als neue politische Klasse die alte mexikanische Elite ab. Schon bald wurden die alten Großfarmen parzelliert und die Bevölkerung wuchs. Von 1870 bis 1900 erhöhte sich die Einwohnerzahl der Stadt von knapp 6.000 auf ca. 102.000 Einwohner. Von 1900 bis 1910 stieg die Einwohnerzahl sogar um mehr als das Dreifache (1910: 319.000 Einwohner). Zu diesem enormen Wachstum trugen auch umfangreiche Eingemeindungen bei, darunter der Städte Wilmington und San Pedro (beide 1909) im Süden sowie Hollywood (1910) im Westen. Von 1899 bis 1914 wurde in San Pedro der heutige Hafen von Los Angeles gebaut. 1915 kam es zur gebietsmäßig größten Erweiterung, als der Großteil des San Fernando Valley Los Angeles angegliedert wurde.
Wichtiger Entwicklungsmotor war die Eisenbahn. 1869 wurde die erste Eisenbahnlinie in Los Angeles eröffnet. Sie verlief über 34 Kilometer vom heutigen Stadtzentrum zum damals noch unabhängigen San Pedro, wo sich heute der Hafen von Los Angeles befindet. Nachdem die Union Pacific Railroad im Jahr 1876 (San Francisco) und die Bahnstrecke nach Santa Fe im Jahre 1885 die Verbindungen zum Rest des Landes hergestellt hatten, beschleunigte sich das Wachstum der Stadt. Zu dieser Zeit wurden neue Bewässerungstechniken erprobt und für die Region geeignete Anbauprodukte wie z. B. Orangen entdeckt. Die Stadt wurde in den Metropolen im Osten der USA bald zu einem Synonym für gute Gesundheit, eine saubere Umwelt, reichlich Sonne und riesige Zitrusplantagen. Die beiden konkurrierenden Eisenbahngesellschaften  unterboten sich mit Niedrigpreisen für Tickets von der Ostküste und trugen damit dazu bei, Ansiedler nach Los Angeles zu locken.
Ab 1890 wurde Kohle gefördert. Als weitaus wichtiger für die weitere Entwicklung erwiesen sich die umfangreichen Erdölvorräte unter der Stadt, die am 20. April 1893 erstmals in der Nähe des heutigen Dodger Stadium angebohrt wurden. Von da an breiteten sich die Bohrtürme in kurzer Zeit in weiten Teilen der Region aus. In der ersten Hälfte des 20. Jahrhunderts wurde Los Angeles zu einem der wichtigsten Zentren der Erdölförderung. 1923 wurde ein Viertel der Weltfördermenge in der Region Los Angeles gefördert. Auch heute noch spielt die Ölförderung eine gewisse Rolle.

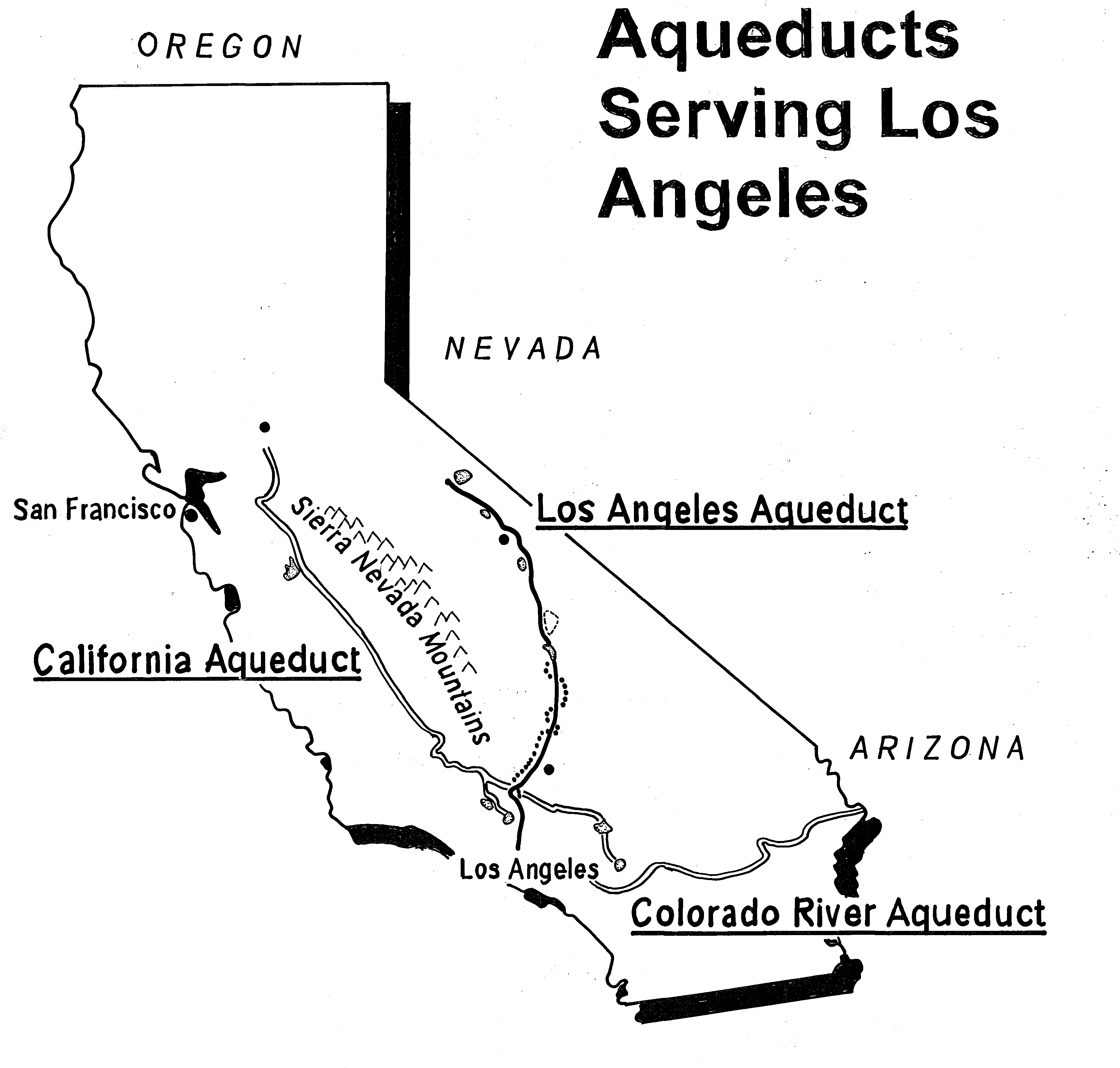
Aquädukte zur Versorgung von Los Angeles

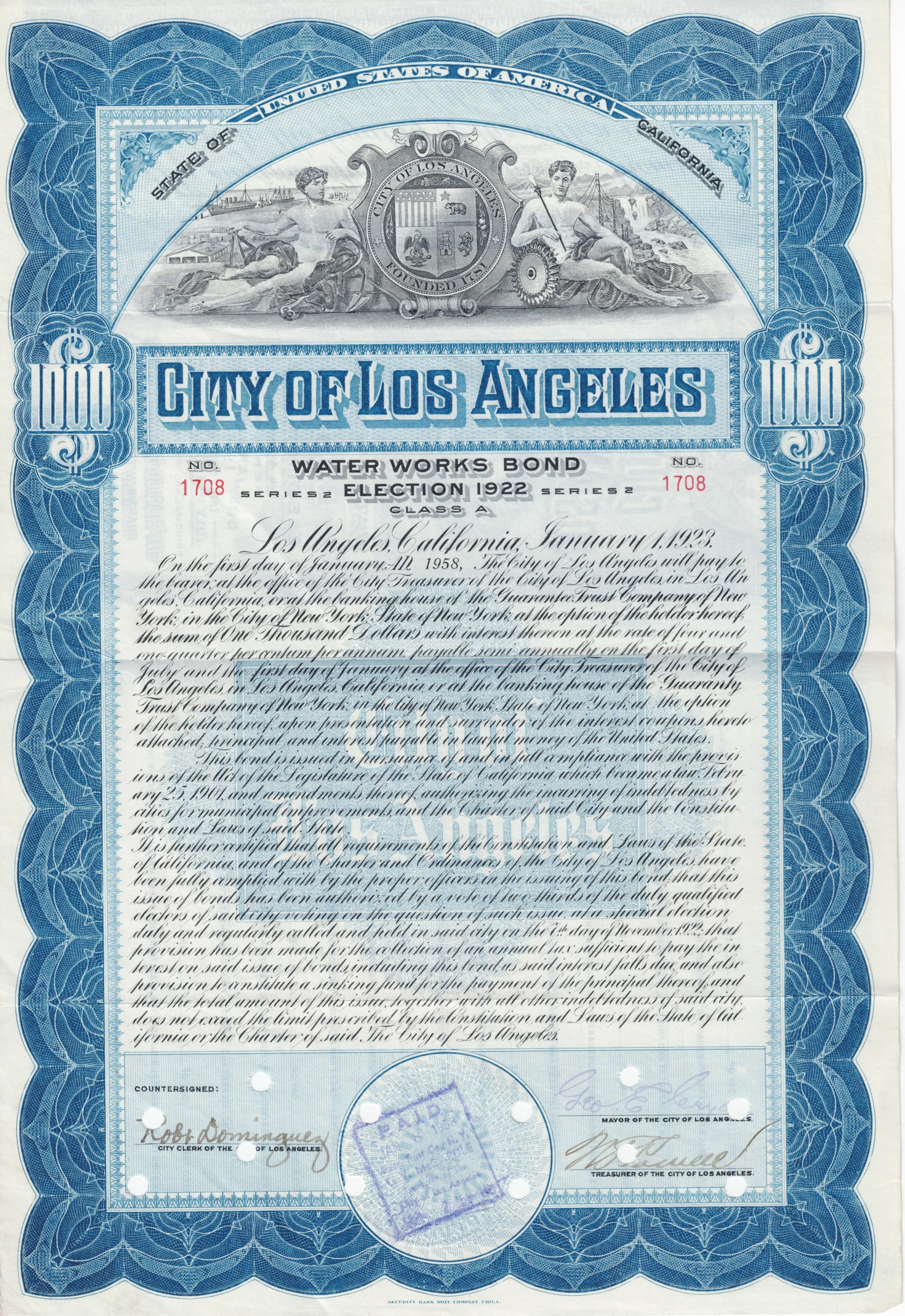
Anleihe der City of Los Angeles für die Wasserwerke vom 1. Januar 1923

Um das enorme Wachstum auch für die weitere Zukunft sicherzustellen, machten sich die Verantwortlichen der Stadt in den 1890er Jahren Gedanken um die Wasserversorgung von Los Angeles. Für eine in einer halbtrockenen Klimazone gelegenen Stadt war und ist dies ein sehr wichtiges Thema. Bis dahin wurde Los Angeles durch den nahegelegenen Los Angeles River mit Trink- und Brauchwasser versorgt. Als dessen Wasservorräte nicht mehr ausreichten, wurde 1913 im Norden das erste Los-Angeles-Aquädukt errichtet, das Wasser aus dem 300 Kilometer entfernten Owens Valley nach Los Angeles beförderte. Mithilfe der billigen Trinkwasserversorgung war Los Angeles in den Jahren vor und nach 1910 in der Lage, zahlreiche Umlandgemeinden einzugemeinden, darunter Wilmington, San Pedro (beide 1909) und Hollywood (1910).
1910 entdeckten Filmproduzenten die Region Los Angeles als ideales Produktionsgelände und zogen von New York und Chicago nach Hollywood. In den folgenden Jahren hatten Gilbert M. Anderson mit seinen Western und Mack Sennett mit seinen Slapstick-Komödien weltweit große Erfolge. Als 1927 der Film Der Jazzsänger dem Tonfilm zum Durchbruch verhalf, setzte erneut ein Aufschwung ein. Die Filmindustrie mit Sitz in Hollywood wurde zu einem der wichtigsten Wirtschaftszweige in den Vereinigten Staaten und lockte viele Neuankömmlinge nach Los Angeles. Der erste Monumentalfilm in Farbe – David O. Selznicks Film Vom Winde verweht – kam 1939 in die Kinos und gewann zehn Oscars.
In den 1920er Jahren kam es zur Eingemeindung zahlreicher weiterer Nachbargemeinden wie Sawtelle (1922), Hyde Park (1923), Eagle Rock (1923), Venice (1925), Watts (1926), Barnes City (1927) und Tujunga (1932). Santa Monica und Beverly Hills, die wirtschaftlich und kulturell als Teile von Los Angeles betrachtet werden, konnten verwaltungsmäßig ihre Selbständigkeit aber bis heute bewahren.
Zu den wichtigsten Ereignissen der 1930er Jahre zählen die Olympischen Spiele des Jahres 1932. Erstmals in der Geschichte der Spiele wurde zu diesem Anlass für die männlichen Teilnehmer ein Olympisches Dorf gebaut. Heute ist das Dorf ein Teil des Stadtteils Baldwin Hills. Im gleichen Jahr 1932 stieg die Einwohnerzahl von Los Angeles auf über eine Million.

### Wirtschaftszentrum

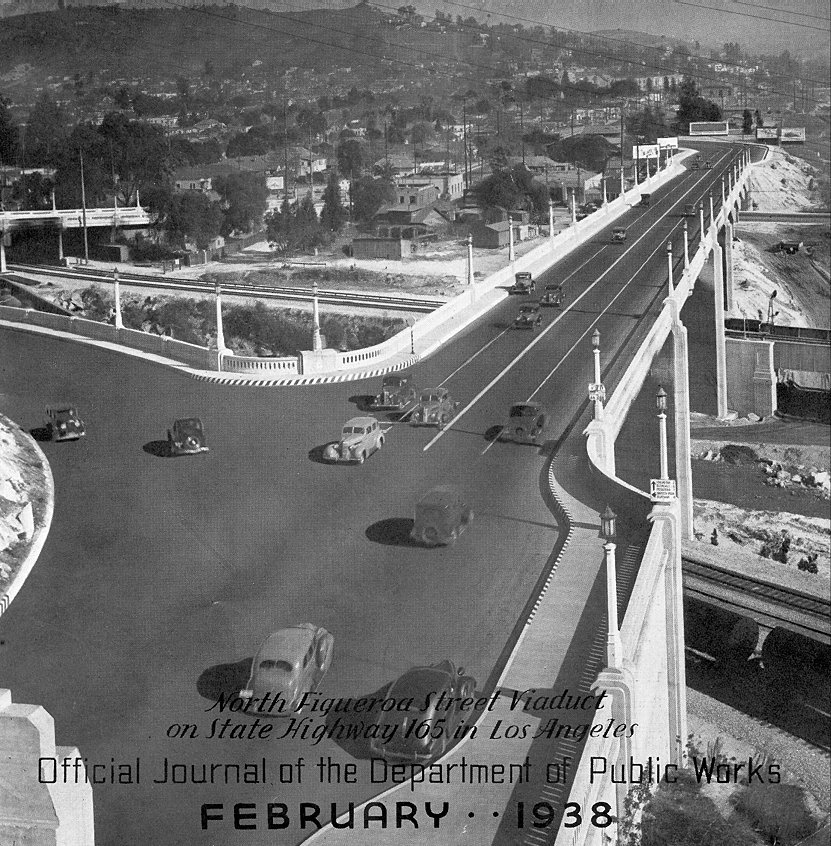
North Figueroa Bridge 1938

Bereits Mitte des 20. Jahrhunderts war das kleine Vorstadthaus mit Swimming Pool und Doppelgarage zum dauerhaften Symbol der Stadt geworden. Ein großer Aufschwung setzte während des Zweiten Weltkriegs mit der Luft- und Raumfahrtindustrie ein, die sich kriegsbedingt in großer Anzahl im Großraum Los Angeles ansiedelten.
Zahlreiche deutschsprachige Kulturschaffende und Intellektuelle wählten Los Angeles als Zufluchtsort vor dem NS-Regime. Dazu zählten unter anderem Bertolt Brecht, Marlene Dietrich, Lion Feuchtwanger, Otto Klemperer, Fritz Lang, Ernst Lubitsch, Heinrich Mann, Thomas Mann, Luise Rainer und Billy Wilder. Auch viele Künstler aus anderen Ländern fanden hier eine neue Heimat, darunter Luis Buñuel, Jean Renoir, Igor Strawinsky und Arturo Toscanini. Zahlreiche große Werke der Dichter, Dirigenten, Regisseure und Maler entstanden im Exil; die Emigranten machten das Los Angeles der 1940er Jahre zu einem lebendigen Zentrum der europäischen Kultur.
Auch mit rassistischer Gewalt hatte die Stadt weiterhin zu kämpfen. 1943 kam es zu einer Serie von Unruhen, die als Zoot Suit Riots in die Geschichte eingingen. Sie entflammten zwischen den in der Stadt stationierten Soldaten und mexikanisch-amerikanischen Jugendbanden.
Bereits in den 1920er Jahren wurde trotz eines leistungsfähigen Straßenbahnnetzes das Automobil zum bevorzugten Verkehrsmittel der Angelenos. Damals gab es in Los Angeles mehr Autos pro Einwohner als in jeder anderen US-Großstadt. Am 1. Januar 1940 wurde der Arroyo Seco Parkway, die erste Stadtautobahn, zwischen Pasadena und dem nördlichen Stadtzentrum eröffnet. Damit war der Kurs für die weitere Entwicklung geprägt. Nach dem Krieg kauften Unternehmen wie General Motors, Greyhound Lines und die Firestone Tire & Rubber Company das Straßenbahnnetz der Los Angeles Railway auf und demontierten es anschließend – dieser Vorgang ging als der große amerikanische Straßenbahnskandal in die Geschichte ein. An dessen Stelle entstand ein weitverzweigtes Autobahnnetz. Nach der Prämisse der 1950er Jahre sollte kein Bürger mehr als sechs Kilometer von einer Autobahnauffahrt leben.
1960 wurde das erste Bürohochhaus in die ehemals niedrige Silhouette der Stadt gebaut, deren höchstes Bauwerk bis dahin das Rathaus (City Hall) von 1928 war.
Im August 1965 kam es zu schweren Rassenunruhen in Los Angeles’ südlichem Stadtteil Watts. Während der Watts-Unruhen starben innerhalb von sechs Tagen 32 Menschen und 874 wurden verletzt. Der Sachschaden betrug 45 Millionen US-Dollar.

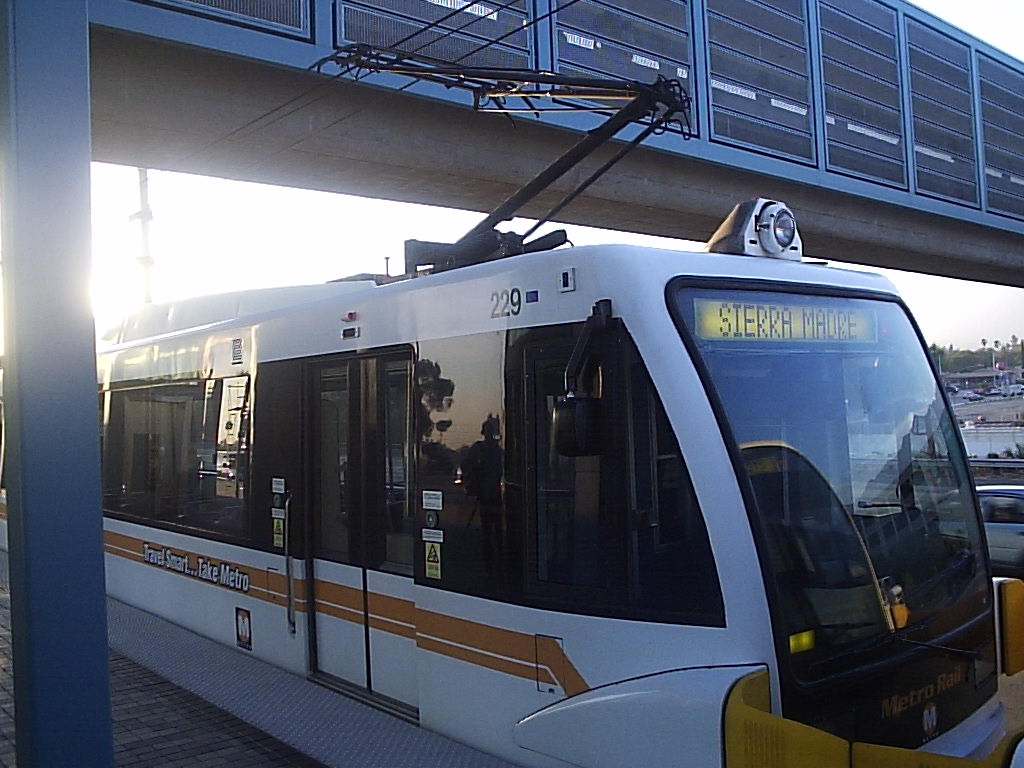
Zug der „Gold Line“ der Metro Los Angeles in der Nähe von Pasadena

Der stark zunehmende Autoverkehr verursachte ab Ende der 1970er Jahre zunehmend Probleme. Smog, Dezentralisierung und eine stark steigende Kriminalität prägten das Bild der Stadt. Seit Anfang der 1990er Jahre arbeitet LA wieder am Bau eines Stadtbahnnetzes, nachdem der Öffentliche Nahverkehr der Millionenmetropole fast drei Jahrzehnte lang mit Bussen auskommen musste. Der finanzielle und bürokratische Aufwand zum Bau der Metro ist jedoch ungleich größer als beim Bau des ursprünglichen Netzes, da nicht nur die Stadt heute sehr viel dichter bebaut ist, sondern beim Bau der unterirdischen Strecken auch Rücksicht auf Erdbeben genommen werden muss.
Die Unruhen in Los Angeles vom 29. April bis 2. Mai 1992 waren eine der größten Rassenunruhen in der Geschichte der USA. Auslöser war der Freispruch von vier Polizisten weißer Hautfarbe, die der Misshandlung des Afroamerikaners Rodney King angeklagt waren. Bei den Unruhen starben 53 Menschen, 2.383 wurden verletzt, der Sachschaden betrug 800 Millionen US-Dollar.

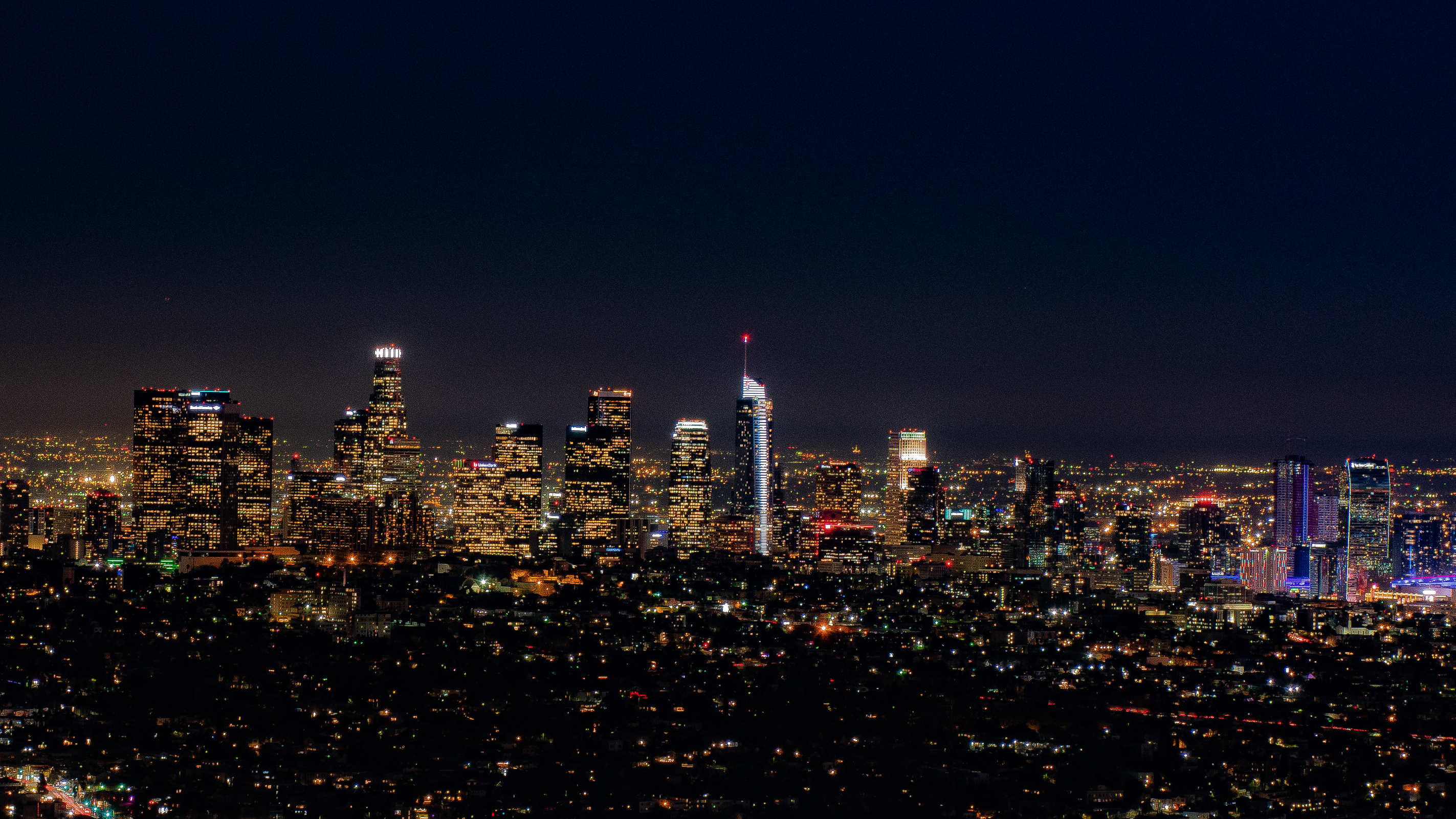
Die Skyline von Los Angeles

Mit dem Ende des Kalten Krieges 1990 war ein wichtiger Wirtschaftszweig der Stadt, die Luft- und Raumfahrtindustrie, stark betroffen. Seit den Terroranschlägen am 11. September 2001, der Neuausrichtung der Verteidigungsstrategie zur Bekämpfung des Terrorismus und der Radikalisierung des Putin-Regimes hat dieser Industriezweig wieder eine große wirtschaftliche und strategische Bedeutung für die USA. Anfang des 21. Jahrhunderts ist der Status der Stadt als kulturelles und wirtschaftliches Zentrum der Region unumstritten. Probleme, mit denen die Stadt zu kämpfen hat, sind die Arbeitslosigkeit, der enorme Verkehr, Umweltbelastungen und Bandenkriminalität.

## Bevölkerung

### Ethnizitäten
In Los Angeles leben Menschen aus insgesamt 140 Ländern, die 224 verschiedene Sprachen sprechen. Die Volkszählung von 2020 ergab rund 3,9 Millionen Einwohner. Die größte Bevölkerungsgruppe stellten die 1,8 Millionen Latinos mit einem Anteil von 48,5 % an der Gesamtbevölkerung der Stadt, 28,6 % der Einwohner gehörten der (nicht hispanischen) weißen Bevölkerungsgruppe an. Eine ebenfalls stark zunehmende Bevölkerungsgruppe bilden die Asiaten, überwiegend Chinesen, Japaner, Koreaner, Vietnamesen, Thais und Filipinos. Zusammen mit den aus Iran stammenden, häufig jüdischen, Einwohnern (mehr als eine halbe Million) hatten sie einen Anteil von 11,6 % an der Gesamtbevölkerung der Stadt. Die Afroamerikaner hatten einen Anteil von 8,9 %, die Ureinwohner bildeten mit 0,7 % bzw. 28.215 Personen die kleinste Bevölkerungsgruppe. In 60 % der Haushalte wird eine andere Sprache als Englisch gesprochen, hauptsächlich Spanisch. Aufgrund eines englischsprachigen Lebensumfelds, wie in der Schule oder in den Medien, spricht und versteht ein Großteil der in den USA geborenen Latinos jedoch gutes Englisch.

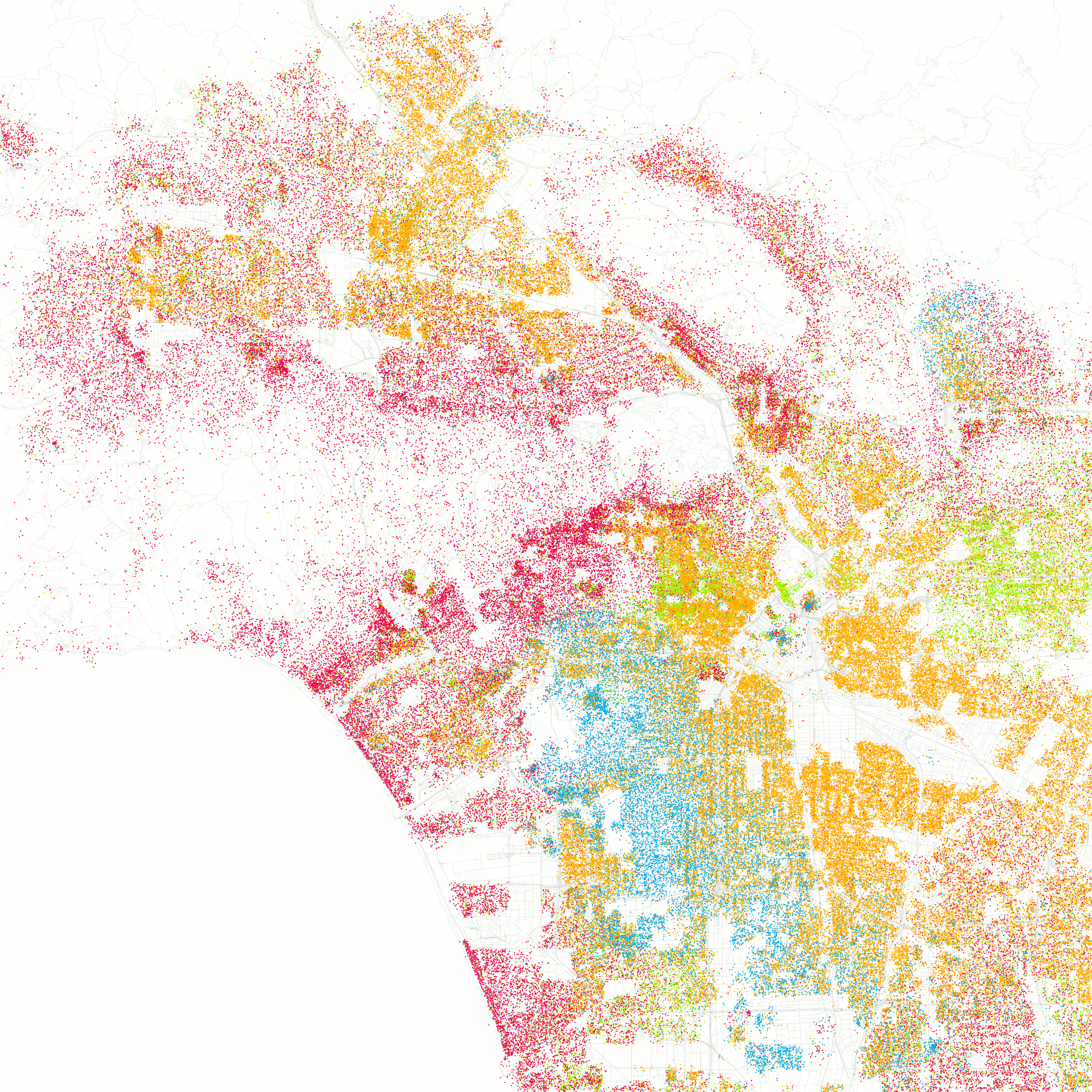
Darstellung der ethnischen Bevölkerungsverteilung in Los Angeles im Jahr 2000. Weiß, Schwarz, Asiatisch, Latino.

Obgleich sich in der Stadt und im Los Angeles County generell die Kulturen stark mischen, gibt es wie in allen internationalen Städten und Metropolregionen mit multikultureller Bevölkerung eine gewisse Aufteilung der Wohngegenden nach ethnischer oder kultureller Herkunft. Fast immer gehen solche „Aufteilungen“ fließend ineinander über und verschmelzen miteinander.
Stadtgebiete mit einem sehr hohen Anteil an Latinos sind klassischerweise East Los Angeles und Montebello, in welchen sich seit den 1970er Jahren, und teilweise auch schon zu Anfang des Jahrhunderts, immer mehr Menschen aus Lateinamerika, speziell Mexiko, aber auch El Salvador oder Honduras niedergelassen haben. Zudem ist South Los Angeles, auch South Central genannt, ein Bezirk mit sehr großer hispanischer Bevölkerung, deren Anteil in manchen östlich gelegenen Vierteln nicht selten bei über 90 % liegt. Viertel und Städte wie Huntington Park, South Gate, Lynnwood, Bell (Kalifornien), Bell Gardens sowie Lennox, Hawthorne und Westlake sind ebenfalls sehr stark hispanisch geprägt.
Im westlichen South Los Angeles leben viele Afroamerikaner. Ebenso sind Stadtgebiete beziehungsweise Städte wie Inglewood, Crenshaw, Leimert Park, Westmont und Compton mehrheitlich von Schwarzen bewohnt.
Asiaten, hauptsächlich Ost- und Südostasiaten wie Chinesen, Taiwaner und Vietnamesen chinesischer Abstammung leben zum Großteil in Monterey Park und in der Gegend um Alhambra im westlichen San Gabriel Valley. Darüber hinaus gibt es signifikante Bevölkerungsanteile von Asiaten in den Städten des L.A. County wie Torrance, Carson, Gardena sowie Koreatown und Chinatown. Die Mehrheit der weißen Bevölkerung lebt entlang der Pazifischen Küste von Rancho Palos Verdes über Redondo Beach, Manhattan Beach, El Segundo, Marina del Rey bis einschließlich Santa Monica sowie zwischen Lakewood und dem östlichen Long Beach. Des Weiteren lebt eine größere weiße Bevölkerung im Bereich zwischen Santa Monica und Hollywood. Die Gebiete dazwischen umfassen West Los Angeles, Culver City, Beverly Hills, West Hollywood und Hancock Park. Die auf und am Rand der Santa Monica Mountains gelegenen Viertel wie Pacific Palisades, Brentwood, Westwood, Bel Air, Hollywood Hills, Loz Feliz und Silver Lake haben ebenfalls zum Großteil weiße Einwohner.

### Religionen

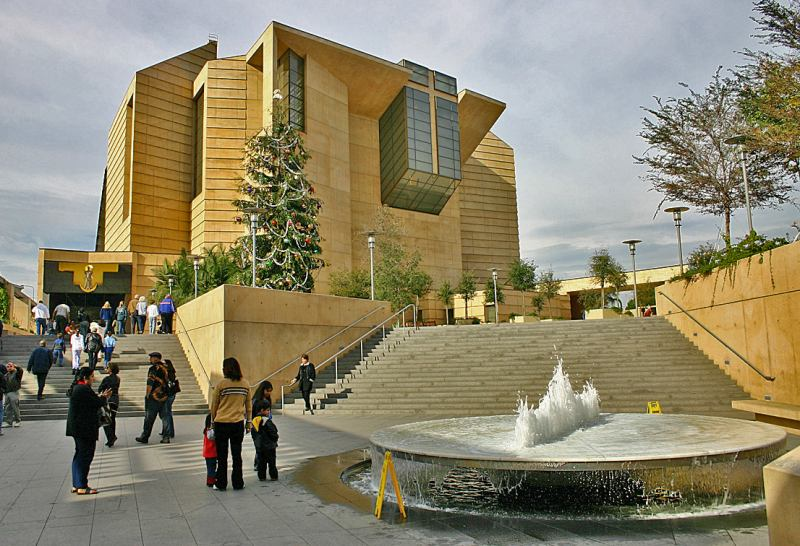
Katholische Kathedrale Unserer Lieben Frau von den Engeln

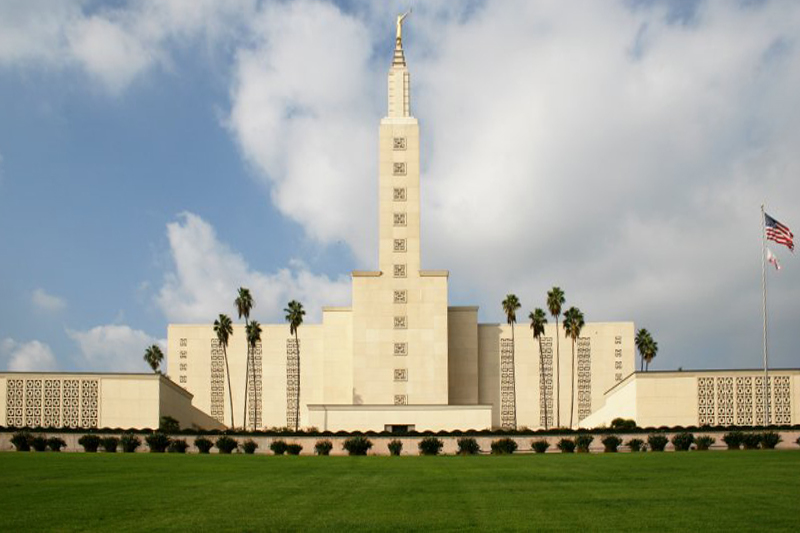
Mormonen-Tempel („Los Angeles California Temple“)

Los Angeles ist die Heimat von Anhängern vieler Religionen. Unter den mehr als 100 christlichen Glaubensrichtungen ist die römisch-katholische Kirche aufgrund der hohen Zahl an Hispanics dominierend. Weitere wichtige christliche Konfessionen sind die Adventisten, Baptisten, Lutheraner, Methodisten, Orthodoxen und Zeugen Jehovas. Kleinere religiöse Gruppen sind Anhänger der Bahai-Religion, des Buddhismus, Hinduismus, Islam, der jüdischen Religion, des Mormonentums, Sikhismus, Sufismus und des Zoroastrismus.
Die römisch-katholische Kirche der Region ist im Erzbistum Los Angeles organisiert. Es wurde am 1. Juni 1922 als Bistum Los Angeles–San Diego errichtet und am 11. Juli 1936 zum Erzbistum erhoben. Mit 4,2 Millionen Gläubigen (2004) gilt es als das größte Bistum in den Vereinigten Staaten. Es ist einer der typischen Kardinalssitze der Katholischen Kirche, dessen Erzbischof zur Erledigung seiner Hirtenpflichten sechs Weihbischöfe zur Verfügung stehen. Die Kirchenprovinz umfasst heute die Bistümer Fresno, Monterey, Orange, San Bernardino und San Diego. Erzbischof von Los Angeles ist seit 2011 José Horacio Gómez. Die 2002 nach Plänen des spanischen Architekten Rafael Moneo fertiggestellte Kathedrale Unserer Lieben Frau von den Engeln (Cathedral of Our Lady of the Angels) ist die Bischofskirche des Erzbistums.
In der Stadt steht mit dem 1956 errichteten „Los Angeles California Temple“ das (nach dem Salt Lake Temple) zweitgrößte Heiligtum der Kirche Jesu Christi der Heiligen der Letzten Tage (Mormonen). Der Tempel ist 112 Meter lang, 82 Meter breit und besitzt eine Höhe von 78 Metern. Auf der Spitze des Tempelturmes ist eine Statue des Engels und Propheten Moroni angebracht.
Los Angeles verfügt mit 490.000 Personen (2001) über die (nach New York und Miami) drittgrößte jüdische Gemeinde in den Vereinigten Staaten. Viele Synagogen befinden sich in der Stadt, die meisten im San Fernando Valley und in West Los Angeles.
Aufgrund der vielen Einwanderer aus Asien verzeichnete die buddhistische Gemeinde in den letzten Jahren einen starken Zuwachs. Los Angeles hat gegenwärtig die größte buddhistische Bevölkerung in den Vereinigten Staaten und beherbergt eine große Vielzahl an Schulen und Systemen des Buddhismus. Es gibt mehr als 300 buddhistische Tempel über die Stadt verteilt.
In Los Angeles praktizierten seit Anfang des 20. Jahrhunderts zahlreiche Hindu-Swamis und Gurus. Die Self-Realization Fellowship (Gemeinschaft der Selbst-Verwirklichung) hat ihren Sitz in Mount Washington und besitzt einen Tempel in Hollywood und einen privaten Park in Pacific Palisades. Die gemeinnützige religiöse Gesellschaft wurde 1920 von Paramahansa Yogananda gegründet. Hier errichtete auch der Gründer der Hare-Krishna-Bewegung (ISKCON), Bhaktivedanta Swami, deren weltweites Hauptzentrum ab 1968. ISKCONs Krishna-Tempel in der Watseka-Avenue ist täglich geöffnet und wird von vielen Hindus indischer Abstammung unterstützt. Am Wagenfest Ratha Yatra am Venice Beach nehmen in jedem Juli mehrere zehntausend Menschen teil.

### Bevölkerungsentwicklung

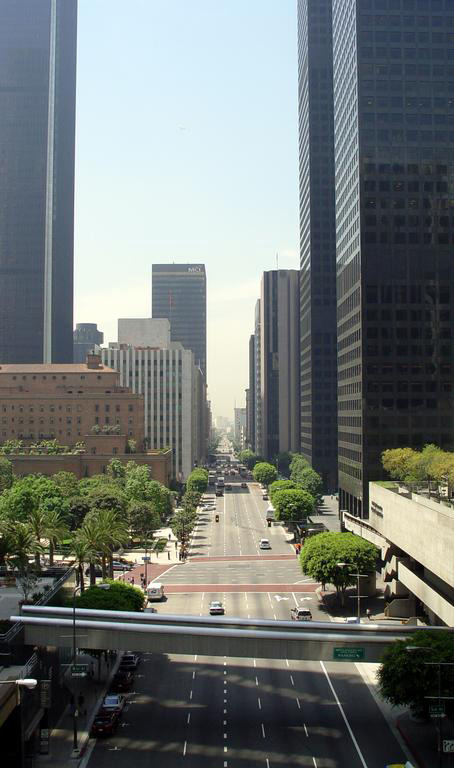
Downtown L. A.

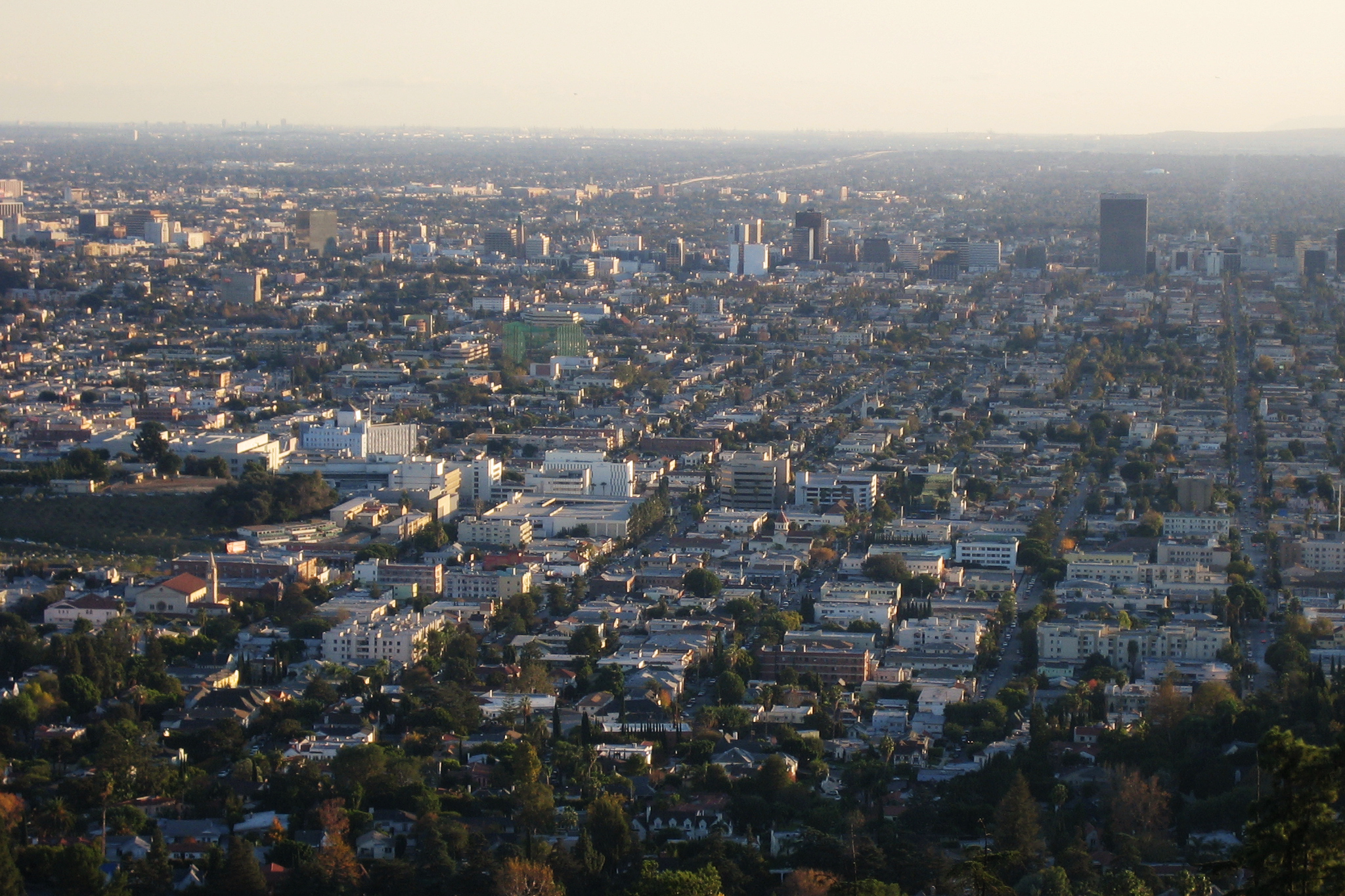
Sicht über Little Armenia in Hollywood

Die Bevölkerungsexplosion im 20. Jahrhundert – 1900 hatte die Stadt erst 102.000 Einwohner – traf Los Angeles gänzlich unvorbereitet. Neue Gebäude wie Einfamilienhäuser, Handelsgebäude oder Einkaufszentren wurden meist als Flachbauten errichtet, wodurch sich die Stadt enorm in der Fläche ausdehnte. Die Einwohnerzahl nimmt auch heute noch kontinuierlich zu. Eine bedeutende Rolle spielt dabei auch die Zuwanderung aus Lateinamerika, insbesondere aus Mexiko, sowie auch aus Asien. Mehr als ein Drittel der Bevölkerung von Los Angeles wurde außerhalb der USA geboren.
Die folgende Übersicht zeigt die Einwohnerzahlen der Stadt nach dem jeweiligen Gebietsstand. Für die Jahre 1800 bis 2010 sind die Volkszählungsergebnisse angegeben. Für den 1. Juli 2013 liegt die Schätzung des United States Census Bureau bei 3.884.307 Einwohnern. Dies entspricht einem sehr hohen Wachstum verglichen mit dem Zeitraum 1990 bis 2010.
| Jahr/Datum   | Einwohner |
| ------------ | --------- |
| 1781         | 44        |
| 1790         | 139       |
| 1800         | 315       |
| 1810         | 354       |
| 1820         | 650       |
| 1830         | 770       |
| 1836         | 2.228     |
| 1. Juni 1850 | 1.610     |
| 1. Juni 1860 | 4.399     |
| 1. Juni 1870 | 5.728     |
| 1. Juni 1880 | 11.183    |
| 1. Juni 1890 | 50.395    |

| Datum          | Einwohner |
| -------------- | --------- |
| 1. Juni 1900   | 102.479   |
| 15. April 1910 | 319.198   |
| 1. Januar 1920 | 576.673   |
| 1. April 1930  | 1.238.048 |
| 1. April 1940  | 1.504.277 |
| 1. April 1950  | 1.970.358 |
| 1. April 1960  | 2.479.015 |
| 1. April 1970  | 2.816.061 |
| 1. April 1980  | 2.966.850 |
| 1. April 1990  | 3.485.557 |
| 1. April 2000  | 3.694.820 |
| 1. April 2010  | 3.792.621 |
| 1. April 2020  | 3.898.747 |

### Kriminalität

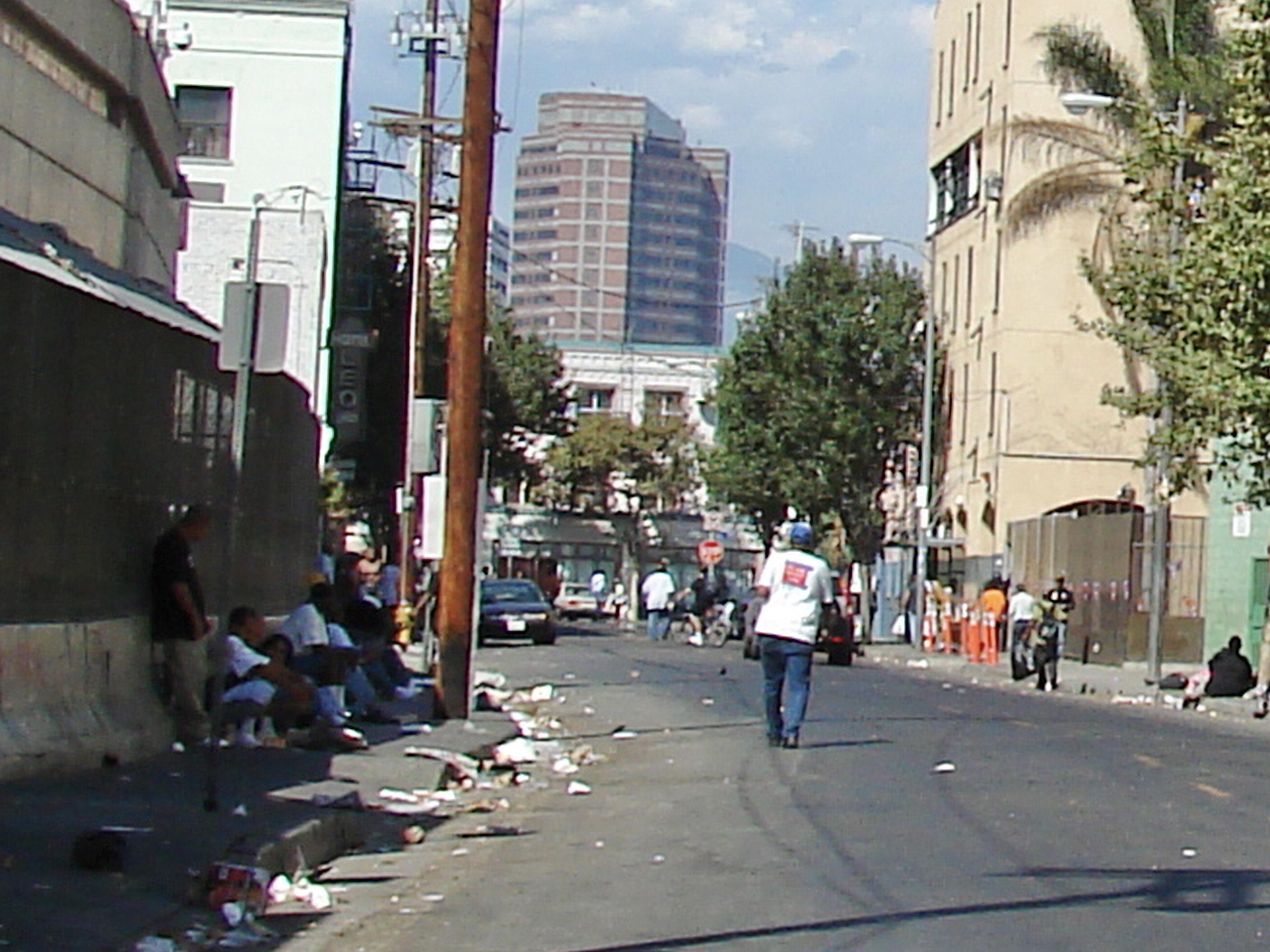
Seitenstraße im Armenviertel Skid Row in Downtown Los Angeles

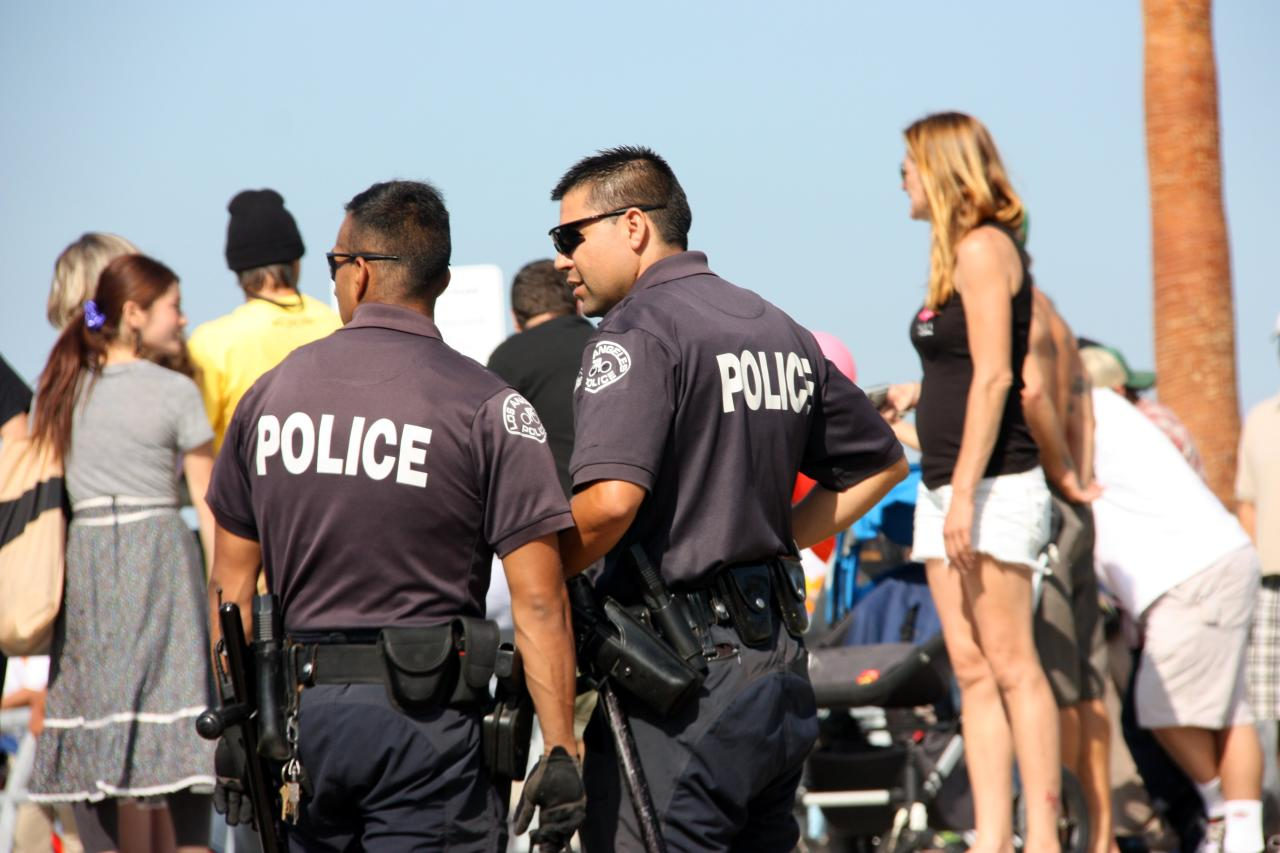
LAPD-Beamte am Venice Skatepark

Probleme bereitet die hohe Kriminalität, darunter besonders die Bandenkriminalität. Los Angeles zählt zu den Städten mit der höchsten Zahl an Straßenbanden. Nach einer Schätzung des Los Angeles Police Departments (LAPD) sind in der Stadt mehr als 400 Gangs mit mindestens 39.000 Mitgliedern aktiv. Ihnen stehen 350 Sonderbeamte der Polizei gegenüber, die auf Bandenkriminalität spezialisiert sind.
Einige Gegenden gelten wegen der Straßenbanden besonders in der Nacht als sehr gefährlich. Dazu zählen vor allem viele Stadtteile im Bezirk South Los Angeles sowie die Vororte Compton und Lynwood. Die Mordrate ist in Compton etwa sechsmal höher als im US-weiten Landesdurchschnitt.
Insgesamt wurden 2006 in Los Angeles 132.034 Straftaten registriert (2005 = 142.506 und 2004 = 163.626). Die Gesamt-Kriminalitätsrate sank zum Vergleichszeitraum 2005 um 7,3 Prozent, gegenüber 2004 um 19,3 Prozent. In den einzelnen Sparten verlief die Entwicklung 2006 folgendermaßen (in Klammern Rückgang gegenüber 2005): 481 Morde (−1,8 Prozent), 903 Vergewaltigungen (−7,2 Prozent), 14.235 Raubüberfälle (+5,5 Prozent), 14.118 schwere Körperverletzungen (−9,1 Prozent), 20.020 Einbruchdiebstähle in Privatwohnungen und -gebäuden (−8,2 Prozent), 29.911 Diebstähle aus Kraftfahrzeugen (−8,8 Prozent), 27.779 Diebstähle persönlicher Sachen/andere Diebstähle (−9,3 Prozent) und 24.587 Autodiebstähle (−8,1 Prozent).

## Politik

### Stadtregierung

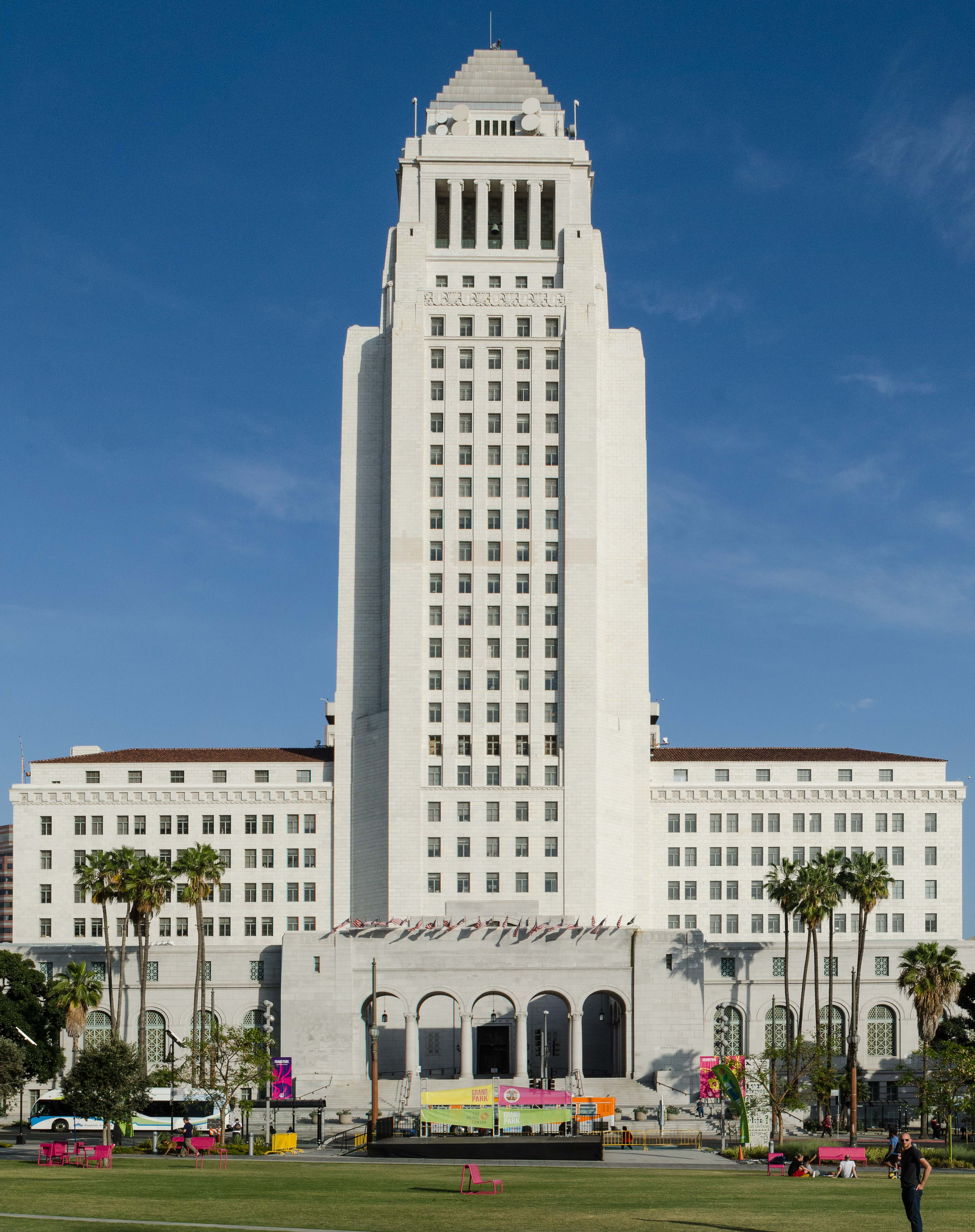
Das Rathaus

An der Spitze der Stadtverwaltung von Los Angeles steht der Bürgermeister (Mayor), der von der Bevölkerung für eine Amtszeit von vier Jahren gewählt wird. Er ernennt Leiter der verschiedenen Ressorts der Stadtverwaltung und andere Beamte, in einigen Fällen auch mit Zustimmung des Stadtrats. Der Bürgermeister besitzt das Recht, gegen Verordnungen sein Veto einzulegen.
Dem Stadtrat (City Council) von Los Angeles gehören 15 District-Council-Mitglieder an. Er gliedert sich regional nach den Bezirken (Districts) der Stadt. Die Stadtverordnetenversammlung verabschiedet Gesetze, legt die Grundsteuer fest und teilt den einzelnen Ressorts der Stadtverwaltung ihre finanziellen Mittel zu. Stadtratswahlen finden ebenfalls alle vier Jahre statt.
Tom Bradley war zwischen 1973 und 1993 der erste und bislang einzige schwarze Bürgermeister der Stadt und mit fünf Wahlperioden zudem der längstamtierende. Während seiner Amtszeit hatte sich Los Angeles stark verändert und war zu einer Weltstadt geworden. Ihm sind ein Stern auf dem Hollywood Walk of Fame und der Tom Bradley International Terminal am Los Angeles International Airport gewidmet.
Die Bürgermeisterwahlen 2005 gewann Antonio Villaraigosa mit großem Vorsprung. Er übernahm am 1. Juli 2005 das Amt von seinem Vorgänger James Hahn und ist damit der erste hispanische Bürgermeister von Los Angeles seit den frühen 1870er Jahren. Als bis dahin letzter Latino-Bürgermeister der Stadt war Cristóbal Aguilar im Jahre 1872 aus dem Amt geschieden.
Villaraigosa nahm schon kurz nach seiner Amtseinführung den Kampf gegen die verbreitete Korruption auf, indem er beispielsweise alle Lobbyisten aus den städtischen Kommissionen entfernte. Wichtige Themen während seiner Amtszeit waren unter anderem der Bau von Sozialwohnungen und die Anlage öffentlicher Grünflächen. Erfolge erzielte er in der öffentlichen Sicherheit. Die Kriminalitätsrate ging zwischen 2005 und 2015 um 21,8 Prozent zurück, mit zuletzt wieder steigender Tendenz. Beispielsweise hatte es im Jahr 1992 noch 1094 Morde in Los Angeles gegeben. Seit sechs Jahren (Stand 2015) sind es weniger als 300 Morde pro Jahr, zuletzt mit einem Anstieg von 260 (2014) auf 283 (2015).
Am 21. Mai 2013 avancierte Eric Garcetti zum ersten jüdischen Bürgermeister der Stadt und war mit 42 Jahren zudem der jüngste Bürgermeister seit über einem Jahrhundert. Seit dem 12. Dezember 2022 bekleidet Karen Bass als erste Frau das Amt der Bürgermeisterin von Los Angeles.

### Flagge und Siegel

Siegel von Los Angeles

Die Flagge von Los Angeles wurde 1931 zum 150-jährigen Jubiläum der Stadt entworfen. Sie besteht aus drei eingekerbten vertikalen Streifen in den Farben Grün, Gold und Rot, die die wichtigsten Früchte repräsentieren, die in Kalifornien angebaut werden: Oliven, Orangen und Trauben. In der Mitte ist das Stadtsiegel abgebildet. Das Siegel enthält das Wappen der Stadt Los Angeles, bestehend aus vier Feldern. Die vier Felder beinhalten den Wappenschild der Vereinigten Staaten, die Flagge Kaliforniens, das Wappen Mexikos in der Version von 1867 bis 1968 und die Wappen von Kastilien und León. Die beiden letzten stehen für die Geschichte der Stadt unter Mexiko, resp. als spanische Kolonie. Umgeben ist das Wappen von den bereits oben genannten Früchten sowie vom gesetzmäßigen Namen der Stadt (City of Los Angeles) und dem Gründungsdatum (1781).

### Städtepartnerschaften
Los Angeles unterhält Partnerschaften mit folgenden Städten:
- Athen, Griechenland (seit 10. Februar 1984)
- Auckland, Neuseeland (seit 1971)
- Beirut, Libanon (seit 20. Juni 2006)
- Berlin, Deutschland (seit 27. Juni 1967)
- Bordeaux, Frankreich (seit 26. Mai 1964)
- Busan, Südkorea (seit 5. April 1971)
- Eilat, Israel (seit 18. Juni 1959)
- Jerewan, Armenien (seit 23. Februar 2007)
- Gizeh, Ägypten (seit 21. November 1989)
- Guangzhou, Volksrepublik China (seit 6. Dezember 1981)
- Ischia, Italien (seit 8. November 2006)
- Jakarta, Indonesien (seit 28. Dezember 1990)
- Kaunas, Litauen (seit 20. Juni 1991)
- Lusaka, Sambia (seit 7. Mai 1968)
- Makati, Philippinen (seit 28. Januar 1992)
- Mexiko-Stadt, Mexiko (seit 11. Dezember 1969)
- Mumbai, Indien (seit 1. Juni 1972)
- Nagoya, Japan (seit 31. März 1959)
- Salvador da Bahia, Brasilien (seit 26. April 1962)
- San Salvador, El Salvador (seit 26. Januar 2005)
- Sankt Petersburg, Russland (seit 10. Februar 1984)
- Split, Kroatien (seit 9. Juni 1993)
- Taipeh, Republik China (Taiwan) (seit 18. Mai 1979)
- Teheran, Iran (seit 26. Mai 1972)
- Vancouver, Kanada (seit 23. Juni 1986)

### Städtefreundschaften
Los Angeles unterhält Freundschaften mit folgenden Städten:
- Łódź, Polen (seit Juni 2010)
- London, Vereinigtes Königreich (seit Dezember 2009)
- Manchester, Vereinigtes Königreich (seit Dezember 2009)

## Kultur und Sehenswürdigkeiten

### Musik und Theater

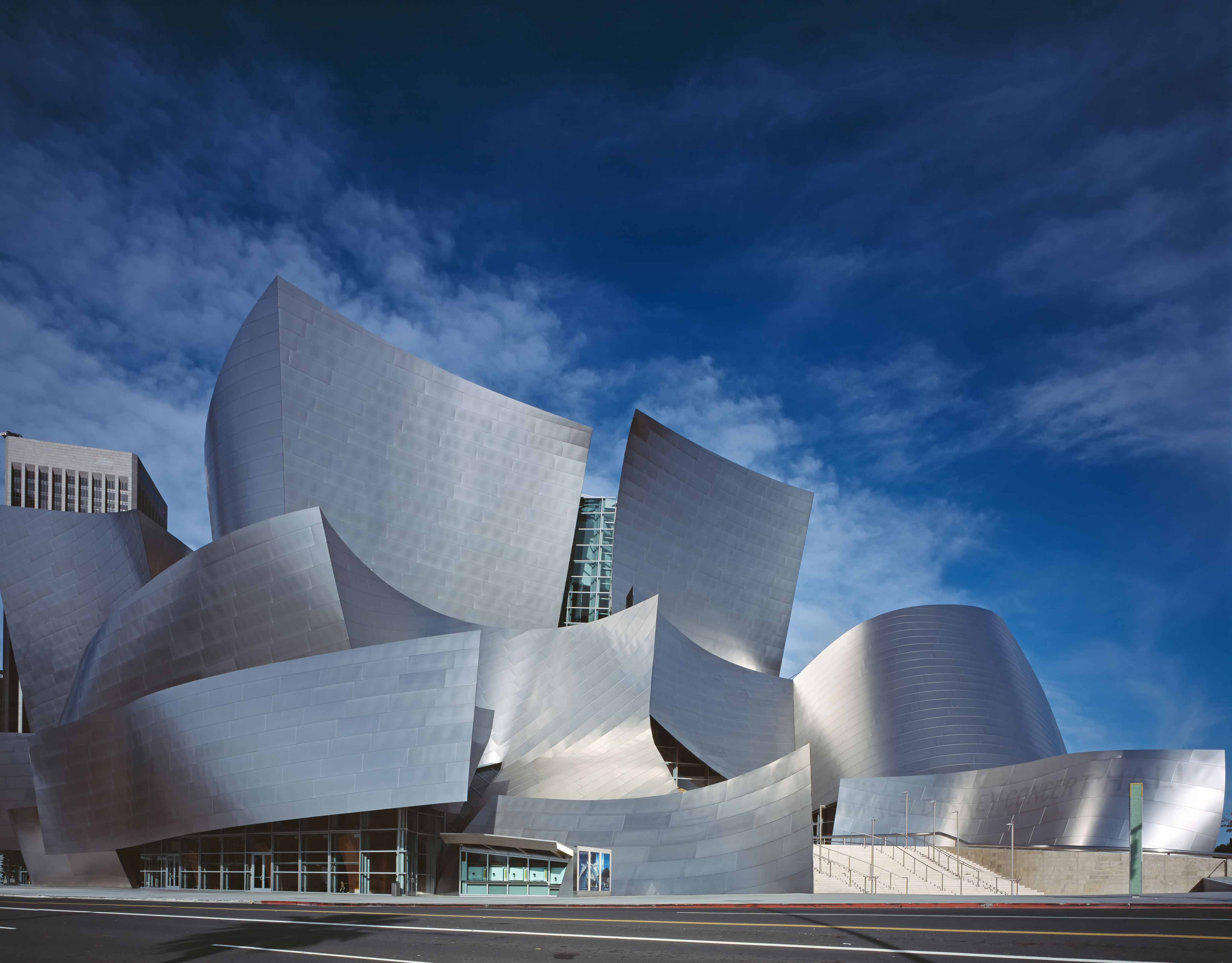
Walt Disney Concert Hall von Frank Gehry

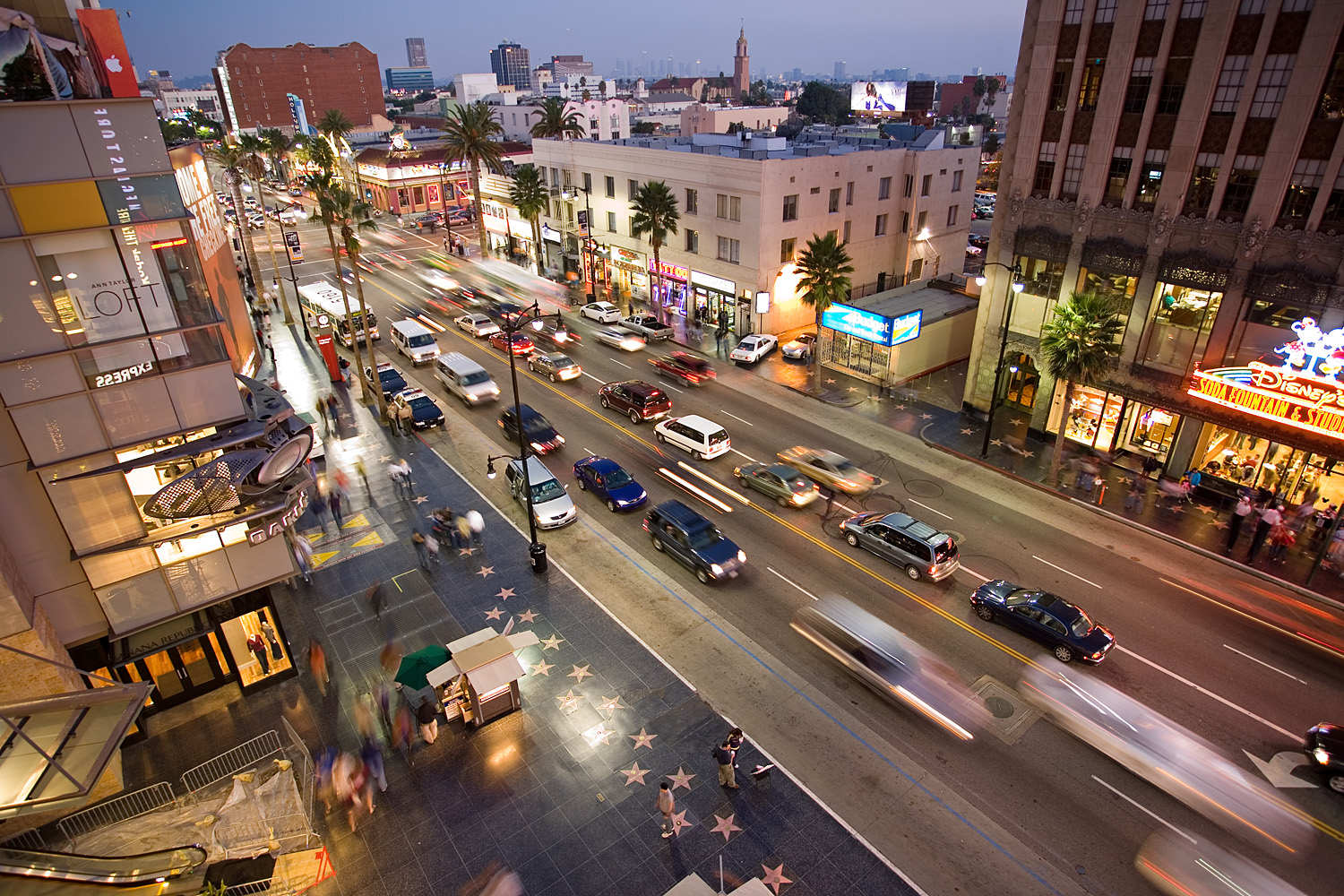
Blick vom Dolby Theatre (bis Februar 2012 Kodak Theatre) auf den Hollywood Boulevard

Am 23. Oktober 2003 eröffnete die von Frank Gehry entworfene Walt Disney Concert Hall. In dem Gebäude sind das Los Angeles Philharmonic Orchestra unter der Leitung von Gustavo Dudamel und die LA Master Choräle beheimatet. Der Bau der Konzerthalle ist auf eine öffentlich-private Partnerschafts-Initiative zwischen Lillian Disney (1899–1997), weiteren Mitgliedern der Disney-Familie sowie Sponsoren und dem Regierungsbezirk von Los Angeles zurückzuführen.
Die Los Angeles Opera hat ihre Spielstätte im Dorothy Chandler Pavilion, einem Teil des Los Angeles Music Center.
In einer Hügellandschaft in Hollywood liegt die 1922 eröffnete Hollywood Bowl, ein natürliches Amphitheater. Das Hollywood Bowl Orchestra hat hier seinen Sitz, während der Sommersaison auch das Los Angeles Philharmonic Orchestra. Die Beatles, Frank Sinatra und Mikhail Baryshnikov sind nur einige der legendären Künstler, die hier aufgetreten sind. Diverse Konzerte finden dort in den Sommermonaten statt und der Zutritt auf das Gelände ist täglich über das ganze Jahr kostenfrei möglich.
Im Theater District am Broadway befinden sich zahlreiche große Filmtheater. Das 1893 erbaute Bradbury Building mit seinem sonnendurchfluteten Atrium und stilvollen, schmiedeeisernen Balkonen war in dem Film Blade Runner zu sehen, genau wie das benachbarte Kino Million Dollar Theater aus dem Jahre 1918, das inzwischen einen allgemein zugänglichen Kirchengemeindesaal beherbergt. Das erste Kino der Vereinigten Staaten, das Electric Theatre, eröffnete 1902 in Los Angeles.
Das noch extravagantere Los Angeles Theater wurde 1931 in nur 90 Tagen für die Uraufführung von Charlie Chaplins Film Lichter der Großstadt fertiggestellt und lädt jedes Jahr im Juni anlässlich des Filmfestivals Last Remaining Seats Cineasten in seinen Vorführsaal. Zu den regelmäßig genutzten Traditionskinos gehört das Orpheum, ein prachtvolles Beispiel der Neorenaissance mit ausladenden Treppen und prunkvollen Kronleuchtern.
Auf dem Hollywood Boulevard steht das Grauman’s Chinese Theatre. Es wurde 1927 im Stil einer chinesischen Pagode eröffnet. Weltberühmt wurde das Kino durch die Hand- und Schuhabdrücke zahlreicher Filmstars, die in Zementblöcken im Eingangsbereich des Kinos verewigt wurden. Nahe befinden sich das 1922 in einem pseudo-ägyptischen Stil eröffnete Grauman’s Egyptian Theatre und das Dolby Theatre (bis Februar 2012 Kodak Theatre), in welchem seit dem Jahr 2002 die Oscars (Academy Awards) der Academy of Motion Picture Arts and Sciences vergeben werden.

### Museen
Los Angeles und der Großraum Los Angeles sind Standort für Hunderte von Museen und Sammlungen mit unterschiedlichen Schwerpunkten.

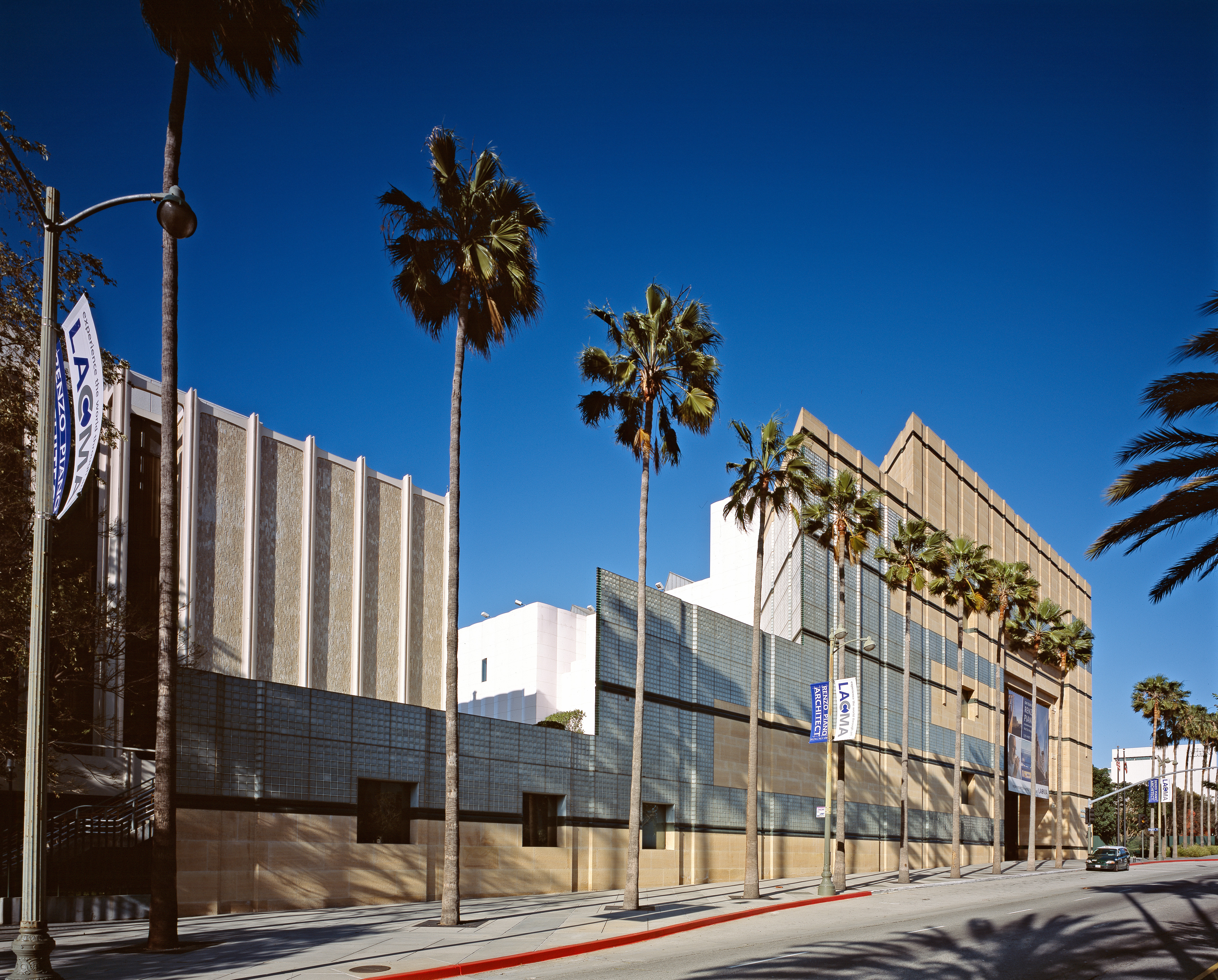
Los Angeles County Museum of Art

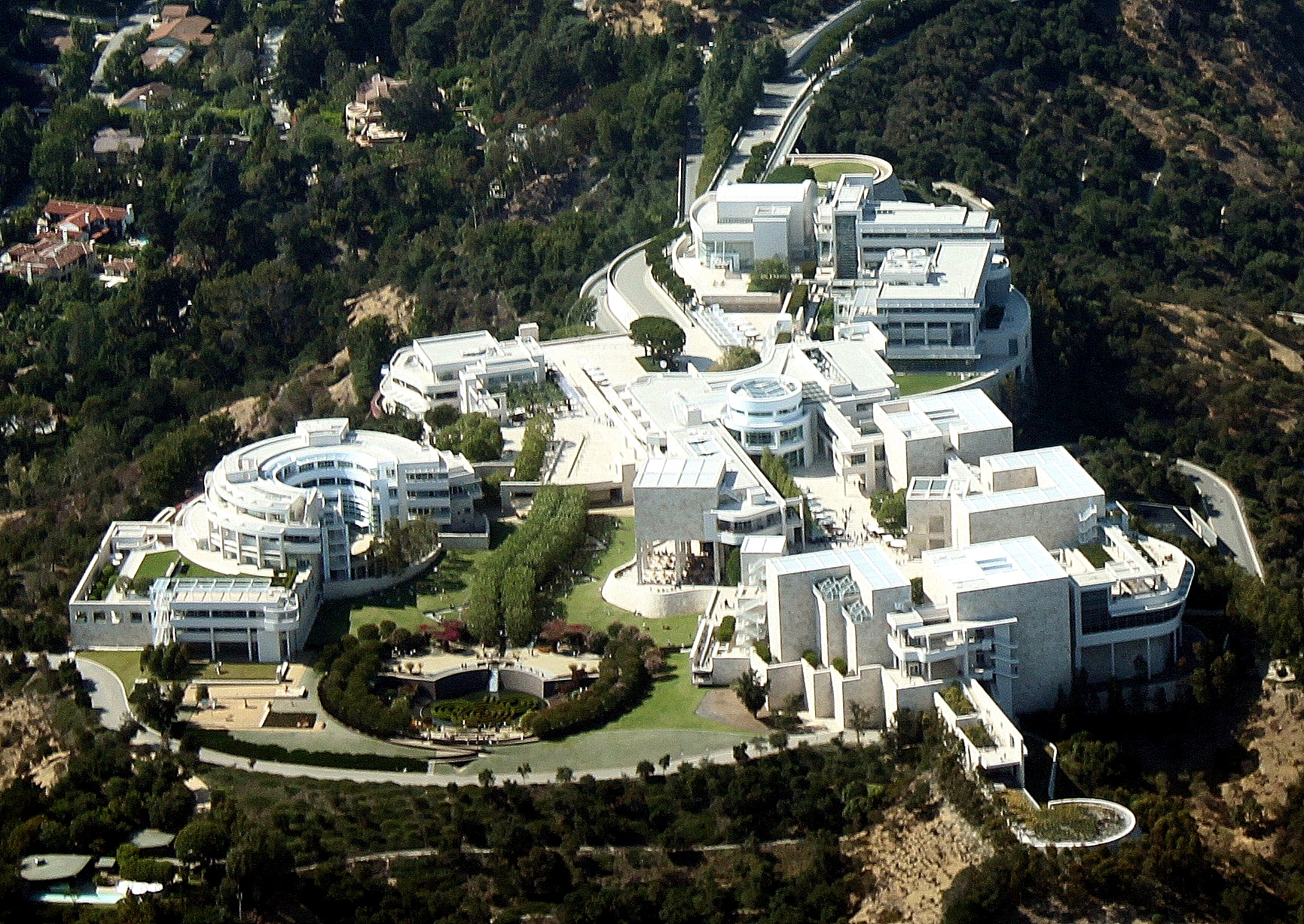
Getty Center

Das größte und älteste Kunstmuseum von Los Angeles ist das Los Angeles County Museum of Art am Wilshire Boulevard, gegründet 1910. Es beherbergt eine Sammlung von über 100.000 Werken von der Antike bis zur Gegenwart. Damit ist es das größte Museum der Vereinigten Staaten westlich von Chicago. Besonders umfangreich und bedeutungsvoll sind die Sammlungen zur amerikanischen, islamischen und koreanischen Kunst.
Ein weiteres wichtiges Kunstmuseum ist das J. Paul Getty Museum. Es wurde 1953 von dem Öl-Milliardär J. Paul Getty begründet und befand sich ursprünglich in einem Nachbau der Villa dei Papiri von Herculaneum in Malibu (Getty Villa). Seit 1997 befindet es sich im Getty Center in Brentwood, einem Distrikt von West Los Angeles in den Santa Monica Mountains, zusammen mit weiteren wissenschaftlichen Einrichtungen, wie dem Getty Research Institute, dem Getty Conservation Institute, das auf dem Gebiet der Restaurierung tätig ist und dem Getty Leadership Institute, das sich um die Aus- und Fortbildung von Führungspersonal für Museen kümmert. Entworfen wurde der Gebäudekomplex von dem Architekten Richard Meier, der bereits Mitte der 1980er Jahre mit dem Entwurf beauftragt wurde. Die Bauarbeiten begannen im Jahre 1991 und dauerten bis 1997. Das kostenlos zugängliche Museum sammelt Antiken, Zeichnungen, Buchmalerei, Gemälde, Photographie sowie Skulptur und Kunsthandwerk.
Am California Plaza, an der Grand Avenue, steht das 1986 eröffnete Museum of Contemporary Art. Der Komplex ist ein verspieltes Arrangement aus rötlichen geometrischen Blöcken, entworfen vom Architekten Isozaki Arata, der ihn als „kleines Dorf im Tal der Wolkenkratzer“ bezeichnete. Es beherbergt eine eindrucksvolle Sammlung von Gemälden und Skulpturen von Franz Kline, Mark Rothko, Robert Rauschenberg, Claes Oldenburg und Antoni Tàpies.

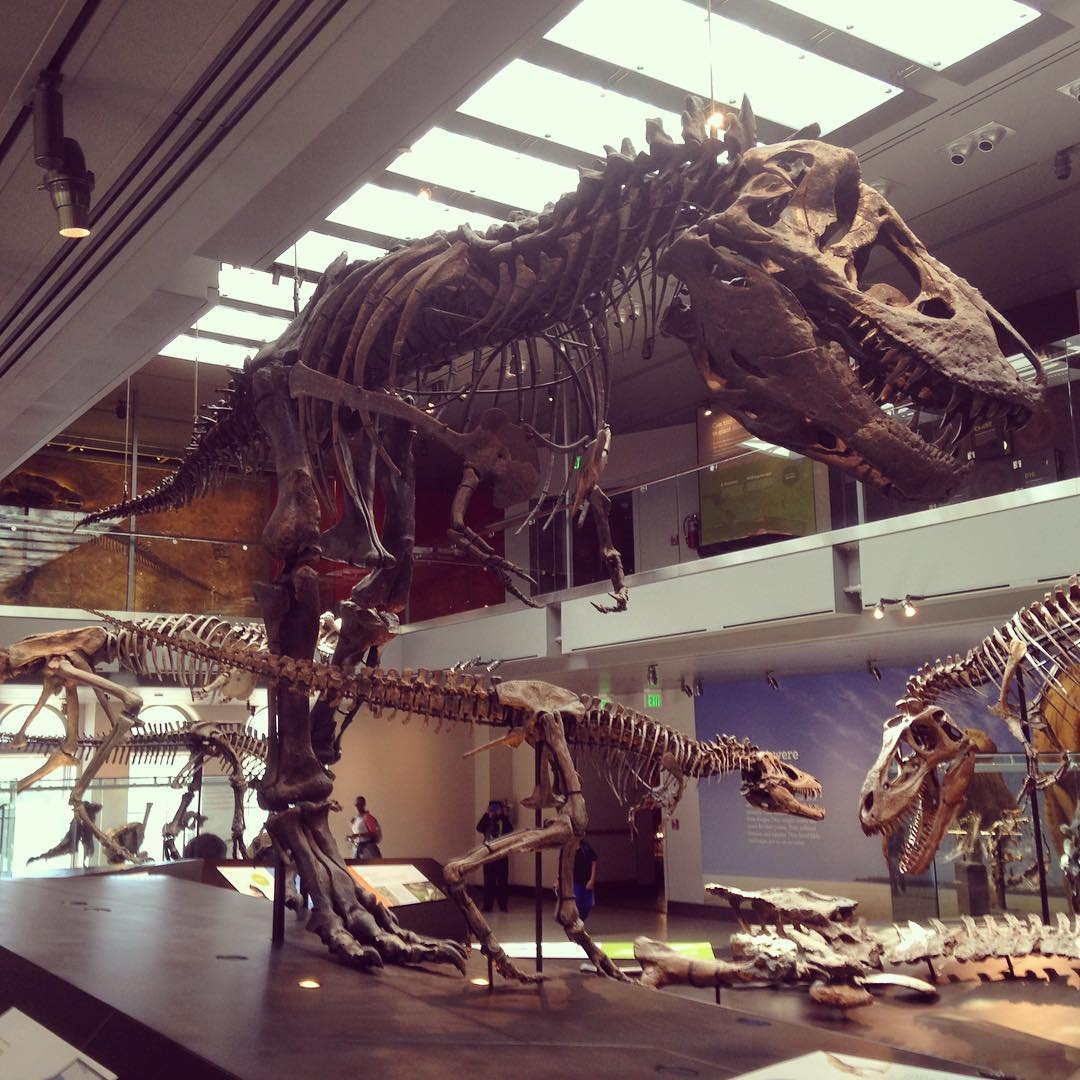
Tyrannosaurus-Rex-Skelette im Natural History Museum of Los Angeles County

Das im Exposition Park stehende und 1913 gegründete Natural History Museum of Los Angeles County ist das drittgrößte naturhistorische Museum in den Vereinigten Staaten. Es verfügt über bedeutende Sammlungen zu Fauna und Flora, inklusive Dinosauriern, aber auch zur Stadtgeschichte. In der Nähe ist auch der Standort des California Science Centers. Zu den naturkundlichen Museen gehört auch das George C. Page Museum an den La Brea Tar Pits am Wilshire Boulevard.
Zu den zahlreichen Museen im Großraum Los Angeles gehören das Hammer Museum (mit einer Sammlung von vornehmlich alten Meistern und französischen Impressionisten), das Southwest Museum (es beherbergt hauptsächlich indianische Ausstellungsstücke), das Los Angeles Museum of the Holocaust, das Museum of Jurassic Technology und die Huntington Library (mit einer Sammlung von Manuskripten, Büchern und insbesondere Gemälden). In Santa Monica befindet sich das Santa Monica Museum of Art in der Michigan Avenue mit einer Sammlung zeitgenössischer Kunst. Das General Phineas Banning Residence Museum im Stadtteil Wilmington, untergebracht in einem Gebäude im Greek-Revival-Stil, beinhaltet eine Sammlung von Postkutschen aus dem 19. Jh. und eine Ausstellung über die Geschichte des Hafens von Wilmington.

### Bauwerke

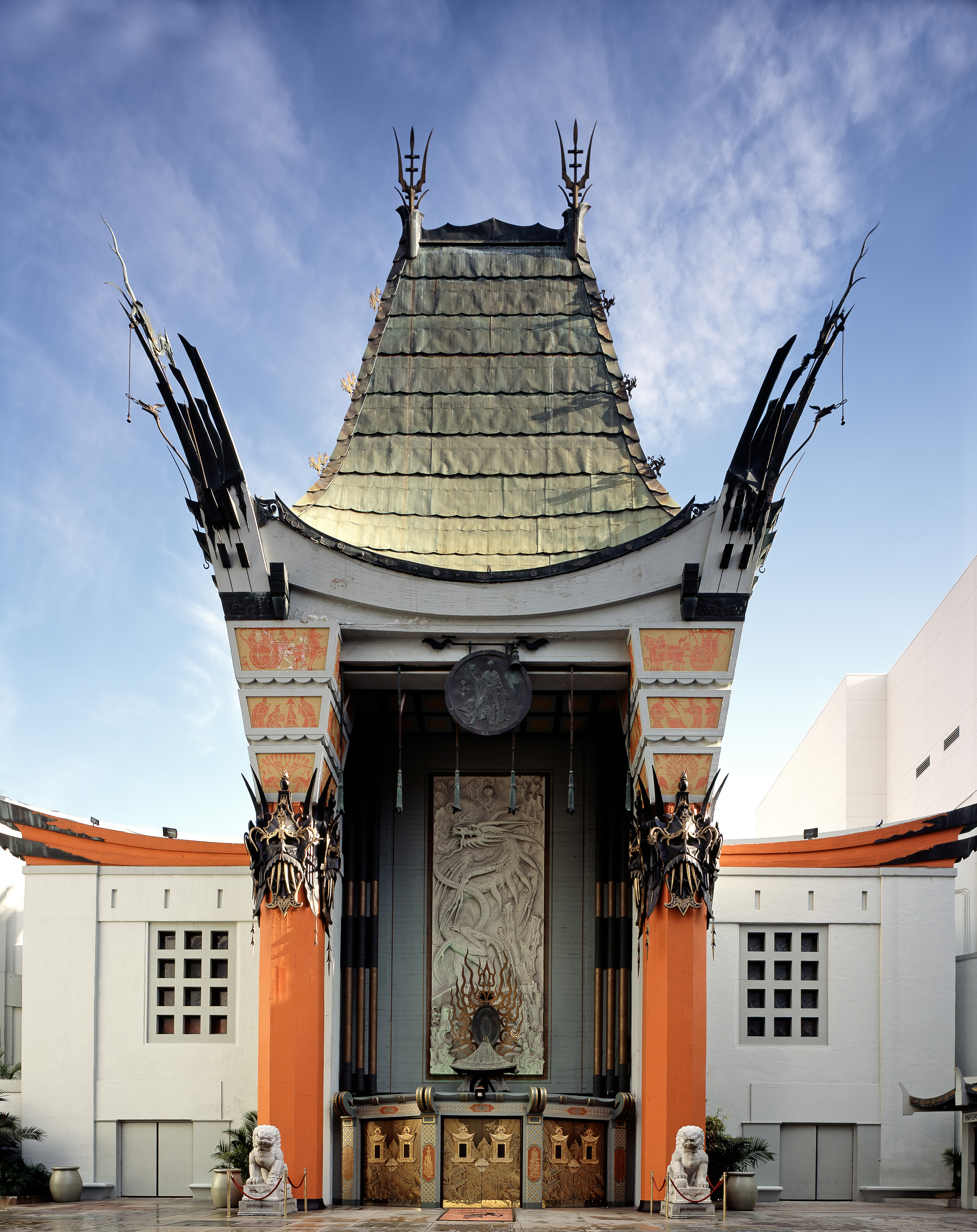
Grauman’s Chinese Theatre am Hollywood Boulevard

Das Civic Center beherbergt verschiedene Regierungsgebäude (einschließlich der City Hall, des Rathauses von Los Angeles) sowie das Los Angeles Music Center mit der Konzerthalle Dorothy Chandler Pavilion, dem Ahmanson Theatre, dem Mark Taper Forum und der Walt Disney Concert Hall.

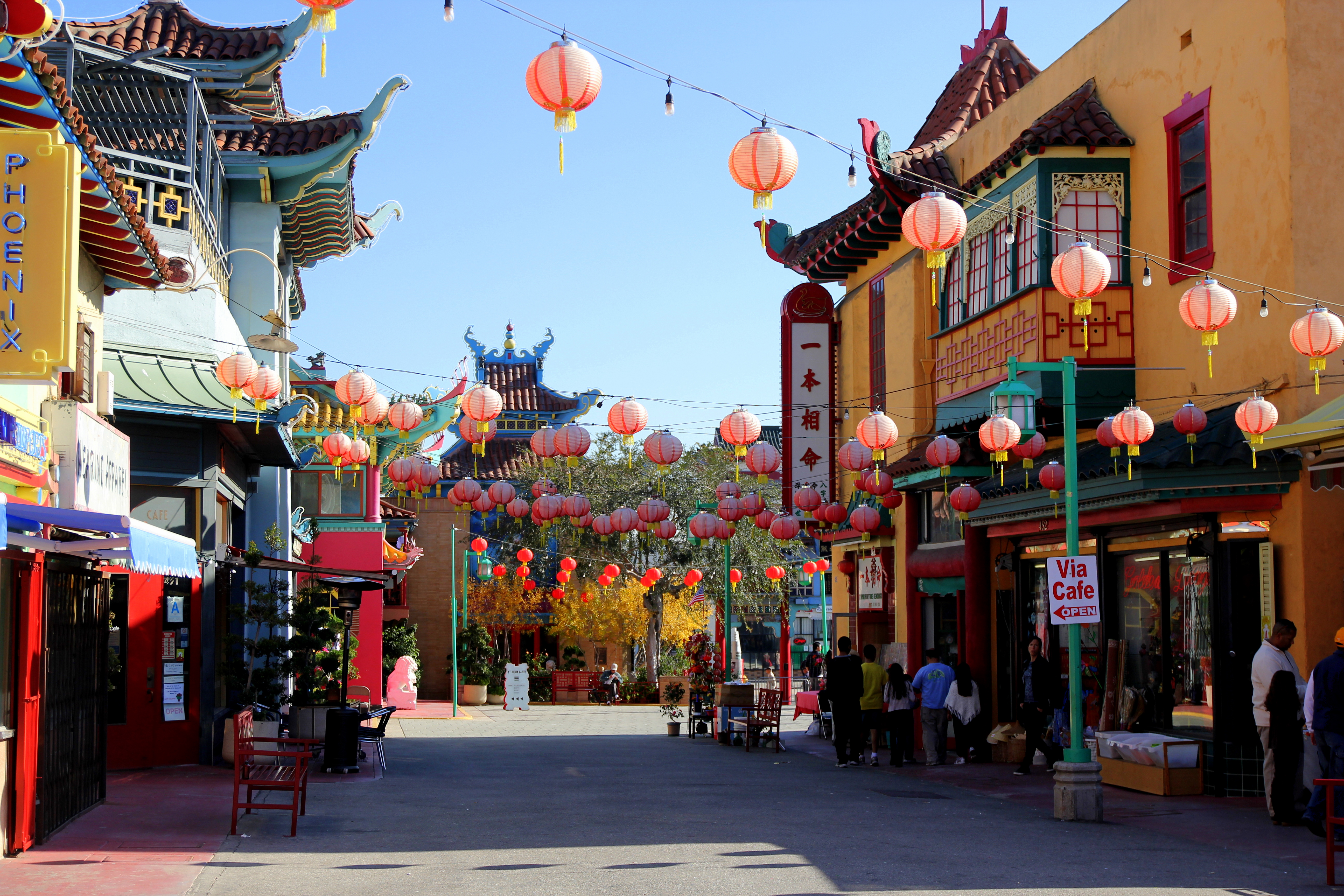
Die Chinatown von Los Angeles

Im September 2002 wurde im Zentrum der Stadt die katholische Kathedrale Our Lady of the Angels eingeweiht; der als postmoderne Interpretation einer spanischen Missionsstation gestaltete Kirchenbau mit einem 40 Meter hohen Glockenturm ist Teil eines Kulturareals, das die Innenstadt neu beleben soll. Interessant sind auch der Farmers Market, Chinatown, Little Tokyo sowie das nahe gelegene Culver City. In dem Vorort Inglewood befindet sich das Great Western Forum.
Für Filminteressierte einen Besuch wert sind die Universal Studios in Universal City, die Warner Bros. Studios in Burbank und CBS Television City in Hollywood. Das Hollywood Sign (Hollywood-Schild) liegt im Norden der Stadt und ist vom Griffith Observatory gut zu sehen. Auf dem Hollywood Boulevard im Stadtzentrum befinden sich viele Theater und Kinos (Grauman’s Chinese Theatre, Grauman’s Egyptian Theatre, Kodak Theatre und andere) sowie der berühmte Hollywood Walk of Fame, auf dem zahlreiche Sterne eingelassen wurden, um Prominente zu ehren.
Weitere Sehenswürdigkeiten sind der 335 Meter hohe Wilshire Grand Tower (das zehnthöchste Gebäude der USA und das höchste westlich des Mississippis), der U.S. Bank Tower, das Aon Center, die Bank of America Plaza, der City National Tower (früher Bank of America Tower) und das Staples Center (alle in Downtown). In Wilshire befindet sich auch die First Congregational Church mit der zweitgrößten Orgel der Welt.

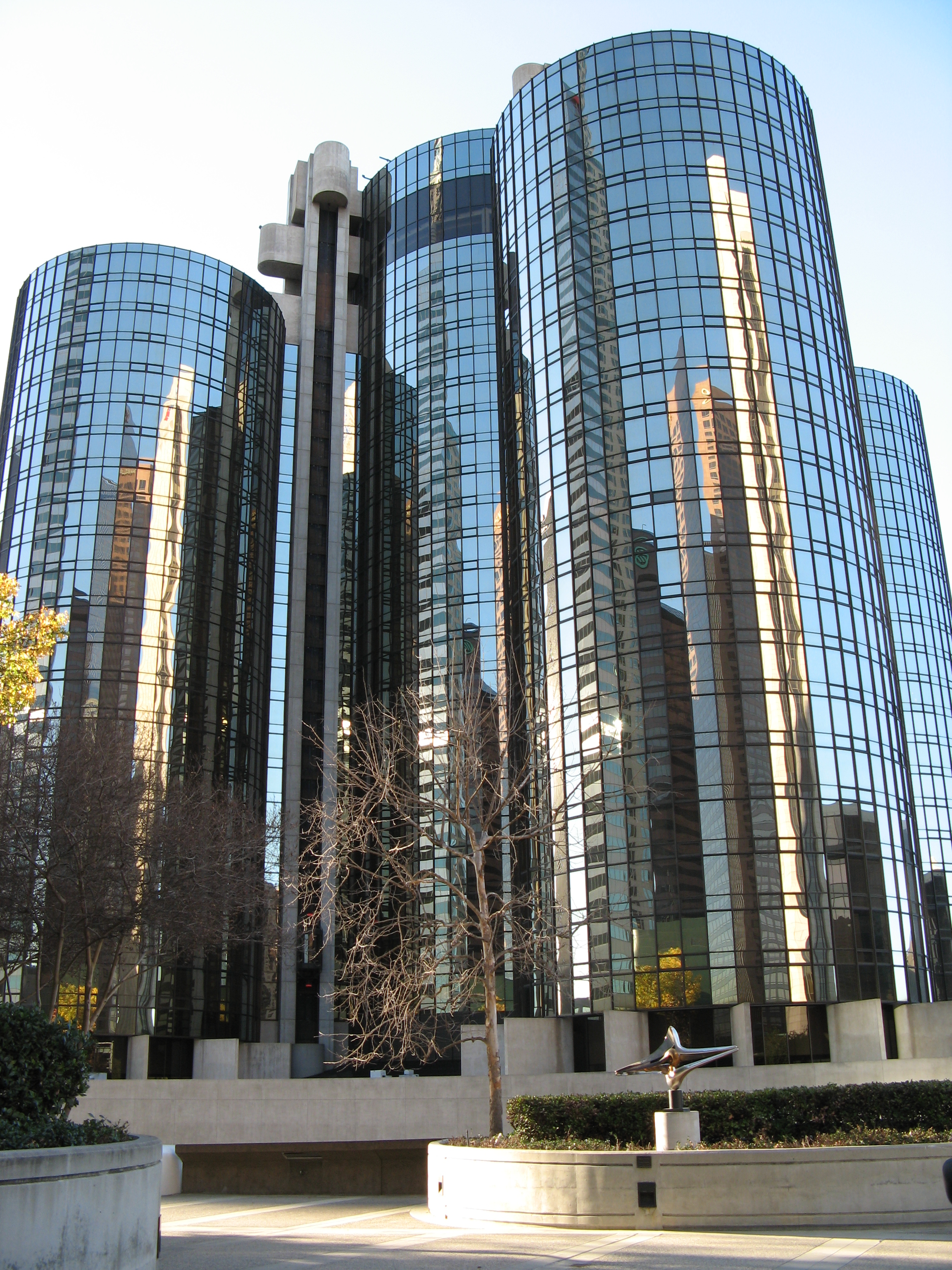
Westin Bonaventure Hotel in Downtown Los Angeles

In der Alameda Street in Downtown befindet sich die 1939 fertiggestellte Los Angeles Union Station, der Hauptbahnhof von Los Angeles. Der Baustil kombiniert spanischen Kolonialstil, Mission Revival und späten Art déco mit maurischen Architekturelementen. Die Los Angeles Public Library in der Fifth Street ist ein eher verstecktes architektonisches Juwel. Die Bibliothek bietet unter anderem alte bemalte Holzdecken und eine kirchenartige Turmhalle.
Im Broadway Theater District steht das 13-stöckige Eastern Columbia Building. Das Art-déco-Haus wurde 1930 nach Plänen des Architekten Claud Beelman eröffnet. Die markanten Watts Towers befinden sich im Stadtteil Watts und das Capitol Records Building in Hollywood. The Magic Castle ist das private Klubhaus der Academy of Magical Arts, eines Zauberkünstlerklubs in der Franklin Avenue in Hollywood.
Vom Getty Center, Dodger Stadium in Elysian Park oder Mount Wilson bieten sich bei gutem Wetter weitreichende Aussichten über das Stadtgebiet. Das Encounter Restaurant am Los Angeles International Airport gilt unter Angelenos als das heimliche Wahrzeichen der Stadt.
Die bekanntesten Hotels in Los Angeles sind das Hotel Beverly Wilshire (erbaut 1928), das Chateau Marmont Hotel in West Hollywood (erbaut 1929 nach dem Vorbild des Chateau Amboise im französischen Loiretal), das Beverly Hilton Hotel (1955), das Mondrian Hotel (1959) in West Hollywood und das Westin Bonaventure Hotel (1976) in Downtown.

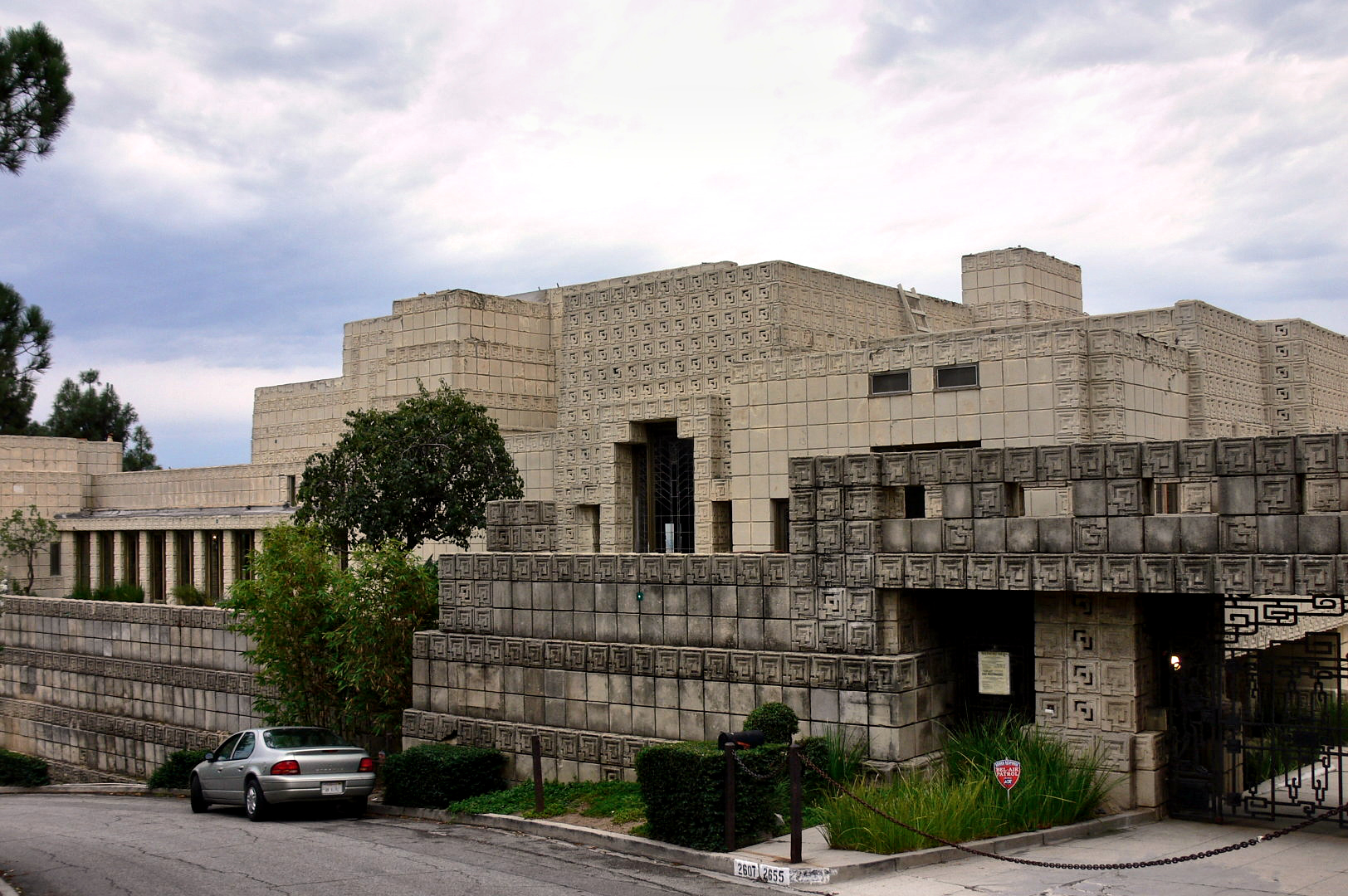
Frank Lloyd Wrights Ennis House in Los Feliz

In Los Angeles und Umgebung befinden sich zahlreiche Meisterwerke der Villenarchitektur. Dazu gehören unter anderem das Gamble House der Architekten Charles und Henry Green, Richard Neutras Lovell House und die Bauten Irving Gills. Viele der Gebäude des in Europa nahezu unbekannten Architekten Irving Gill sind zerstört oder weitestgehend verändert worden, was zu fortschreitenden Verlusten seines Schaffens führt.
Weitere Beispiele der Wohnarchitektur sind das Schindler House des Architekten Rudolph Michael Schindler in West Hollywood sowie Frank Lloyd Wrights Hollyhock House in Little Armenia und Ennis House in Los Feliz. Besonders das Hollyhock House zählt zu den bedeutendsten Werken Wrights. Das Haus erinnert mit seinen glatten Putzflächen und Ornamenten aus Betonfertigteilen an einen Maya-Tempel aus Mittelamerika. Im Hof befinden sich Wasserspiele in der Form eines Amphitheaters.

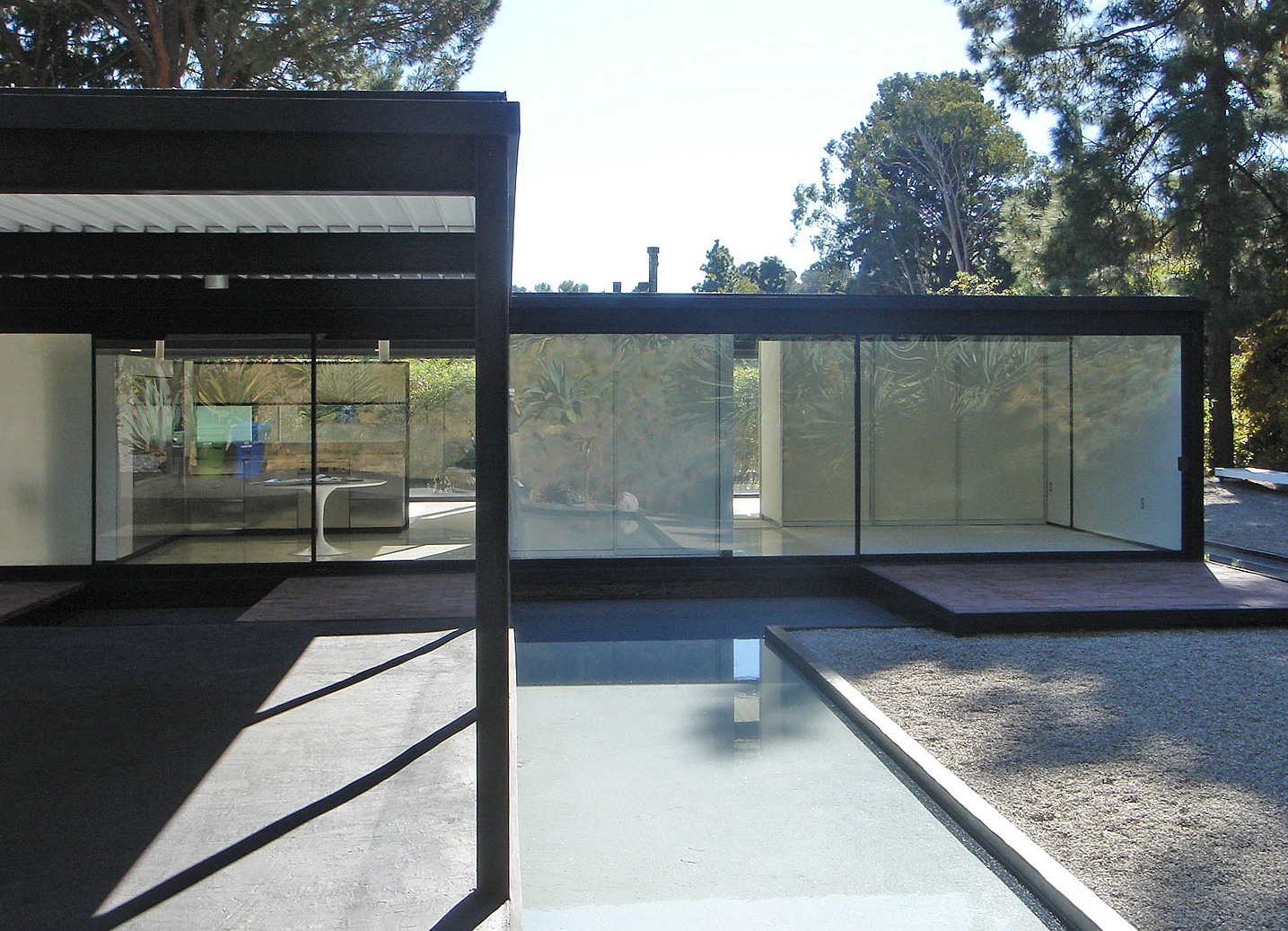
Case Study House No. 21 von Pierre Koenig

Weitere bemerkenswerte Gebäude stammen von John Lautner, einem Schüler Frank Lloyd Wrights. Berühmtestes Beispiel ist die 1960 entstandene Malin Residence, auch Chemosphere genannt. Das auf einer steilen Böschung über dem San Fernando Valley erbaute Gebäude erinnert in der Form an ein achtkantiges UFO, wobei ein einziger Betonpfeiler die Konstruktion trägt, was tatsächlich den Effekt des Schwebens verstärkt.
Weit verstreut über das Stadtgebiet finden sich ferner die sogenannten Concept Houses, darunter Pierre Koenigs Bailey House, auch bekannt als Case Study House No. 21 und das Stahl House (Case Study House No. 22). Beide Häuser wurden auf zuvor als unbebaubar gehaltenen Grundstücken errichtet. Diese können ebenso besichtigt werden wie das Eames House des Designers Charles Eames und seiner Ehefrau, der Künstlerin Ray Eames, in Santa Monica.

### Parks
Die Parks in Los Angeles und Umgebung enthalten zahlreiche Freizeit- und Kultureinrichtungen.
Im El Pueblo de Los Angeles State Historic Park liegt die 1822 fertiggestellte Plaza Church. Im Griffith Park, dem bei weitem größten Park von Los Angeles, befinden sich das Gene Autry Western Heritage Museum, ein Observatorium, ein Planetarium und der Zoo von Los Angeles. Der Exposition Park beheimatet das Los Angeles Memorial Coliseum, ein Museum für Wissenschaft und Industrie sowie ein Naturhistorisches Museum.
Im zentral gelegenen Elysian Park steht das Dodger Stadium (Chavez Ravine) und außerdem noch die L.A. Police Academy. Ebenfalls direkt im Zentrum von Los Angeles liegt der Echo Park. Dort diente der Echo Park Lake als Kulisse im erfolgreichen Film Chinatown.
Nicht nur für Kinder interessant sind die Freizeitparks Disneyland und Disney’s California Adventure mit dem 30 Meter hohen Grizzly Peak im nahegelegenen Anaheim. In der Nähe der Stadt gibt es den Angeles National Forest und die endlosen Pazifikstrände – die Küste von Los Angeles erstreckt sich über etwa 115 Kilometer – in Santa Monica oder auch Venice Beach.
Im Hancock Park von Los Angeles befinden sich die La Brea Tar Pits, eine Ansammlung von mit natürlichem Asphalt gefüllter Gruben unterschiedlicher Größe. Die asphaltreichen Sedimente von Rancho La Brea sind bekannt als eine der an Fossilien reichsten Fundstellen aus dem Pleistozän oder Eiszeitalter. Das George C. Page Museum beherbergt eine Ausstellung von Tierskeletten, darunter eine umfangreiche Sammlung von Schädeln des Aenocyon dirus, eines ausgestorbenen wolfsähnlichen Hundes. Ebenfalls im Hancock Park steht das Los Angeles County Museum of Art mit seiner Kunstsammlung.
Die Universal Studios Hollywood sind ein Themenpark, der sich in zwei Bereiche unterteilt – den „Upper Lot“ und den „Lower Lot“. Beide sind verbunden durch die weltweit größte und höchste Rolltreppenkonstruktion, die sich über mehrere Ebenen erstreckt. Der Upper Lot erstreckt sich vom Eingang des Parks bis zum The Simpsons Ride, bei welchem auch die Rolltreppen in den unteren Parkteil führen. Neben aufwendigen Live-Shows bietet der Upper Lot auch die eigentliche Studio Tram Tour, die eine Hauptattraktion darstellt. Der Lower Lot liegt mitten in den eigentlichen Studios und bietet drei Attraktionen, den Jurassic Park – The Ride, Transformers the Ride 3D und Revenge of the Mummy.

### Sport

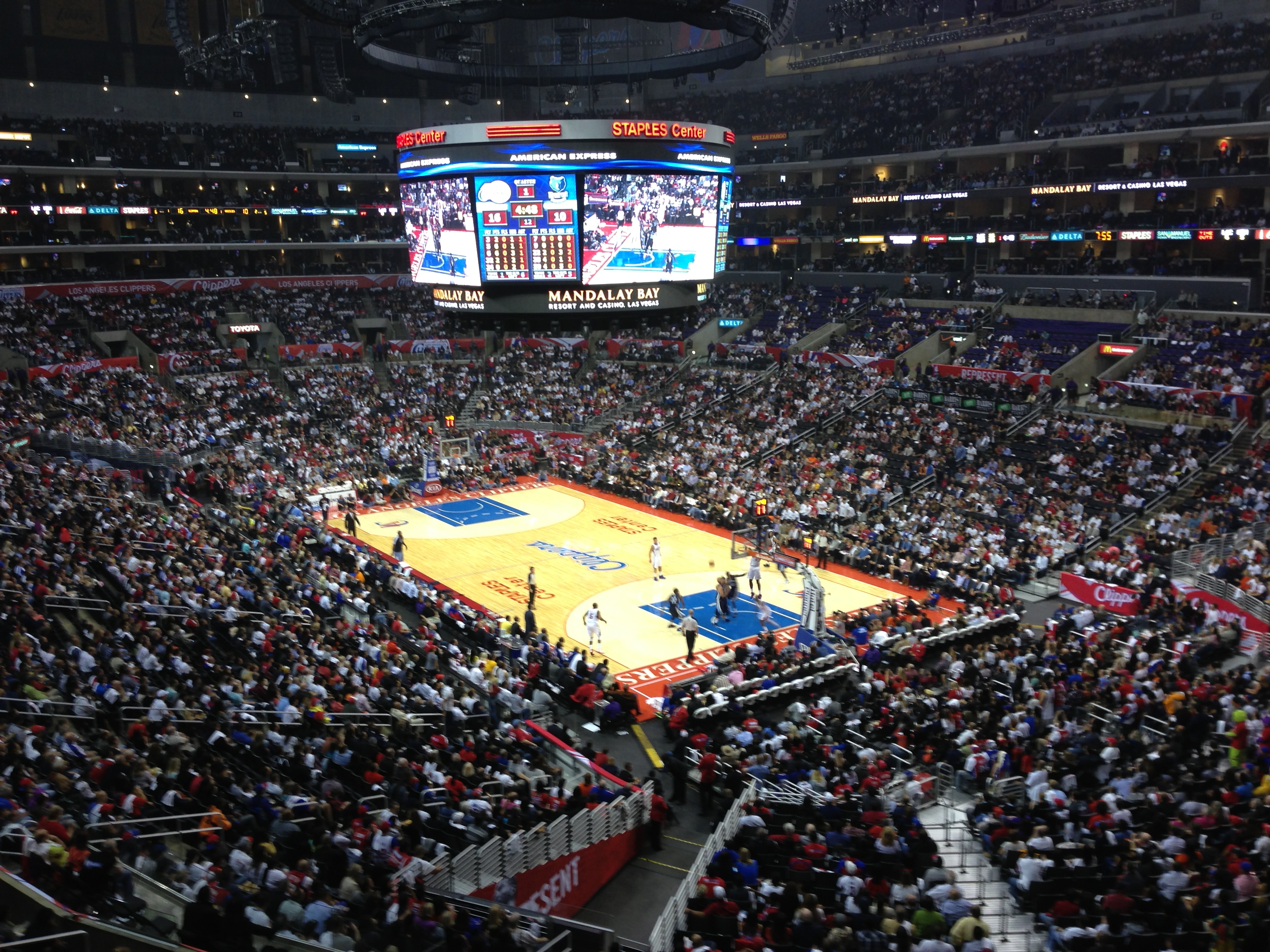
Staples Center

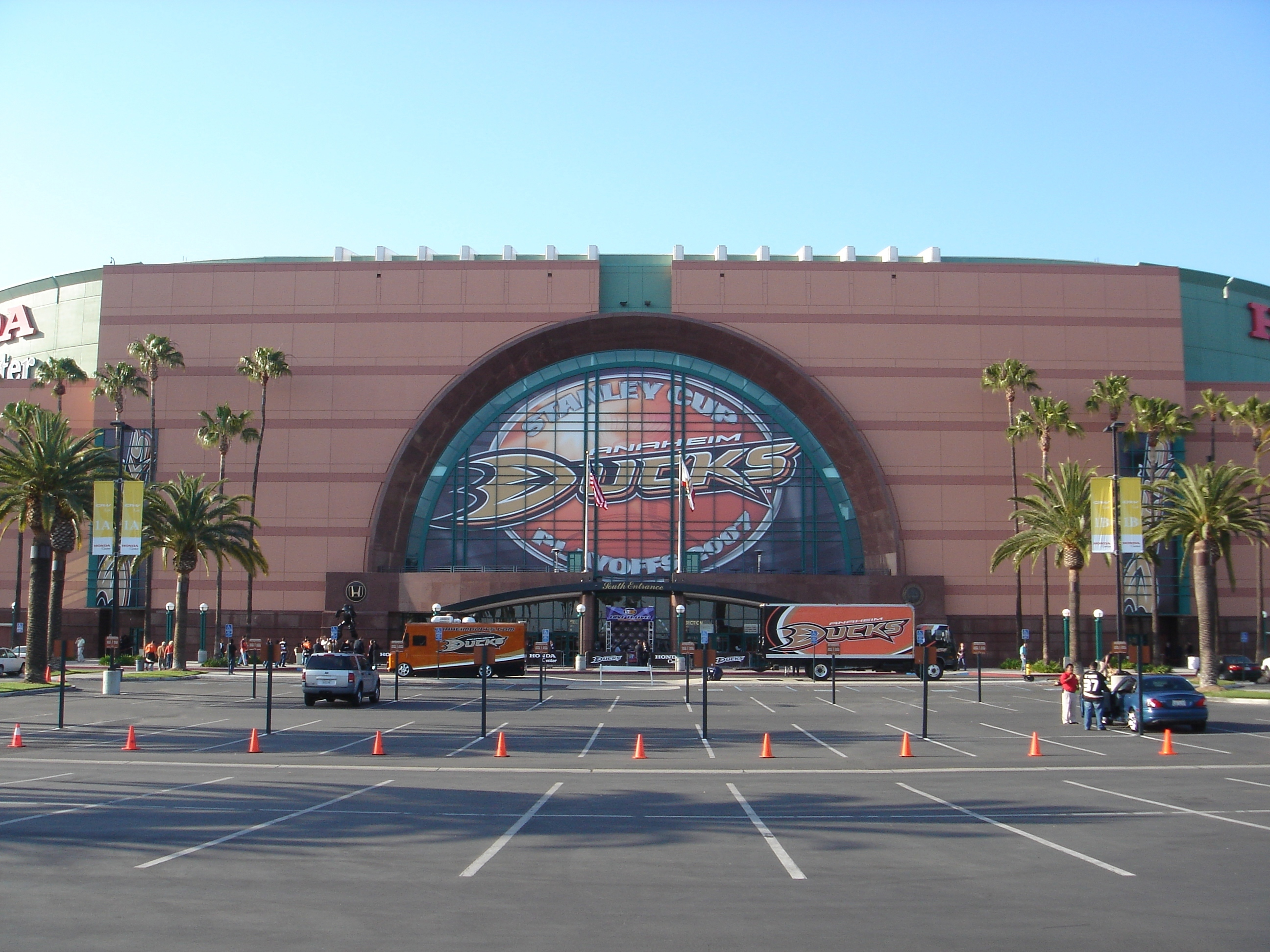
Honda Center

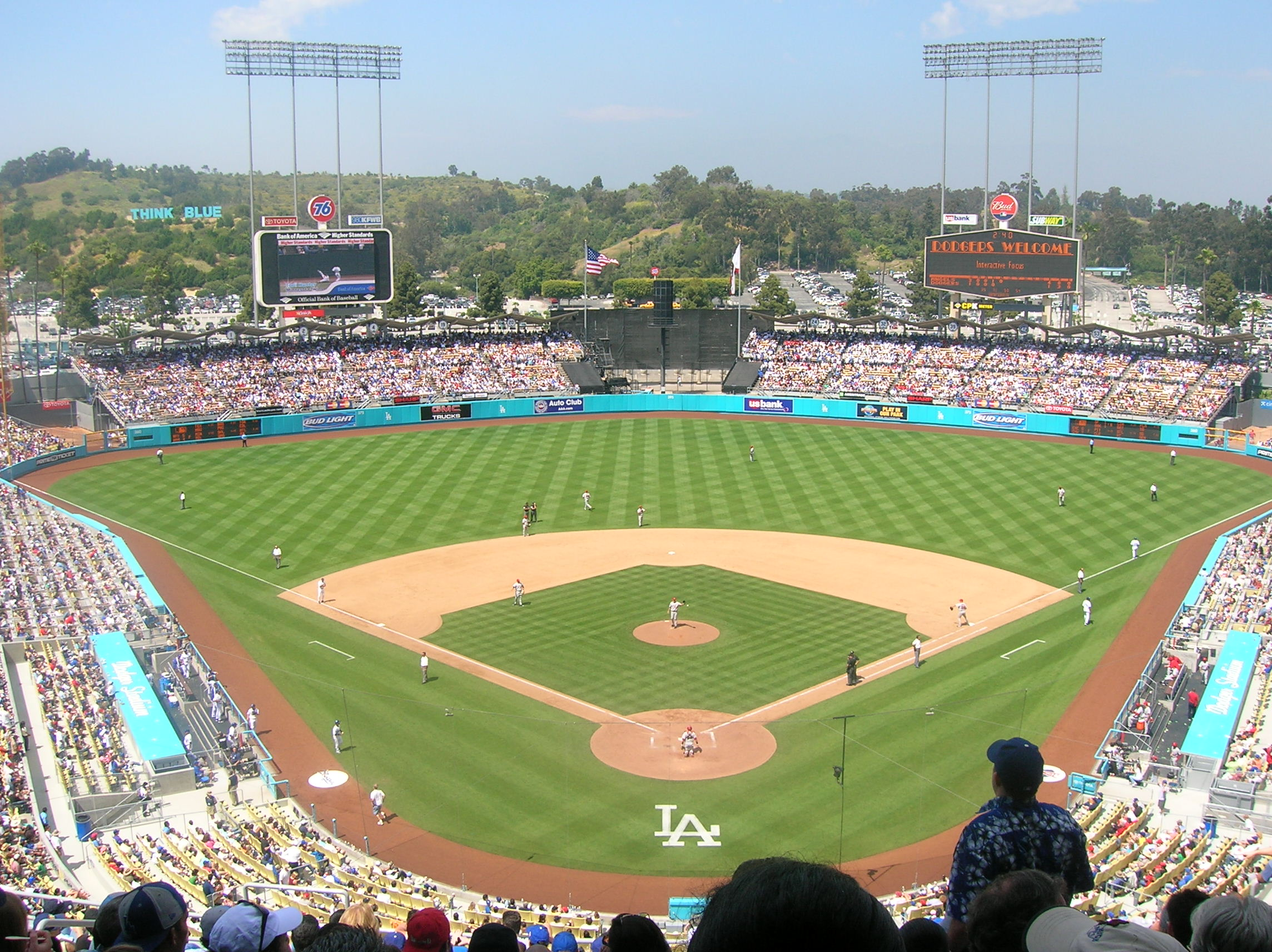
Dodger Stadium

Zu den beliebtesten Sportarten in Los Angeles gehören vor allem die Mannschaftssportarten American Football, Baseball, Basketball und Eishockey. Sehr verbreitet sind auch Fußball, Lacrosse und Volleyball. Individualsportarten wie Bowling, Golf, Leichtathletik, Schwimmen und Tennis sind gleichfalls sehr populär.
Los Angeles war Austragungsort der Olympischen Sommerspiele 1932 und der Sommerspiele 1984 und wird 2028 die Spiele zum dritten Male ausrichten. Zu den vielen Sportveranstaltungen der Weltstadt zählen unter anderem der jährlich ausgetragene Los-Angeles-Marathon und das Tennisturnier Countrywide Classic der ATP Tour. Zahlreiche bekannte Sportvereine sind in Los Angeles und Umgebung beheimatet.

#### Football
Im College Football sind mit den UCLA Bruins und den USC Trojans zwei erfolgreiche Mannschaften in Los Angeles angesiedelt. Beide Teams spielen in der Pacific-12 Conference der National Collegiate Athletic Association.
Im Profi-Football wurde bereits 1926 mit den Los Angeles Buccaneers eine Mannschaft für die National Football League in der Stadt gegründet. Diese Mannschaft konnte jedoch keine Heimspiele bestreiten und spielte nur eine Saison. Ab der NFL-Saison 1946 spielten die ursprünglich in Cleveland ansässigen Rams in Los Angeles. Zur gleichen Zeit nahmen auch die Los Angeles Don der konkurrierenden All-America Football Conference den Spielbetrieb auf. Nach dem Niedergang der AAFC am Ende der Saison 1949, blieben die Rams das einzige professionelle Football-Team in der Stadt. Gespielt wurde im Los Angeles Memorial Coliseum. 1960 wurde in der Stadt die Mannschaft der Chargers der neu gegründeten American Football League angesiedelt. Dieses Team zog jedoch in der folgenden Saison nach San Diego um.
1984 verlegte die Oakland Raiders ihren Spielbetrieb nach Los Angeles, nachdem sich der Teameigner mit der Stadt Oakland nicht über einen Stadionneubau einigen konnte. Die Raiders spielten ebenfalls im Memorial Coliseum. Da man sich mit der Stadt Los Angeles Anfang der 90er Jahre ebenfalls nicht über den Bau eines neuen Stadions einigen konnte, zogen 1995 die Rams nach St. Louis und die Raiders zurück nach Oakland.
Stan Kroenke, neuer Eigentümer der Rams, setzte den Bau eines neuen Stadions in Los Angeles durch, weshalb die Mannschaft 2016 nach Los Angeles zurückkehrte. Mit Beginn der Saison 2017 zogen auch die Chargers zurück in die Stadt. Beide Teams spielen seit der Saison 2020 im neu errichteten SoFi Stadium in Inglewood.

#### Eishockey
Die Anaheim Ducks sind ein Eishockeyklub, der in der National Hockey League (NHL) spielt. In der Saison 2006/07 gewannen sie erstmals den Stanley Cup und den Divisiontitel. Weitere Erfolge sind der Gewinn des Conferencetitels in der Saison 2002/03 und 2006/07. Der 1992 gegründete Verein trägt seine Heimspiele im 18.000 Zuschauer fassenden Honda Center aus.
Die Los Angeles Kings sind eine Eishockeymannschaft, die in der National Hockey League (NHL) spielt. Die größten Erfolge waren der zweifache Gewinn des Stanley Cups, kleinere Erfolge feierte die Mannschaft Anfang der Neunziger. Das Team wurde 1967 gegründet und trägt seine Heimspiele im Staples Center (Kapazität: 18.000 Zuschauer) aus. Von 1988 bis 1996 spielte Wayne Gretzky, einer der erfolgreichsten Eishockeyspieler überhaupt, bei den Kings.

#### Baseball
Die Los Angeles Angels of Anaheim sind ein Baseballteam, das in der Major League Baseball (MLB) spielt. Größter Erfolg war der Gewinn des Titels der World Series 2002. Der 1961 entstandene Verein trägt seine Heimspiele im Angel Stadium of Anaheim (Kapazität: 45.000 Zuschauer) aus.
Die Los Angeles Dodgers sind eine Baseballmannschaft, die in der Major League Baseball (MLB) spielt. Die L.A. Dodgers entstanden aus den Brooklyn Dodgers durch Umzug im Jahre 1959. Bisher konnten sieben Titel der World Series gewonnen werden. Das Team trägt seine Heimspiele im 56.000 Zuschauer fassenden Dodger Stadium aus.

#### Basketball
Die Los Angeles Lakers sind ein Team der National Basketball Association (NBA). Die Mannschaft gewann insgesamt 17 Meistertitel (nur die Boston Celtics mit 18 Titeln haben mehr) – sowie 29 Conferencetitel und 27 Divisiontitel. Seit den Gründungstagen der Liga gehörten die Lakers zur NBA, und ebenso zu den erfolgreichsten Teams. Heimspielstätte ist das Staples Center.
Mit den Los Angeles Clippers spielt ein zweites Team in der National Basketball Association (NBA).
Die Los Angeles Sparks spielen in der Women’s National Basketball Association (WNBA).

#### Fußball
Die Metropolregion Greater Los Angeles Area beheimatet mit den LA Galaxy und dem Los Angeles FC (LAFC) gleich zwei Vereine der Major League Soccer (MLS), der höchsten Fußballliga in den USA.
Die Los Angeles Galaxy tragen ihre Heimspiele in dem an das Stadtgebiet angrenzende Carson, im 27.000 Personen fassendem Dignity Health Sports Park aus. Das 1995 gegründete Franchise gehört zu den erfolgreichsten der MLS und ist mit 5 gewonnenen MLS Cups aktuell Rekordmeister der Liga. Auch auf internationaler Ebene konnte der Klub Erfolge verzeichnen, ist er unter anderem einer der wenigen US-Klubs die ein Finalspiel der CONCACAF Champions League für sich entscheiden konnten.
Seit der Saison 2018 ist mit dem Los Angeles Football Club ein weiterer Fußballverein in Los Angeles ansässig. Heimstätte des LAFC ist das nahe dem Stadtzentrum gelegene Banc of California Stadium, welches eine Kapazität von 22.000 Personen aufweist. Auch der LAFC konnte in seiner relativ kurzen Spielzeit bereits einige Erfolge erzielen, so zum Beispiel das Gewinnen des MLS Supporters’ Shield oder das Erreichen eines CONCACAF-Champions-League-Finales. Mit einer Bewertung von 860 Millionen US-Dollar ist der Los Angeles Football Club aktuell das wertvollste Franchise der MLS.
Das Aufeinandertreffen der beiden Klubs ist neben dem Hudson River Derby zwischen RB New York und NYCFC das einzige Derby der MLS und wird aufgrund der schlechten Verkehrssituation im Metropolgebiet inoffiziell „El Tráfico“ genannt. Zwischen den beiden Vereinen besteht eine hohe Rivalität, was immer wieder zu kleineren Ausschreitungen im Rahmen des zuvor genanntem „Los Angeles Derby“ führt.

#### Motorsport
Im August 1982 fand im Los Angeles Coliseum vor über 30.000 Zuschauern das Speedway-Einzel-WM Finale 1982 statt, das der US-Amerikaner Bruce Penhall gewann, womit er seinen WM-Titel verteidigen konnte, ehe er nach diesem Rennen seinen Rücktritt verkündete und als Schauspieler nach Hollywood ging.

#### Inklusion

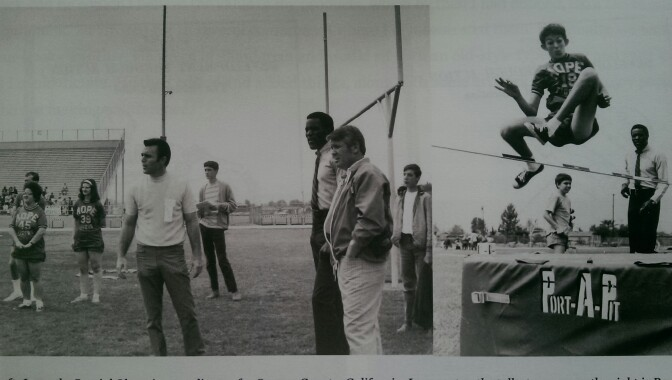
Rafer Johnson und Don Gordon bei den Special Olympics World Summer Games 1972

Die Special Olympics World Summer Games 1972 fanden in Los Angeles statt. Austragungsorte waren die University of California (UCLA) und das Santa Monica College. Die Zahl der Teilnehmer wird in den Quellen mit 2.500, 2.600 bzw. 3.000 angegeben, die Zahl der teilnehmenden Nationen mit 3. Die ehemaligen Zehnkampfgewinner Bill Toomey und Rafer Johnson waren Mitglieder des Special Olympics National Advisory Council, der die Spiele organisierte.

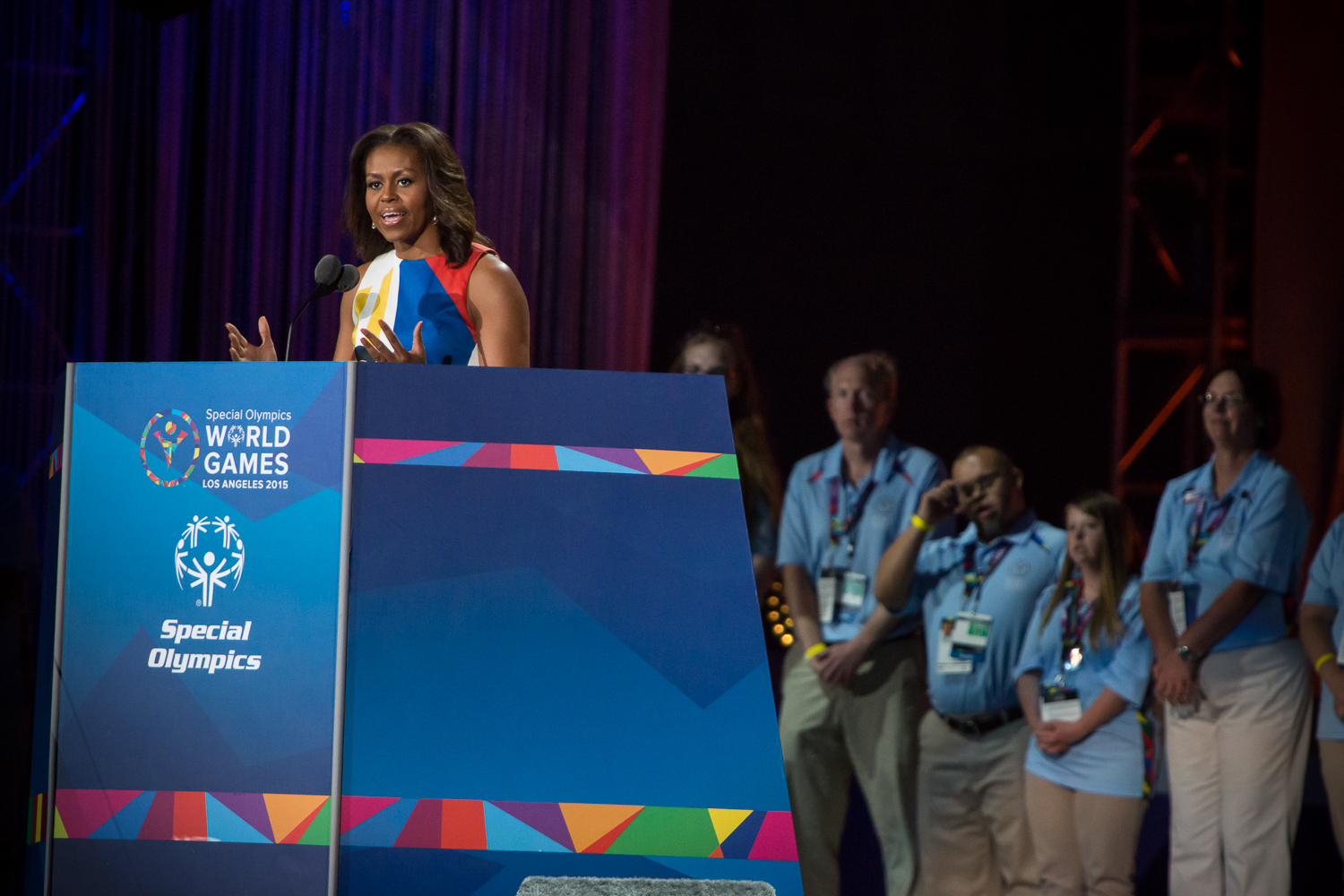
Special Olympics 2015 Eröffnungszeremonie mit Michelle Obama

Die 14. Special Olympics World Summer Games fanden vom 25. Juli bis zum 2. August 2015 ebenfalls in Los Angeles statt. Es nahmen fast 6500 Athleten aus 165 Ländern teil. Bei den Special Olympics 2015 halfen 30.000 Freiwillige und es kamen ungefähr 350.000 Zuschauer zu den Wettkämpfen. Aus Anlass der Spiele wurden auch das Host Town Programm und das Healthy Athlete Programm durchgeführt. Für die Eröffnungs- und Schlussfeier benutzten die Veranstalter der Special Olympics das Los Angeles Memorial Coliseum, die eigentlichen Spiele fanden an 8 verschiedenen Veranstaltungsorten in und um Los Angeles statt:

### Freizeit und Erholung

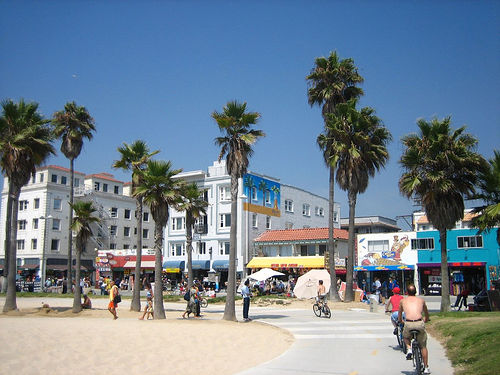
Venice Beach

Einer der beliebtesten Strände an der Pazifikküste von Los Angeles ist Venice Beach. Am Venice Boardwalk, der breiten Promenade, auch als Ocean Front Walk bekannt, treffen sich an Wochenenden (im Sommer täglich) zahlreiche Musiker, Maler und Artisten. Der Aufenthalt am Strand ist nach Sonnenuntergang verboten.
Das an palmengesäumten Stränden und Hängen über dem Pazifik gelegene Santa Monica, unmittelbar nördlich von Venice, ist der älteste, größte und bekannteste Badeort der Metropole. In dem betont gesundheitsbewussten, liberalen Bezirk leben viele Schriftsteller und Rockstars. Der Ort ist aber auch bekannt für strenge Mietpreiskontrollen und Bauvorschriften.
Bekannt ist auch die Strandkolonie von Malibu, die von zahlreichen Prominenten bewohnt wird. Surfrider Beach, südlich des Piers, ist seit den 1950er Jahren ein beliebter Surfertreffpunkt. Ein großer Teil des Malibu Creek State Park an der Las Virgenes Road weiter nördlich, unweit des Mulholland Drive, gehörte den Studios der 20th-Century Fox. In den von immergrünem Gebüsch überwachsenen Hängen wurden viele Tarzan-Filme gedreht. Im tausend Hektar großen Park befinden sich ein See, mehrere Wasserfälle und Wanderwege.
Entlang der Küste südlich von Los Angeles führt der Pacific Coast Highway vorbei an den Start- und Landebahnen des LAX-Flughafens zu einem Küstenstreifen mit mehreren Stränden der South Bay: Manhattan Beach, Hermosa Beach und Redondo Beach. In Long Beach ist den letzten Jahren viel investiert worden, wodurch unter anderem eine Reihe neuer Bürogebäude und Hotels entstand. Die größte Sehenswürdigkeit von Long Beach ist der Dampfer Queen Mary, von den 1930er bis zu den 1960er Jahren das Flaggschiff der Cunard Line und heute ein Hotel.

### Regelmäßige Veranstaltungen

#### Frühling

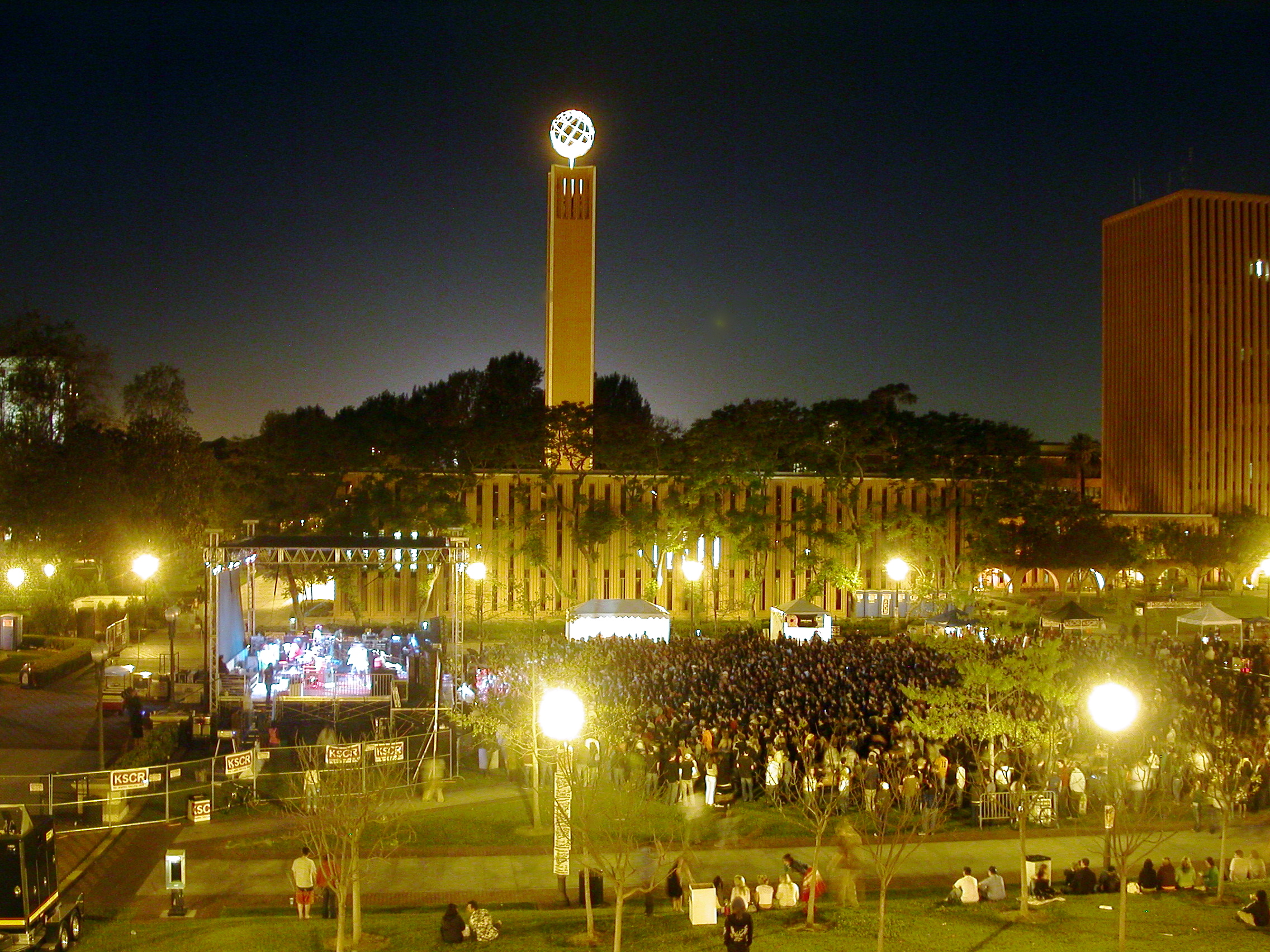
USC Springfest auf dem Campus der University of Southern California

Jedes Jahr am Ostersonntag findet der Easter Sunrise Service at the Bowl statt, ein ökumenischer Ostergottesdienst am frühen Morgen in der Hollywood Bowl in Hollywood. Der Jimmy Stewart Relay Marathon, ein Staffellauf für wohltätige Zwecke, wird Mitte April im Griffith Park ausgetragen. Weitere Veranstaltungen im Monat April sind das Rosenblütenfest im Exposition Park Rose Garden, das L.A. Times Bücherfest auf dem Campus der University of California, Los Angeles, das Pacific Islander Festival im Ken Malloy Harbor Regional Park, die Fiesta Broadway im Homestead Museum und das USC Springfest auf dem Campus der University of Southern California.
Anfang Mai treffen sich Personen, die sich als Native Americans identifizieren, zum UCLA Pow Wow auf dem Intramural Field, UCLA Campus. Zu sehen sind traditionelle Musik, Tanz und Kunsthandwerk. Feste im Mai sind das Cinco de Mayo, ein Straßenfest in Downtown und das Family Fun Fest, ein japanisches Kulturfest anlässlich des Tags der Kinder in Little Tokyo.
Ebenfalls im Mai werden das Valley Greek Festival in der St. Sophia Cathedral, das NoHo Theatre & Arts Festival auf dem Lankershim Boulevard und Magnolia Avenue in North Hollywood und das UCLA Jazz Reggae Festival auf dem Intramural Field, UCLA Campus, veranstaltet. Am letzten Montag im Mai findet die Memorial Day Parade im Canoga Park, San Fernando Valley, statt.

#### Sommer

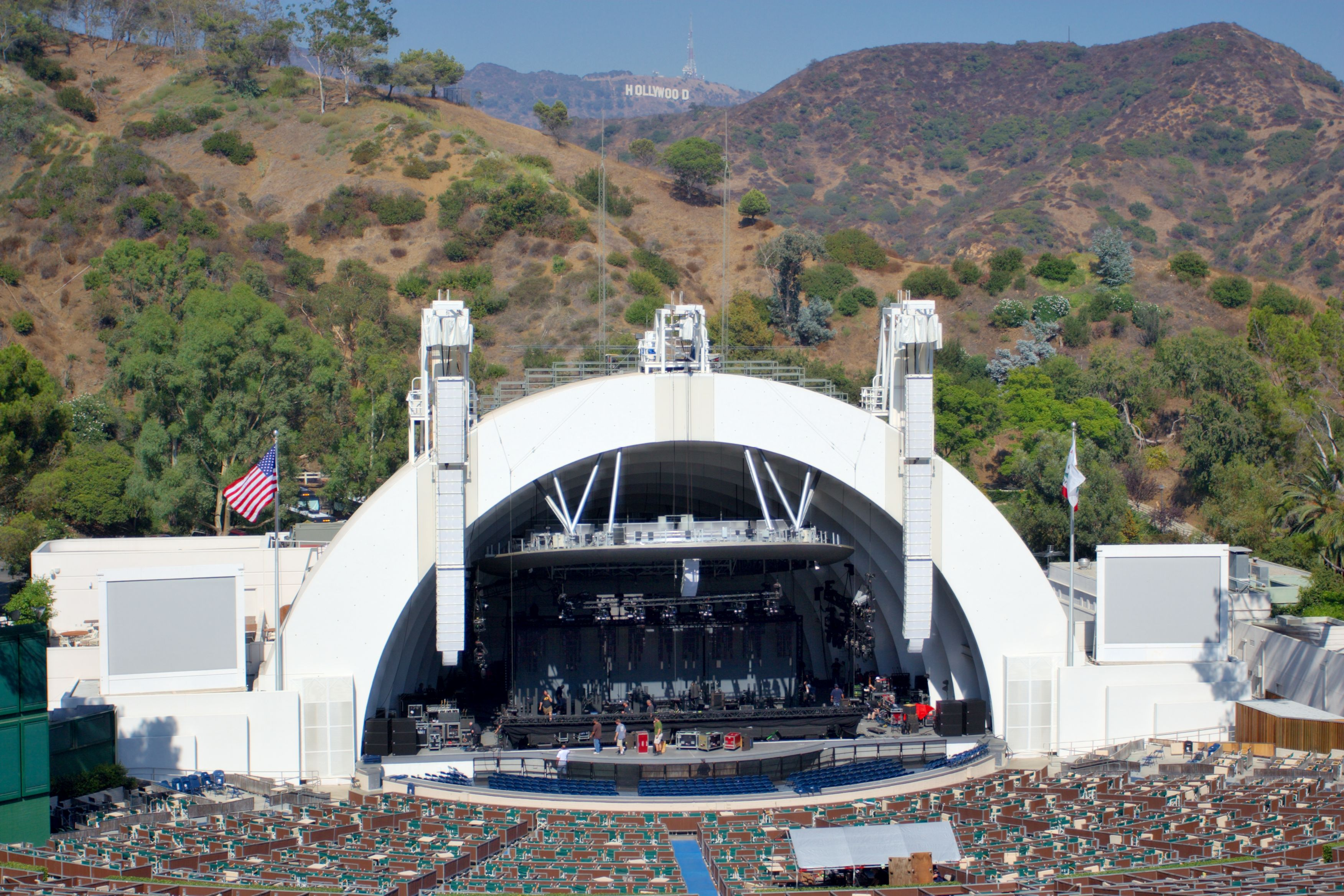
Die Hollywood Bowl, Ort zahlreicher Veranstaltungen – im Hintergrund das Hollywood Sign

Im Juni werden zahlreiche Festivals veranstaltet. Dazu gehören unter anderem das Playboy Jazz Festival und das Mariachi USA Festival in der Hollywood Bowl. Weitere Festivals sind das Los Angeles Independent Film Festival (Directors Guild of America, Sunset Boulevard) und das Hollywood Ha-Ha Comedy Festival (Noho Arts District, North Hollywood). Das Hollywood Bowl Summer Festival findet von Ende Juni bis Mitte September in der Hollywood Bowl statt.
Die Feierlichkeiten zum Independence Day, dem amerikanischen Unabhängigkeitstag, werden am 4. Juli in der ganzen Stadt begangen. Ebenfalls im Juli gibt es an verschiedenen Orten der Stadt das Outfest – LA Gay and Lesbian Film Festival (Schwulen- und Lesben-Filmfestival), am Echo Park Lake das Lotus Festival und im Los Angeles Tennis Center in Westwood das Herren-Tennisturnier Countrywide Classic der ATP Tour. Im August werden auch zahlreiche Festivals veranstaltet. Dazu gehören das Nisei Week Japanese Festival, ein japanisches Kulturfestival in Little Tokyo, das Los Angeles Festival an zahlreichen Orten der Stadt und das JVC Jazzfestival in der Hollywood Bowl.
Das Sweet & Hot Jazz Festival findet von August bis September im Los Angeles Airport Marriott Hotel statt. El Diecisis de Septiembre, die Feiern zum mexikanischen Unabhängigkeitstag, sind am 16. September in Broadway und South Los Angeles zu sehen.
Veranstaltungen Anfang und Mitte September sind das Port of Los Angeles Lobster Festival, ein Hummerfest im Hafen an der Harbor Waterfront und das Herbst-Mond-Fest in Chinatown.

#### Herbst und Winter

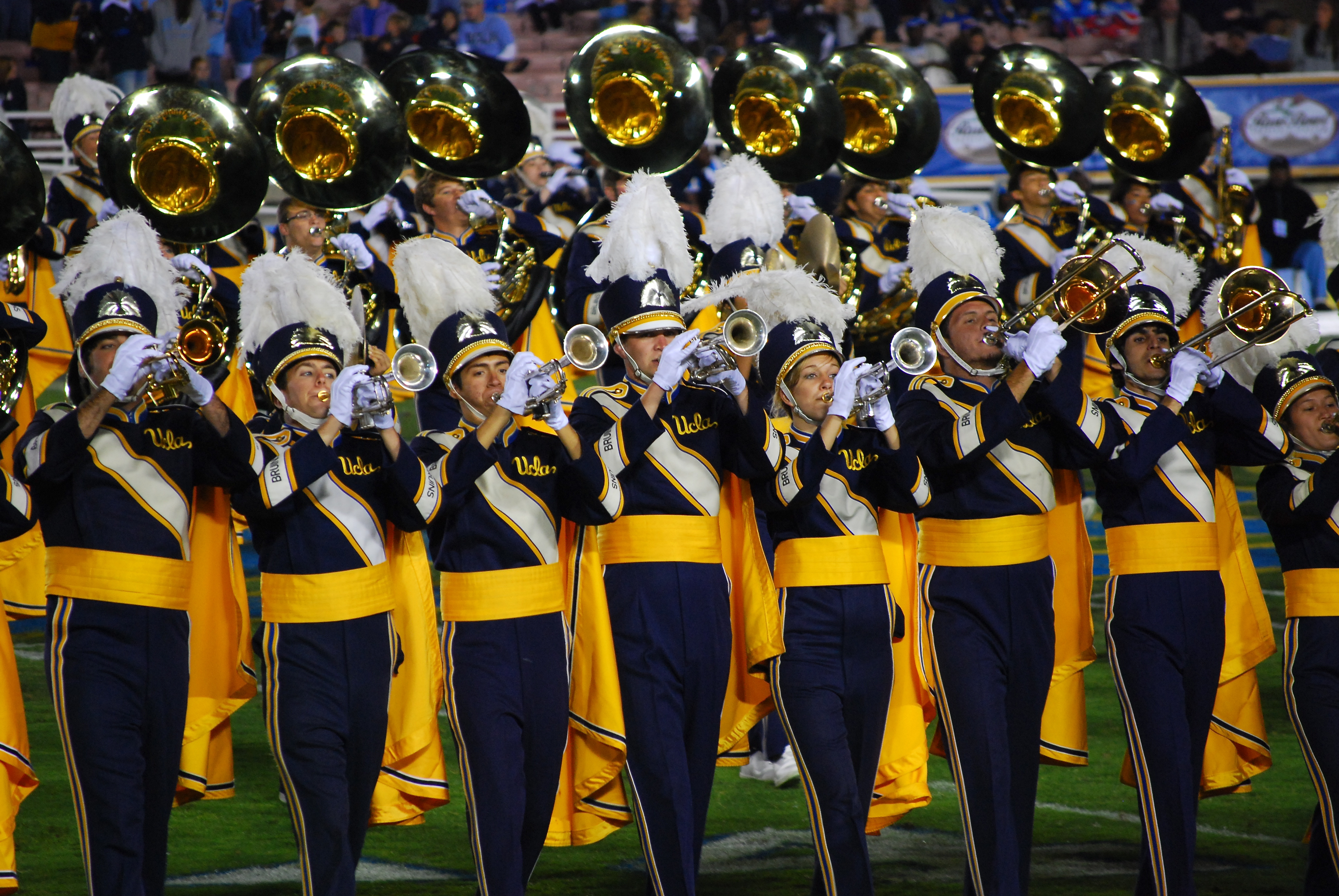
Kapelle der University of California

Im Oktober finden das Hollywood Film Festival an verschiedenen Orten in Hollywood und das Los Angeles International Short Film Festival (Kurzfilmfestival) an der Los Angeles Film School in Hollywood statt. Der November bietet das AFI Los Angeles International Film Festival an verschiedenen Orten der Stadt, das Mariachi Festival (Mexikanisches Musikfest) auf dem Mariachi Plaza in Boyle Heights und die Hollywood Christmas Parade auf dem Sunset Boulevard in Hollywood.
Von Ende November bis Ende Dezember ist das Griffith Park Light Festival (Lichterfest) im Griffith Park, Downtown, zu sehen. Die Martin Luther King Kingdom Day Parade, eine Parade anlässlich des Geburtstags von Martin Luther King am 15. Januar, zieht am Martin Luther King Day vom Martin Luther King Boulevard bis zum Western Boulevard.
Der Februar bietet das Pan African Film & Art Festival, veranstaltet im Magic Johnson Theaters am Baldwin Hills Crenshaw Plaza und das Chinesische Neujahrsfest mit Golden Dragon Parade in North Broadway, Chinatown. Ebenfalls im Februar findet die Oscar-Verleihung im Kodak Theatre in Hollywood statt. Anfang März wird der Los-Angeles-Marathon ausgetragen. Er führt von der Grand Avenue durch das gesamte Stadtzentrum von Los Angeles.

### Gastronomie

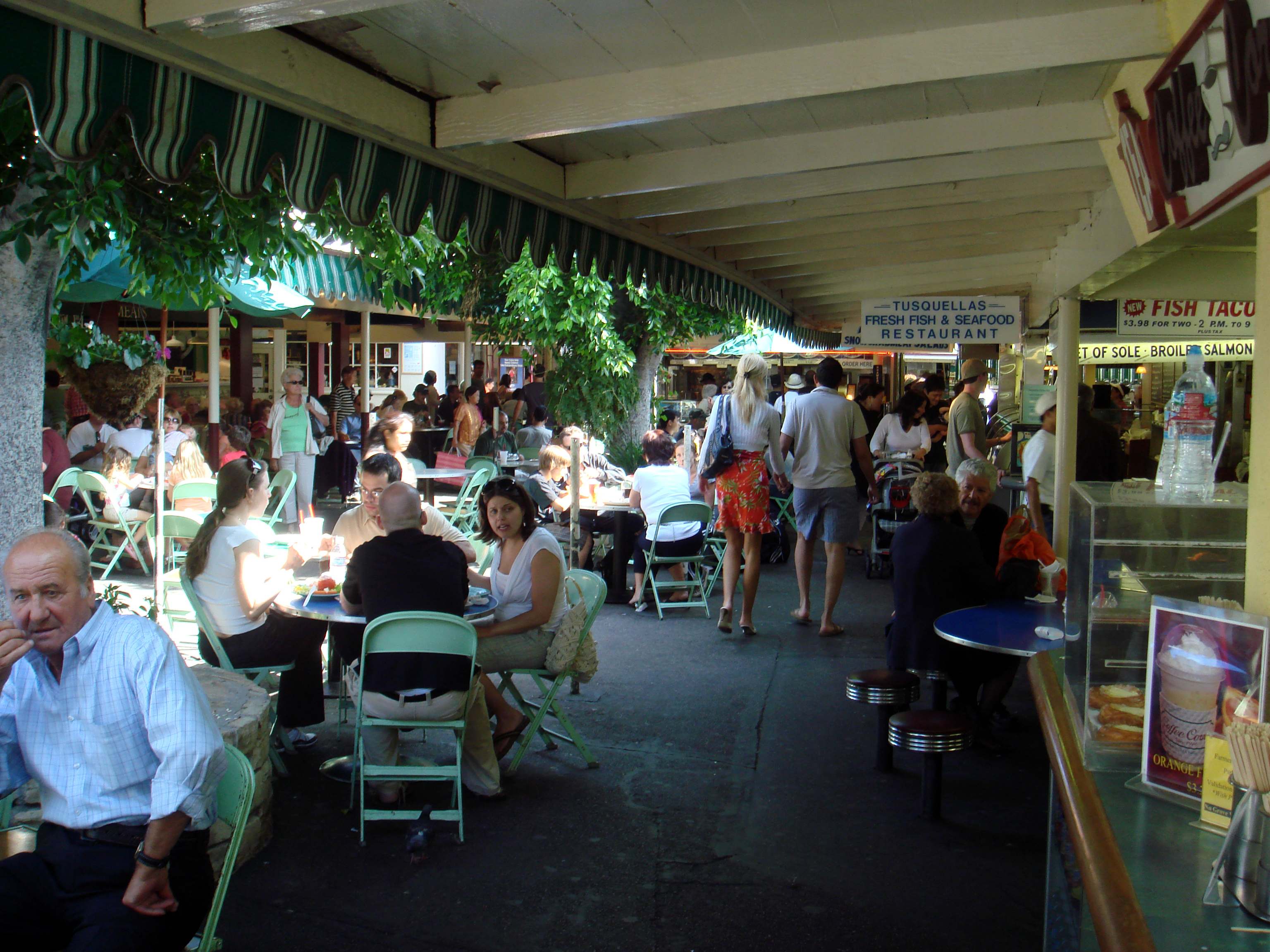
Farmers Market in Fairfax

Los Angeles bietet eine große Auswahl an internationalen Restaurants und Lokalitäten. Zu den beliebten Speisen gehören die traditionelle amerikanische Küche mit viel Fleisch und Kartoffeln, koreanische Tempura-Gerichte, Sushi, japanische Gerichte mit Udon- und Sobanudeln, die mexikanischen Enchilades und Tamales, pikante Burritos und Pastrami-Sandwiches.
Daneben gibt es chinesische Restaurants, wo Abalonen, Krebse, Garnelen und Ente serviert werden. Gern gegessen werden auch „gedippte“ Sandwiches mit reichlich Truthahn, Schweinefleisch, Rindfleisch oder Lamm sowie italienische Ossobuco und Risotto. Die auch in Los Angeles angebotene Cajun-Küche bietet Spezialitäten des Cajun Country.

### Handel

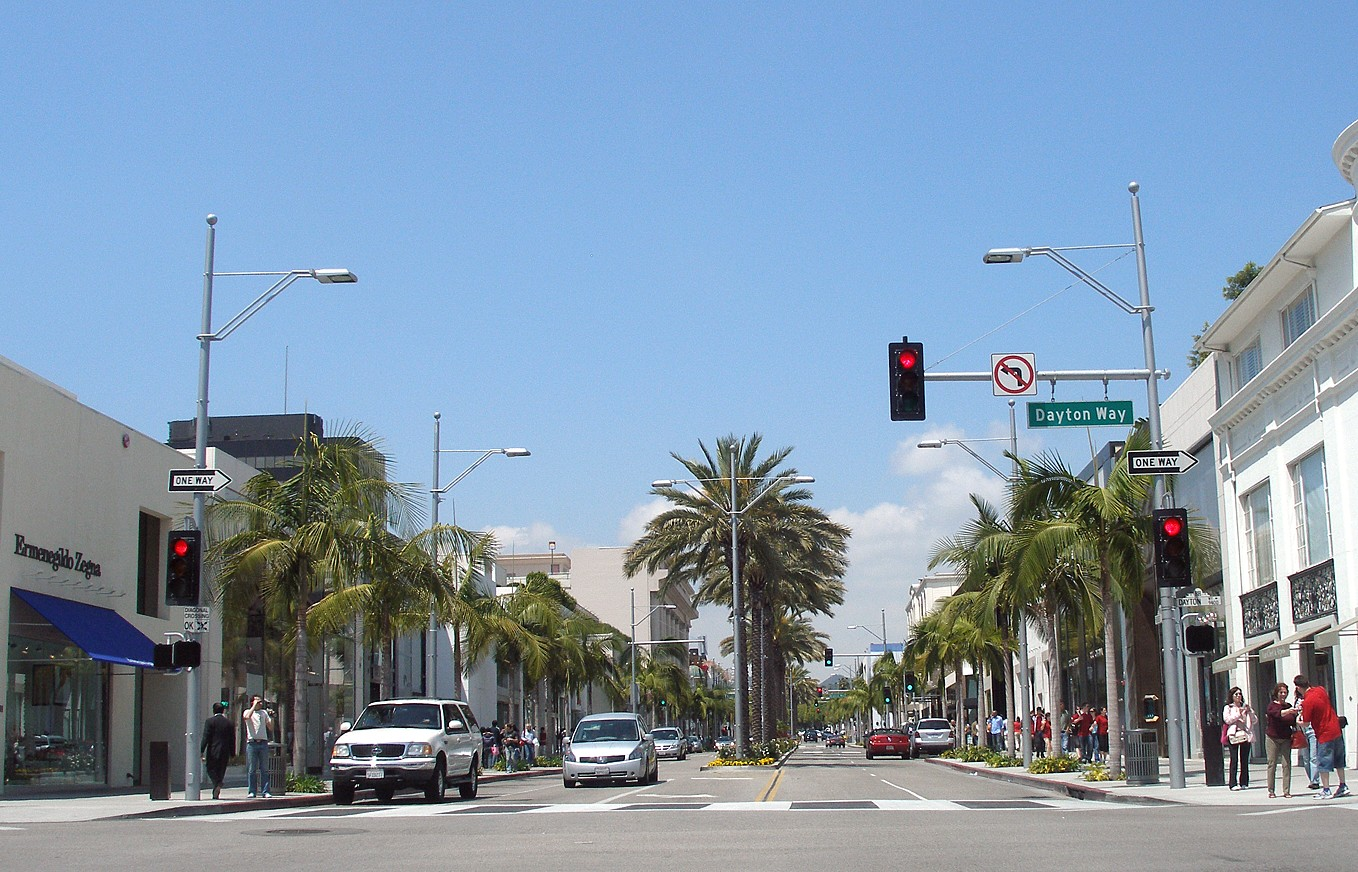
Rodeo Drive

Eine der bekanntesten Einkaufsstraßen ist der Rodeo Drive in Beverly Hills, einem Vorort von Los Angeles. Zahlreiche bekannte Modemarken sind hier zu finden. Die Straße beherbergt auch die teuersten Einkaufszentren der Welt. Zu ihnen zählen The Rodeo Collection mit fünf Verkaufsebenen ober- und unterhalb der Erde sowie das Two Rodeo, das den Eindruck zweier kleiner europäischer Kopfsteinpflasterstraßen mit Brunnen, Piazza und Balkonen erweckt.
Am Ende der Straße stehen weitere große Kaufhäuser, darunter Barneys New York und Saks Fifth Avenue.
Filialen der Kaufhäuser Macy’s und Bloomingdale’s befinden sich im nahe gelegenen Beverly Center und dem Westfield Century City (früher Century City Shopping Center & Marketplace). Das Einkaufszentrum in Century City, ein Beispiel des Modernismus der 1960er Jahre, wurde ohne Überdachung im Stil eines Marktplatzes errichtet.
In der Melrose Avenue, gelegen zwischen dem Santa Monica Boulevard und der Hoover Street in Silver Lake, gibt es zahlreiche Einzelhandelsgeschäfte. Am bekanntesten ist die Boutique Red Balls, die im Vorspann der Fernsehserie Melrose Place zu sehen ist. Eine weitere Einkaufspromenade ist der Universal CityWalk neben den Universal Studios Hollywood. Hier befinden sich zahlreiche Geschäfte und Restaurants. Auch in der Innenstadt von Los Angeles gibt es viele Kaufhäuser und Galerien, darunter der Grand Central Market am South Broadway. Im Angebot sind frisch zubereitete Spezialitäten, Früchte und Gemüse.

## Wirtschaft und Infrastruktur

### Wirtschaft

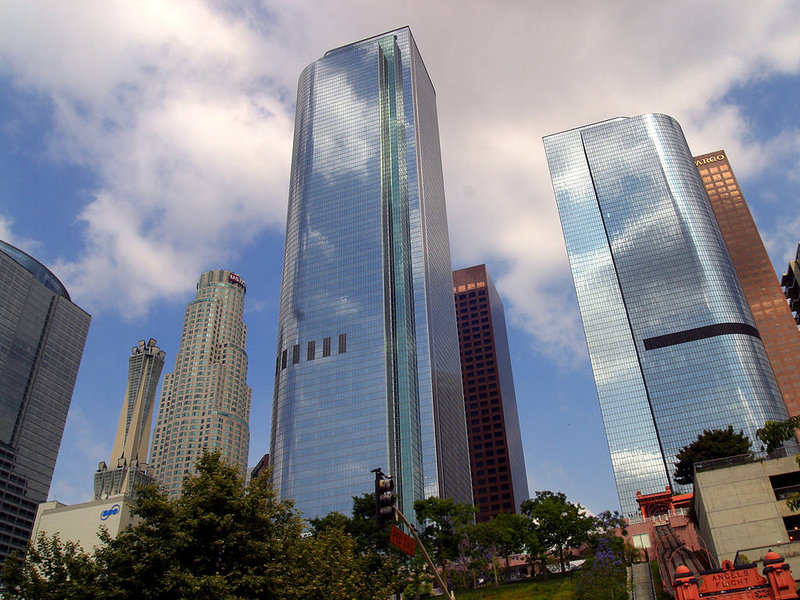
Geschäftszentrum von Los Angeles

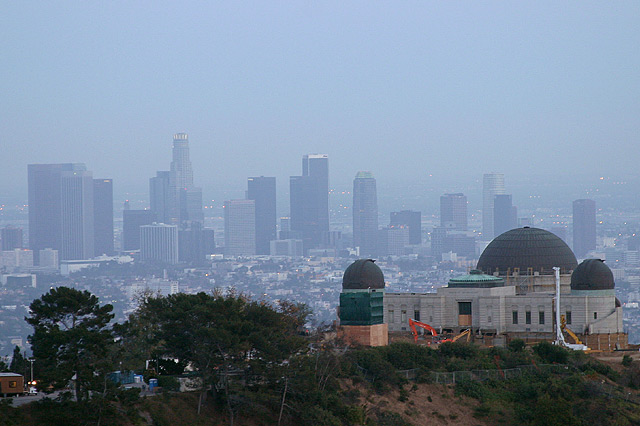
Los Angeles und das Griffith-Observatorium

Die Stadt ist ein führendes Produktions-, Handels-, Transport- und Finanzzentrum in den USA. Dort sind unter anderem die chemische Industrie, Elektronik-, Bekleidungs- und Nahrungsmittelindustrie, Metallverarbeitung, Bauwirtschaft und Verlage ansässig. Los Angeles ist weltgrößter Standort für die Luftfahrtindustrie- und Raumfahrtindustrie sowie ein wichtiges Zentrum für Kino-, Radio-, Fernseh- und Musikproduktionen. Der Fremdenverkehr spielt ebenfalls eine wichtige Rolle für die Wirtschaft von Los Angeles. Mit 5,6 Millionen ausländischen Besuchern stand Los Angeles 2016 auf Platz 21 der meistbesuchten Städte weltweit. Touristen in der Stadt machten im selben Jahr Ausgaben von 8,1 Milliarden US-Dollar. Die meisten ausländischen Besucher stammten aus Asien, Europa und Lateinamerika.
Die Arbeitslosenquote der Stadt lag 2010 mit durchschnittlich 13,9 % über der des Bundesstaates Kalifornien (12,4 %) und war auch höher als der nationale Durchschnitt in den USA (9,6 %). Die Entwicklung verlief in den letzten Jahren folgendermaßen: 2006 (5,3 %), 2007 (5,6 %), 2008 (8,3 %), 2009 (12,7 %) und 2010 (13,9 %).
Bis Ende der 1990er Jahre war Los Angeles Sitz von vielen großen Finanzinstituten im Westen der Vereinigten Staaten. Zusammenschlüsse mit anderen Instituten führten zur Verlegung des Hauptsitzes in andere Städte. So kam es beispielsweise 1992 zur Fusion der Security Pacific Bank mit der Bank of America, 1996 zum Zusammenschluss der First Interstate Bancorp mit Wells Fargo und 1998 zur Fusion der Great Western Bank mit der Washington Mutual. Los Angeles war auch Sitz der Pacific Exchange, bis sie im Jahre 2001 geschlossen wurde. In einer Rangliste der wichtigsten Finanzzentren weltweit belegte Los Angeles den 17. Platz (Stand: 2018).
Zahlreiche große Unternehmen und Gesellschaften sowie Forschungseinrichtungen haben in der Stadt ihren Hauptsitz. Dazu gehören unter anderem Konzerne der Unterhaltungsindustrie wie 20th Century Fox, DreamWorks SKG, Paramount Pictures, The Walt Disney Company und Warner Bros., die Academy of Motion Picture Arts and Sciences (bekannt durch die Oscar-Verleihung), der Spielwarenhersteller Mattel, die Hersteller von Computerspielen Activision und THQ, der Luft- und Raumfahrtkonzern Northrop Grumman, das Raumfahrt-Konsortium Sea Launch, der Öl- und Gaslieferant Unocal, die RAND Corporation (Denkfabrik für die US-Streitkräfte), die ICANN (Verwalter von Namen und Adressen im Internet), die Hotelkette Hilton, der Baukonzern KB Home und der Verlag Tokyopop.
Auch das Fortune-500-Unternehmen AECOM unterhält seinen Hauptsitz in Los Angeles.
Viele Laboratorien und Forschungszentren, die der Weltraumorganisation NASA angehören, wie beispielsweise das Dryden Flight Research Center, das Jet Propulsion Laboratory und der Goldstone Deep Space Communications Complex haben sich in der Metropolregion Los Angeles angesiedelt.
In einer Rangliste der Städte nach ihrer Lebensqualität belegte Los Angeles im Jahre 2018 den 64. Platz unter 231 untersuchten Städten weltweit.

### Verkehr

#### Fernverkehr

##### Autobahnen

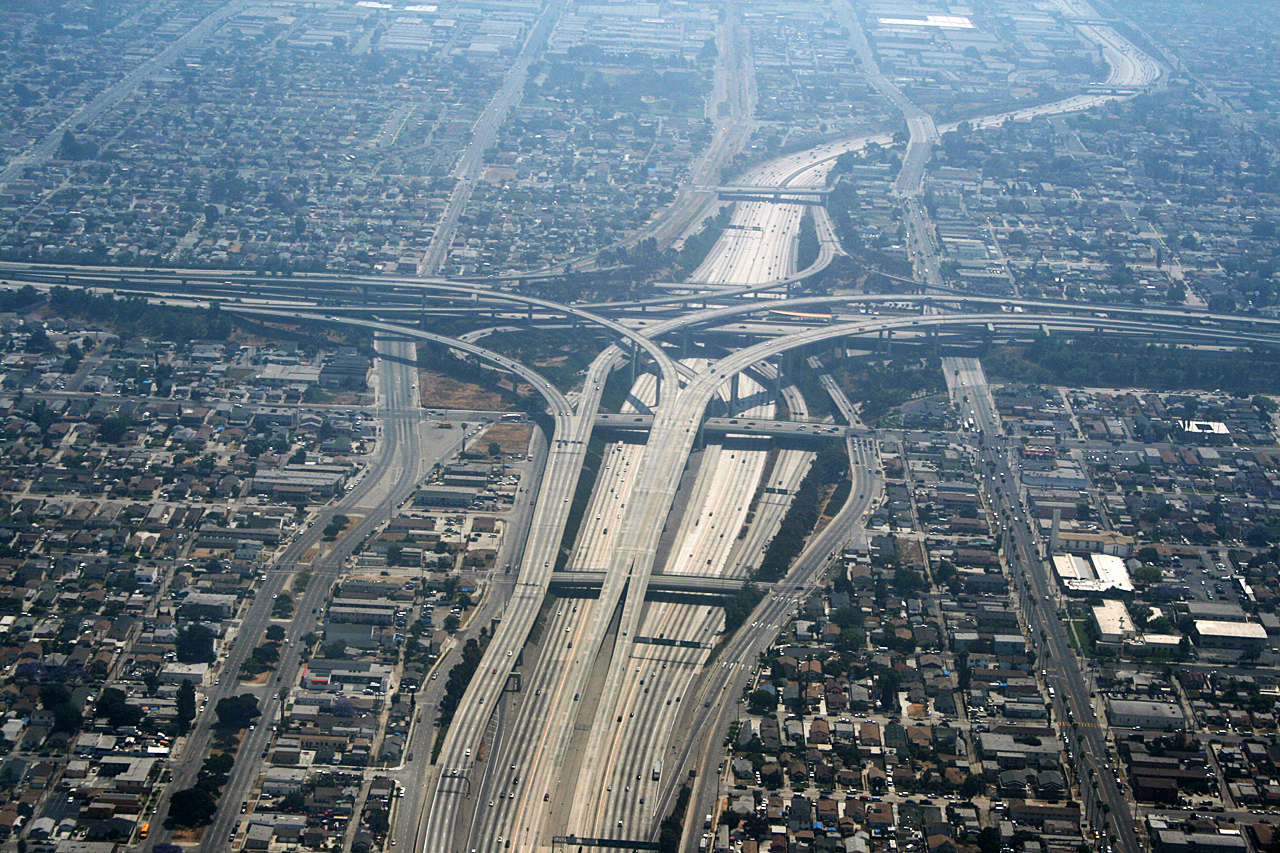
Die Judge Harry Pregerson Interchange der Interstates 105 und 110

Über ein gut ausgebautes Netz von inner- und zwischenstaatlichen Fernstraßen (Highways) ist Los Angeles mit allen größeren Städten des Landes verbunden.
Auf der Interstate 5 kann man von Los Angeles aus die im Norden gelegene Stadt Seattle im Bundesstaat Washington und in südlicher Richtung San Diego, die zweitgrößte Stadt Kaliforniens, erreichen. Der Pacific Coast Highway (State Highway 1) verläuft in Richtung Norden entlang der kalifornischen Küste nach Santa Barbara und San Francisco. Die Interstate 10 verbindet Los Angeles mit Phoenix (Arizona), die Interstate 15 mit Las Vegas (Nevada) und Salt Lake City (Utah) und die Interstate 40 mit Oklahoma City (Oklahoma) und Memphis (Tennessee).
Insbesondere für den Verkehr innerhalb des Bundesstaates Kalifornien, teilweise aber auch für Langstrecken hat der Überlandbusverkehr, wie die Greyhound Lines, große Bedeutung.

##### Eisenbahnverkehr

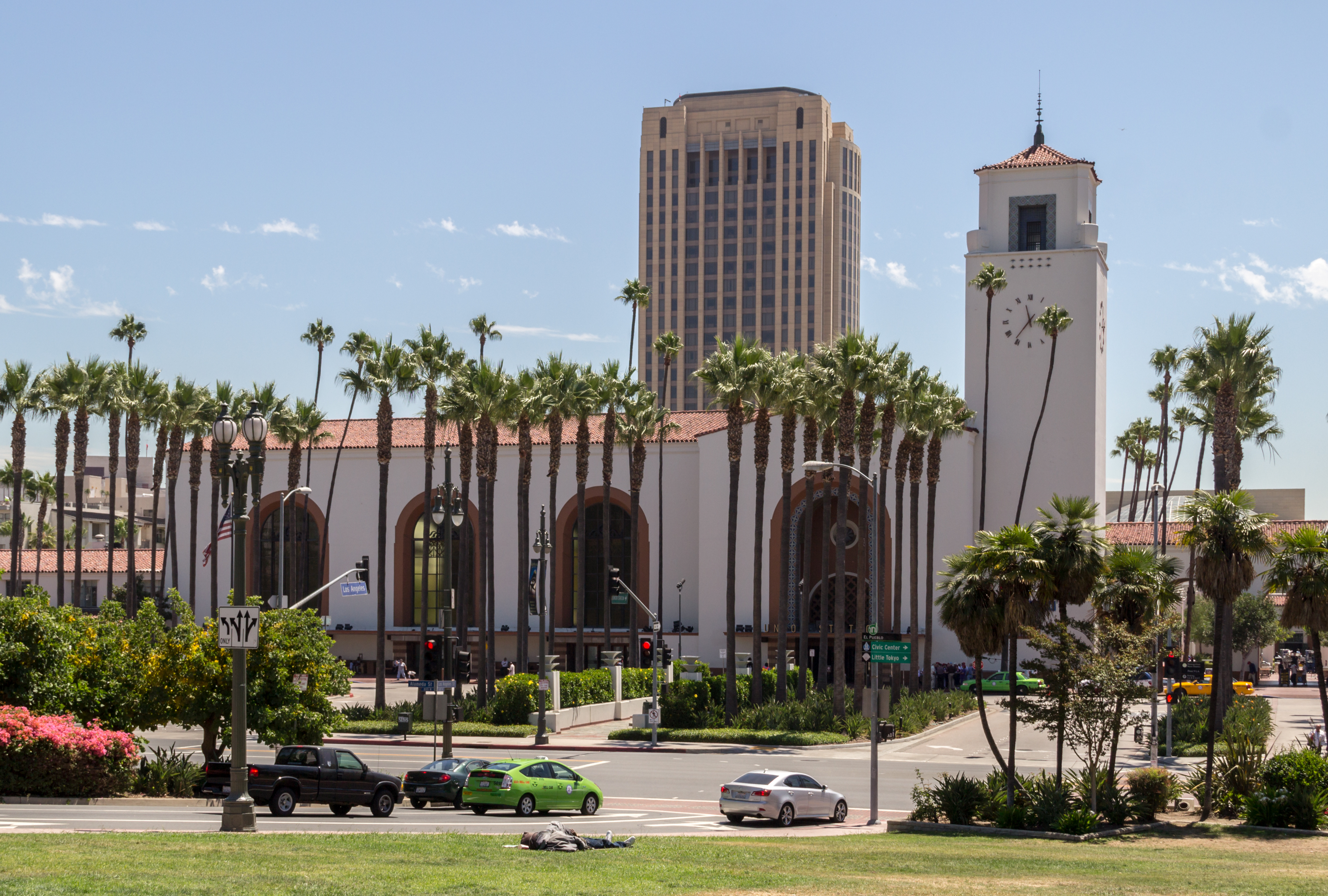
Los Angeles Union Station

Die Stadt ist ein bedeutender Eisenbahnknotenpunkt (transkontinental und regional). Die Eisenbahngesellschaft Amtrak betreibt Züge von Los Angeles über Van Nuys nach Bakersfield. In Los Angeles besteht eine Umsteigemöglichkeit in den Pacific Surfliner, der von San Diego über Los Angeles nach San Luis Obispo fährt. Der Bahnhof Union Station in Los Angeles ist Endstation zahlreicher Hauptstrecken, die durch den südlichen Teil der Rocky Mountains führen. Er ist auch der am weitesten im Süden gelegene Bahnhof der Strecke entlang der Westküste nach Seattle. Das regionale Bahnnetz Metrolink im Süden Kaliforniens verbindet Los Angeles mit allen wichtigen Städten der Region. Von der Union Station gelangt man über die U-Bahn (Rote Linie) nach Downtown, Hollywood und weiteren Orten.

##### Flugverkehr

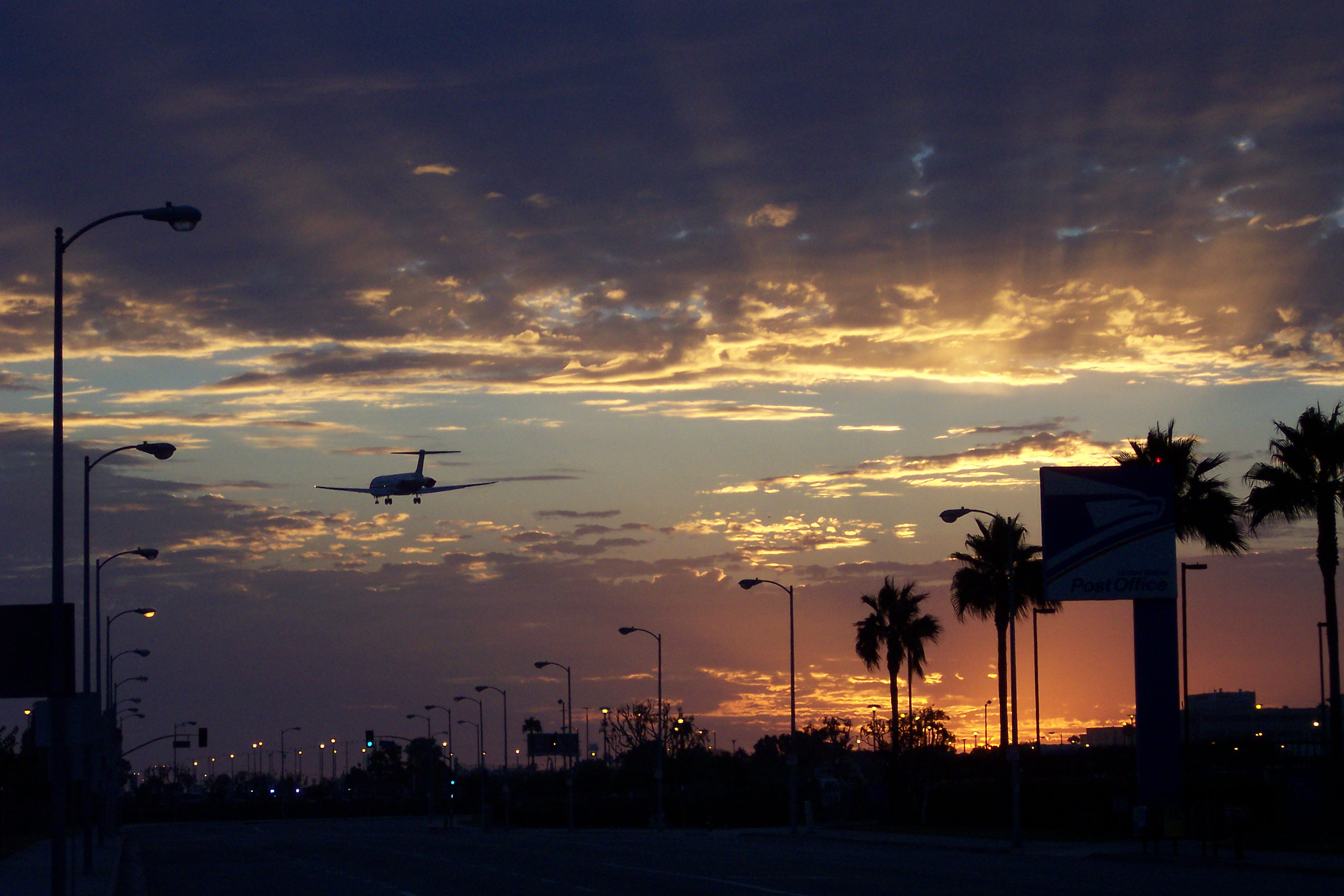
Flugzeug beim Anflug auf den Los Angeles International Airport (LAX)

Der Großraum Los Angeles besitzt zahlreiche Flughäfen. Der größte ist der Los Angeles International Airport, auch allgemein bekannt unter seinem IATA-Kürzel LAX, der südwestlich des Stadtzentrums liegt. Er verfügt über vier Pisten und zehn Abfertigungshallen. Dort werden jährlich über 80 Millionen Passagiere abgefertigt. Mit diesem Passagieraufkommen ist der Flughafen seit vielen Jahren unter den Top 10 der größten Flughäfen weltweit.
Die Flughäfen
- Long Beach Airport (Daugherty Field, Long Beach)
- John Wayne Airport (Orange County)
- Hollywood Burbank Airport (Burbank)
- Flughafen Ontario International (Ontario)

bedienen vor allem nationale Ziele und sind merklich kleiner;
- Santa Monica Municipal Airport (Santa Monica)
- Zamperini Field (Torrance)
- Flughafen Van Nuys (Van Nuys)

bedienen den Privatflugverkehr.

##### Schifffahrt

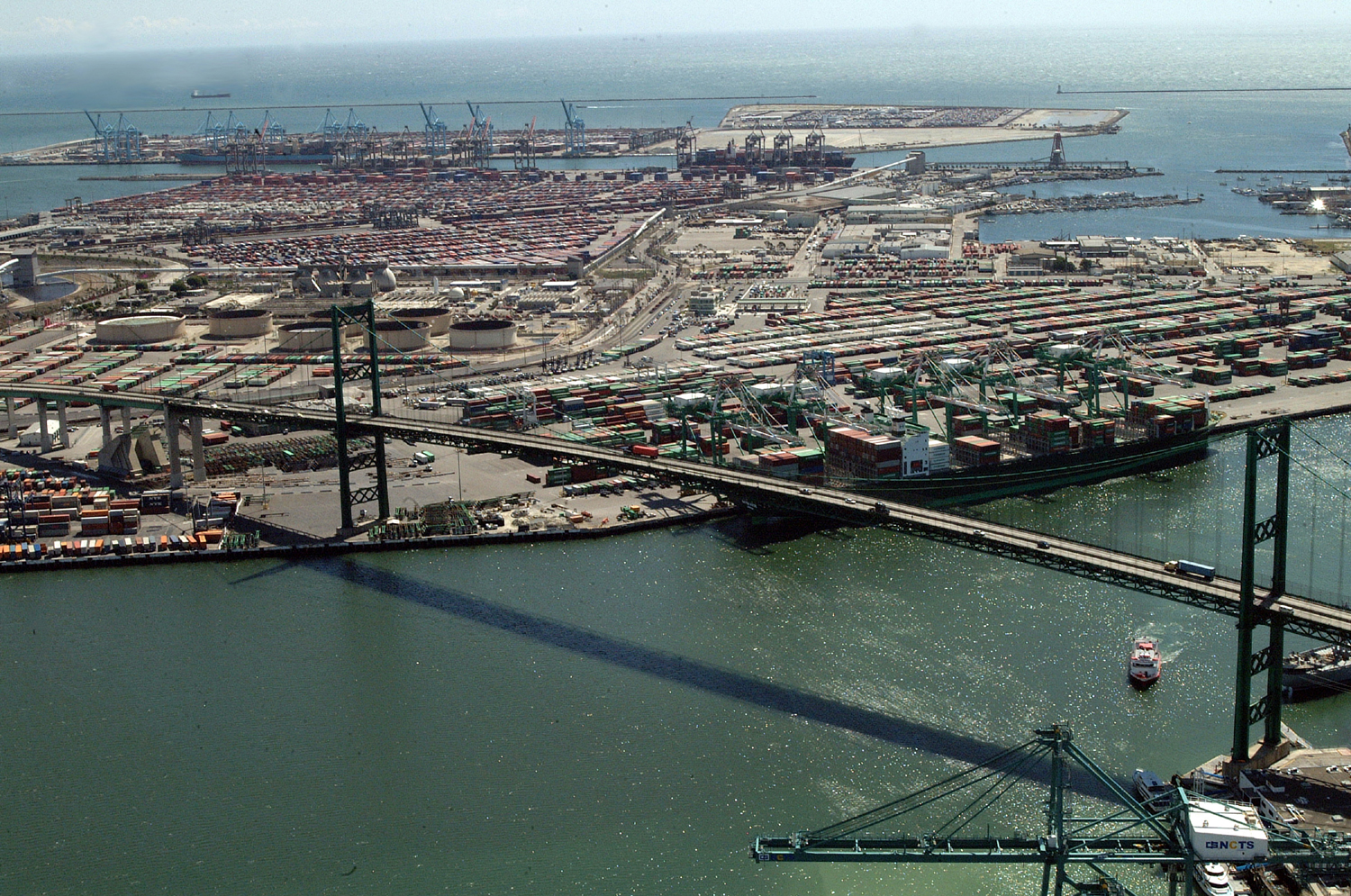
Vincent Thomas Bridge am Hafen Los Angeles

Der Hafen von Los Angeles in der Bucht von San Pedro ist Nordamerikas größter Containerhafen und der zehntgrößte weltweit. 2006 betrug das Containervolumen 8,5 Millionen TEU (20-Fuß-Container), 2005 waren es noch 7,5 Millionen TEU gewesen. Der durch die Schaffung einer Hafenkommission (Board of Harbor Commissioners) am 9. Dezember 1907 gegründete Hafen nimmt eine Fläche von 30 Quadratkilometern ein, dies auf einem Küstenstreifen von 69 Kilometern. Angrenzend liegt der separate Hafen von Long Beach.
Der Hafen von Los Angeles ist das größte Zentrum für Passagierschiffsreisen an der Westküste der USA; von hier aus werden jährlich über eine Million Passagiere transportiert. Das renovierte „World Cruise Center“ wird als sicherster Passagierschifffahrtskomplex der USA bezeichnet. Der Hafen wird durch die „Pacific Harbor Line“ (PHL) bedient. Von dort aus gelangen die intermodalen Eisenbahnwaggons durch den Alameda Corridor nach Los Angeles.

#### Nahverkehr
In Los Angeles existiert kein klassischer Verkehrsverbund, wie er aus Deutschland und anderen Ländern bekannt ist. Generell fungieren die Metro, Busse und Regionalzüge (Metrolink) als getrennte Verkehrsunternehmen, beim Umstieg müssen neue Fahrscheine gekauft werden. Hinzu muss beim Bus passend bezahlt werden, die Busfahrer halten kein Wechselgeld bereit. Das hat sich mit Einführung des Transit Access Pass (TAP) in 2007, der ähnlich der Oyster-Card in London funktioniert, geändert. Mit Ausnahme des Metrolink-Zuges, für den weiterhin ein extra Fahrschein gekauft werden muss, können mit der TAP-Karte alle Metrozüge, Schnellbusse und einfachen Busse genutzt und bezahlt werden, aber auch viele Busse im Los Angeles County sowie die Shuttlebusse (FlyAway) vom LAX-Flughafen, und sogar der städtische Fahrradverleih (Metro Bike Share) akzeptiert die Karte. Ab dem 29. November 2019 kann bei der Metro nur noch die TAP-Karte als Zahlungsmittel verwendet werden, die an den Metro-Ticketautomaten erhältlich ist.

##### Schienenverkehr

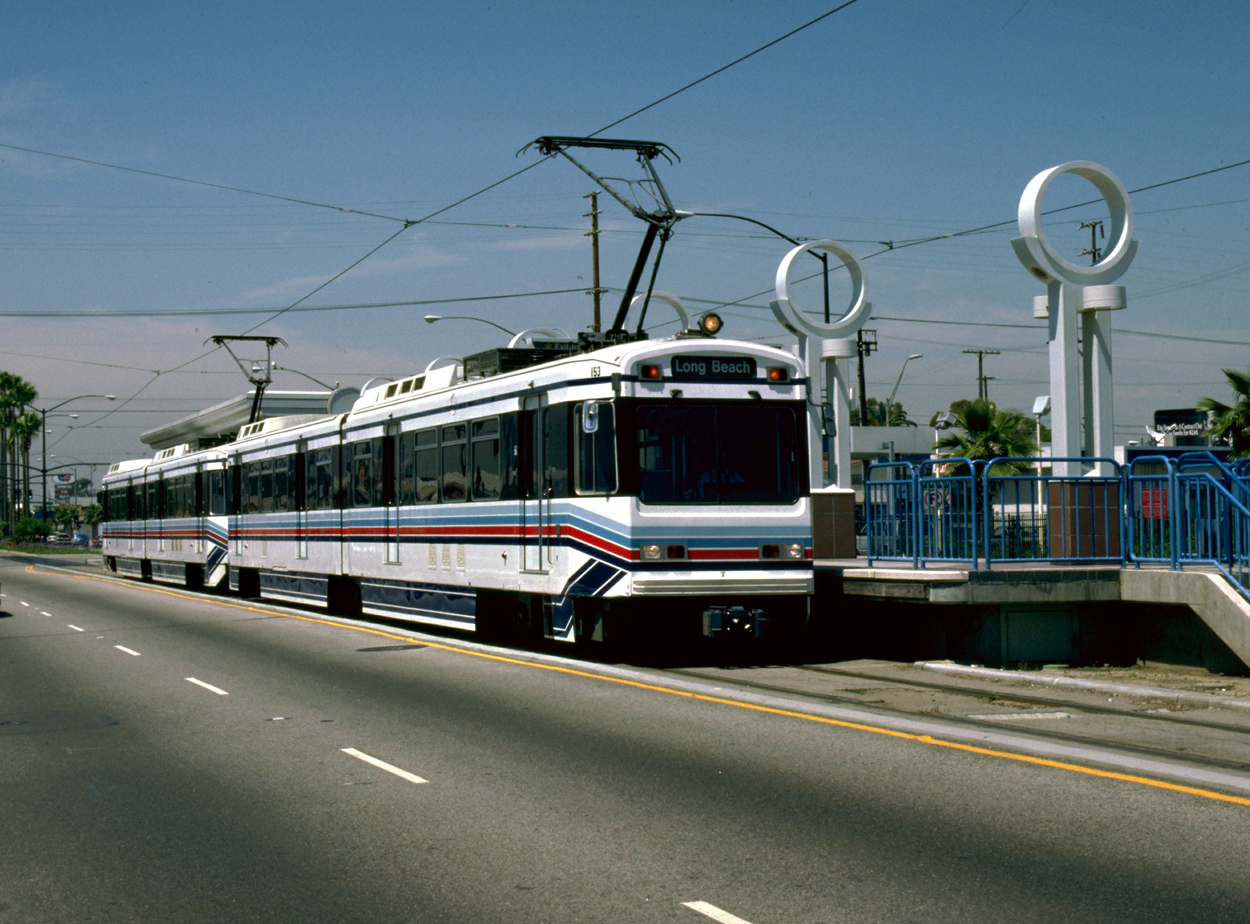
Metrorail der „Blue Line“

Am 3. Juli 1873 fuhren die ersten Pferdestraßenbahnen in der Stadt. 1885 wurde das Straßenbahnsystem elektrifiziert. Es wurde unter der Bezeichnung „Red Cars“ berühmt, obwohl nur die Fernverbindungen in Richtung San Fernando Valley und Orange County rot lackiert waren, die Waggons in den Grenzen der Stadt Los Angeles waren gelb/weiß. 1925 erlebte das Red-Car-Netz mit rund 1.900 Netzkilometern die größte Ausdehnung und während des Zweiten Weltkriegs die höchsten Fahrgastzahlen. Doch bereits ab 1936 begannen Automobilkonzerne wie General Motors die in privatem Besitz befindlichen Straßenbahngesellschaften über vorgeschobene Unternehmen zu kaufen und nach und nach stillzulegen und durch Buslinien mit Bussen der jeweiligen Fahrzeughersteller zu ersetzen (sog. Großer Amerikanischer Straßenbahnskandal). Am 31. März 1963 wurde der Betrieb des Netzes zu Gunsten des Individualverkehrs eingestellt, die letzte Bahn von Downtown nach Hollywood fuhr mit der Aufschrift „into oblivion“, was so viel wie „ins Vergessen“ bedeutet.
Viele Freeways wurden auf den Streckenverläufen der Red Cars gebaut. Trotzdem sind heute noch viele Gleisanlagen erhalten und mit der Widmung (Right-of-Way) ausgestattet, was eine Reaktivierung vereinfachen würde.
Nach 27 Jahren Unterbrechung verkehrte am 14. Juli 1990 wieder eine Straßenbahn in Los Angeles. Heute ist das 117 Kilometer lange Stadtbahnnetz Teil der Metro Los Angeles.
Das Netz der Metro besitzt sechs Linien, davon sind jedoch nur die „Red Line“ und die „Purple Line“ Voll-U-Bahnen, die anderen vier sind Stadtbahnstrecken (Light Rail). Die „Red Line“ eröffnete am 30. Januar 1993 ihren Betrieb auf einem 28 Kilometer langen Streckenabschnitt. Betreiber des auch als MetroRail bezeichneten Systems ist die „Los Angeles County Metropolitan Transportation Authority“ (LACMTA). Seit den 1980er Jahren investierte die Stadt mehrere Milliarden Dollar in die Erneuerung des Schienennetzes – mit nur mäßigem Erfolg. Denn gegenwärtig ist die Zersiedelung des Stadtgebietes so weit fortgeschritten, dass Haltestellen zu Fuß kaum noch erreichbar sind. Die Arbeiten für ein U-Bahn-Netz wurden vorübergehend eingestellt, da die Kosten an der Erdbeben-gefährdeten Westküste zu hoch waren. Dagegen wird das überwiegend an der Oberfläche verlaufende Stadtbahnnetz schneller ausgebaut. Nach der „Blue Line“ (1990), der „Green Line“ (1995) und der „Gold Line“ (2003) wurde mit der „Expo Line“ 2012 die vierte Straßenbahnlinie in Los Angeles eröffnet. Sie verbindet die Innenstadt mit der Pazifikküste bei Santa Monica. Zwischen 2006 und April 2012 wurde der erste neun Meilen (14,5 Kilometer) lange Abschnitt zwischen den Haltestellen 23. Straße und Culver City errichtet, im Mai 2016 wurde die Verlängerung zur Pazifikküste eröffnet.
Zwei Buslinien, die Orange Line und die Silver Line, werden als Metrobus bezeichnet und auch auf der Metro-Streckenkarte vermerkt. Es sind Schnellbusse, die überwiegend auf eigener Fahrbahn verkehren und selten halten.
Die Fahrradmitnahme ist in den Metrozügen wie den Metrobussen kostenlos möglich. Alle Busse besitzen einen angebrachten Radträger für zwei bis drei Räder an der Front. Die Metrozüge besitzen extra Abstellflächen für Räder, die mit einem gelben Radsymbol gekennzeichnet sind. Im Gegensatz zu den Metrolink-Zügen, dürfen bei der Metro auch E-Fahrräder mitgenommen werden.
Unter der Bezeichnung Metrolink wird der Eisenbahn-Vorortverkehr im Großraum der kalifornischen Stadt Los Angeles mit sieben Linien betrieben. Alle Linien starten an der Union Station von Los Angeles. Die Metrolink-Züge sind hauptsächlich auf Pendler aus den Vororten morgens nach und abends von Los Angeles abgestimmt, am Wochenende reduzieren sich die Verbindungen deshalb auf rund ein Drittel gegenüber denen an Werktagen. Die Höchstgeschwindigkeit der Züge ist mit bis zu 140 km/h für amerikanische Verhältnisse relativ hoch. Eingesetzt werden fast ausschließlich Doppelstock-Waggons.
Die Fahrradmitnahme ist in allen Metrolink-Zügen kostenlos möglich. Jeder Waggon kann bis zu drei Räder aufnehmen. Manche Züge besitzen auch einen gelben, sogenannten Bike-Car Waggon, dort können bis zu neun Fahrräder transportiert werden.
Metrolink-Fahrscheine gelten auch für die Weiterfahrt in der Metro und den Bussen von Los Angeles.

##### Straßenverkehr

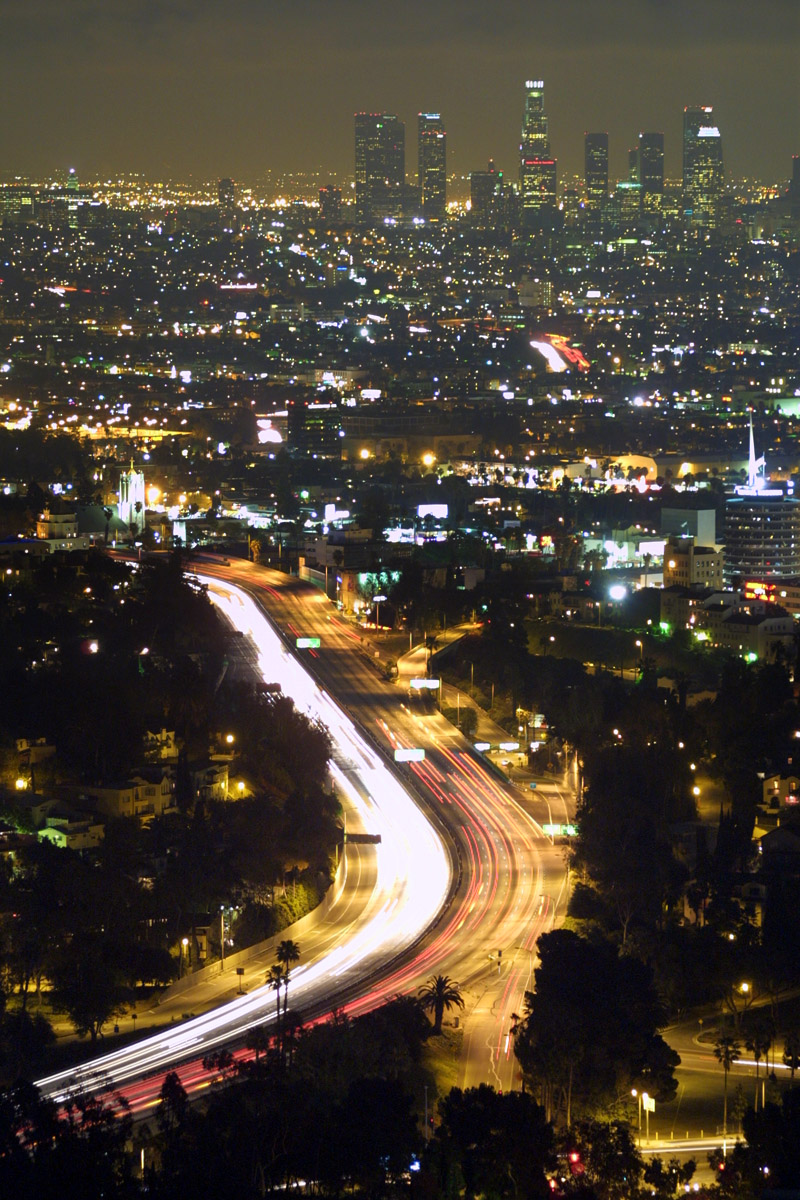
Hollywood Freeway

Trolleybusse verkehrten zwischen dem 11. September 1910 und 1915, in den Jahren 1922 und 1937 sowie vom 3. August 1947 bis 31. März 1963 in der Stadt. Omnibusse fahren zwischen fünf Uhr morgens und zwei Uhr nachts etwa alle 15 Minuten entlang der wichtigsten Hauptstraßen, zusätzlich gibt es Express- und Nachtlinien. Fahrpläne befinden sich an zahlreichen Busterminals.
Das Busnetz der Stadt ist das Rückgrat des öffentlichen Verkehrs, wird aber überwiegend von weniger Verdienenden benutzt. Zahlreiche Busgesellschaften bedienen die Metropolregion, die größte unter ihnen ist die öffentliche „Los Angeles County Metropolitan Transportation Authority“ (LACMTA), die mit 2600 Bussen ein etwa 8000 Kilometer langes Streckennetz betreibt. Im nördlichen und nordwestlichen Teil verkehren die Busse der „Santa Monica Big Blue Bus Line“ und im südlichen Teil „Orange County Transit“. Im Flughafenbereich bedient die „Culver City Bus Company“ ein kleines Streckennetz.
Die Busse der LACMTA, die auch die Metro betreibt, bestehen aus drei Kategorien. Die orangefarbenen Metro-Local-Busse befahren die meisten Hauptstraßen und halten in kurzem Abstand (200 Meter). Sie haben Liniennummern von 1-399 und 600er Nummern. Die Metro-Rapid-Busse sind feuerrot und befahren meist die gleichen Linien wie die Metro-Local-Busse, allerdings halten diese nur an den großen Kreuzungen. Die Liniennummern sind 700er und 900er Zahlen. Zusätzlich existieren noch acht Express-Buslinien, die Metro-Express-Busse, die überwiegend über Autobahnen geführt werden und sehr selten halten. Farbgebung der Metro-Express-Busse ist überwiegend in Orange, ältere Busse tragen auch noch einen dunkelblauen Anstrich. Die Liniennummern besitzen Zahlen um die 500.
Insgesamt nutzen nur etwa zehn Prozent der Bewohner der Stadt die öffentlichen Verkehrsmittel. Neun von zehn Beschäftigten fahren mit dem eigenen Auto zur Arbeit. So hat Los Angeles auch die höchste Kraftfahrzeugdichte der Welt. Mehrspurige Autobahnen in den USA sind zu einem Symbol des Verkehrs im 20. Jahrhundert geworden. Trotz des gut ausgebauten Autobahnnetzes kommt man mit dem Auto in Los Angeles in der Regel nicht mehr sehr schnell voran. Die individuelle Fortbewegung per Automobil und die dadurch erzeugte Luftverschmutzung (Smog) sind heute Probleme ersten Ranges.
In Los Angeles sind Millionen von Berufspendlern durchschnittlich gut eine Stunde pro Weg auf den Autobahnen unterwegs. Immense Verkehrsstauungen sind die Folge, deren Ursache in der weitläufigen Siedlungsstruktur liegen. Die kalifornische Metropole besaß noch in den 1920er Jahren das weltweit größte Schienennetz für den Nahverkehr. Bereits damals siedelte man dort nicht so kompakt wie in Europa. In den nachfolgenden Jahrzehnten wurde die Straßenbahn nach und nach durch das Auto ersetzt. Um die Staus zu verringern, baute man die Autobahnen seit den 1940er Jahren auf bis zu 15 Streifen aus. Außerdem versucht man durch die Einrichtung der sogenannten Diamond Lanes, welche Fahrgemeinschaften vorbehalten sind, die Bildung von Fahrgemeinschaften zu fördern und somit das Verkehrsaufkommen zu senken.
Der verstärkte Ausbau der Radwege wurde zusammen mit dem des Metroausbaus gestartet. So darf auch ein (E-)Fahrrad kostenlos in der Metro und dem Metrolink mitgenommen werden. Aber insbesondere bei den Radschnellwegen (in den USA Class I genannt) hat Los Angeles und das Umland in den letzten Jahren ein Netz aus mehreren hundert Kilometern geschaffen. Meist wurden und werden entlang von neugebauten Metro- und Metrobuslinien auch Radwege (Bike Lanes) angelegt, wie bei der Orange-Line in North Hollywood (20 km) und der Expo-Line zum Pazifik (24 km). Außerdem gilt auf vielen normalen Straßen innerorts eine Höchstgeschwindigkeit von nur 40 km/h, die aufgrund der hohen Strafen von Autofahrern auch eingehalten wird, was das Fahren im gemischten Verkehr mit Autos entspannter als in Europa macht. Auch das Vorfahrtsrecht All way (wer zuerst an eine Kreuzung heranfährt, darf auch zuerst weiterfahren), das meist erlaubte Rechtsabbiegen bei einer roten Ampel und das erlaubte Befahren von Gehwegen sowie der Umstand, dass Radfahrern selbstverständlich eine ganze Spur zugestanden wird, hat die Zahl der Fahrradfahrer in Los Angeles in den letzten Jahren stark anwachsen lassen. Wer unter 18 Jahre alt ist, muss einen Helm tragen.

### Medien

#### Printmedien

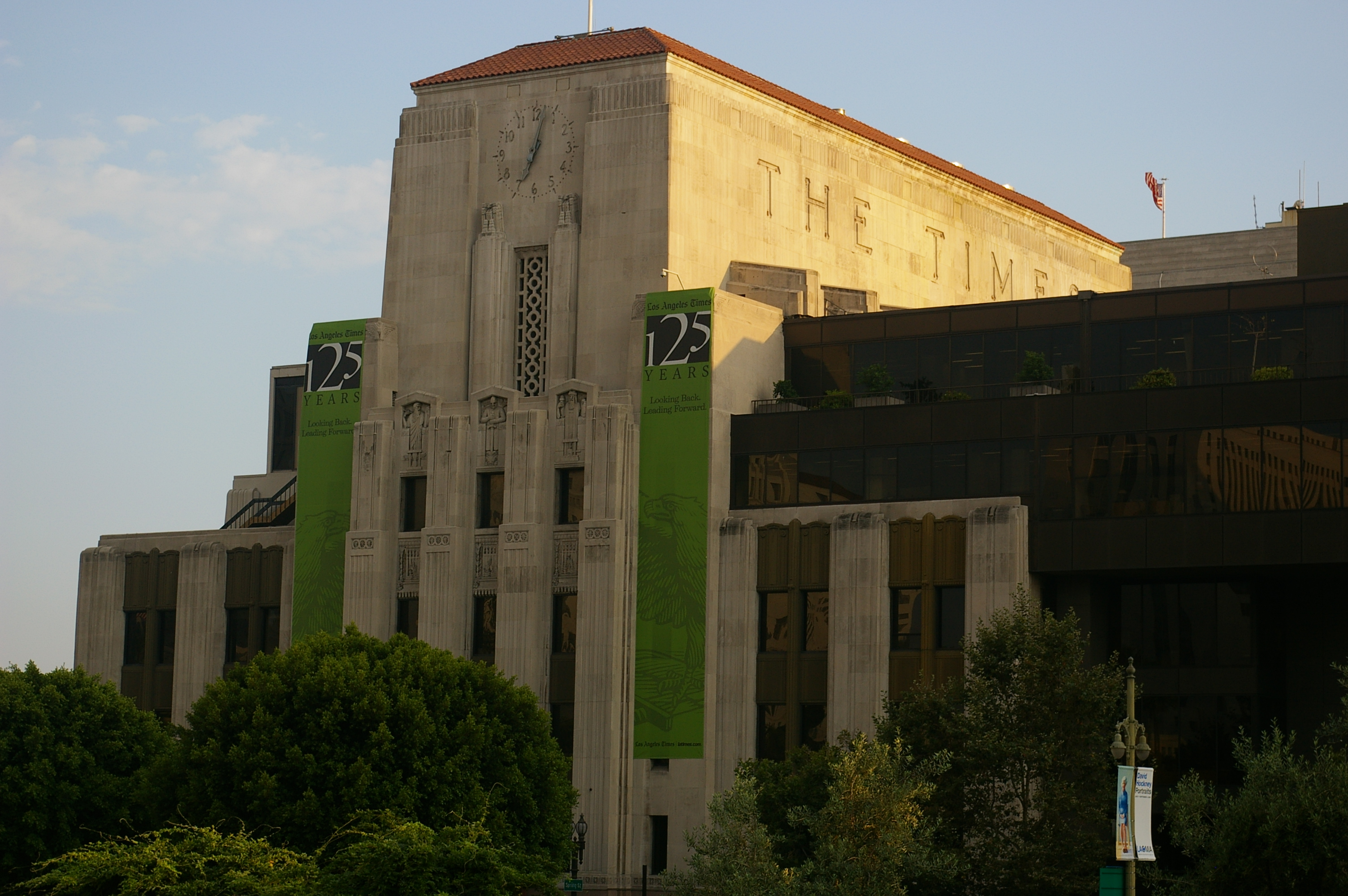
Hauptsitz der „Los Angeles Times“ am 125. Jahrestag der Publikation ihrer ersten Ausgabe 2006

Die größte Tageszeitung in der Region ist die Los Angeles Times, La Opinión ist die größte spanischsprachige Zeitung. „Investor’s Business Daily“ hat seine Büros in Los Angeles, mit Hauptsitz in Playa Del Rey.
Es gibt auch eine Reihe von kleineren regionalen Zeitungen, alternativen Wochenzeitungen und Zeitschriften, darunter die Zeitung „Daily News“ (mit Fokus auf das San Fernando Valley), „LA Weekly“, „Los Angeles CityBeat“, „LA Record“ (berichtet über die Musikszene im Großraum von Los Angeles), „Los Angeles Magazine“, „Los Angeles Business Journal“, „Los Angeles Daily Journal“ (renommiertes juristisches Magazin), The Hollywood Reporter und Variety (Unterhaltungsmagazine) sowie „Los Angeles Downtown News“.
Zusätzlich zu den englisch- und spanischsprachigen Zeitungen, werden zahlreiche lokale Zeitschriften für Immigranten in ihrer Muttersprache veröffentlicht, darunter in Armenisch, Koreanisch, Niederländisch, Persisch, Russisch, Chinesisch und Japanisch. Viele Städte um Los Angeles besitzen ihre eigenen Tageszeitungen, die teilweise auch in Los Angeles gelesen werden. Beispiele sind „The Daily Breeze“ (für die South Bay), und „The Long Beach Press-Telegram“.

#### Rundfunk und Fernsehen

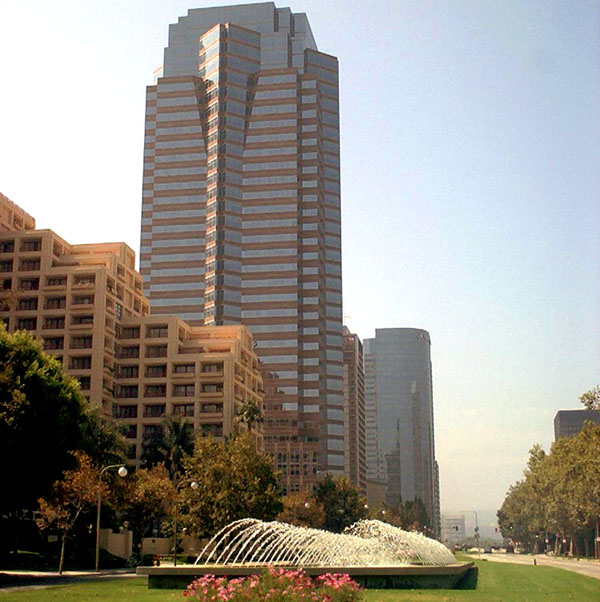
Fox Plaza in Century City, Hauptsitz der 20th Century Fox, ist ein großer Finanzbezirk in West Los Angeles

Der Großraum Los Angeles besitzt eine Vielzahl von lokalen Radio- und Fernsehstationen und ist (nach New York) der zweitgrößte Medienmarkt in Nordamerika. Die erste Radiostation in Los Angeles war KNX. Sie begann 1920 experimentelle Programme auszustrahlen und bekam im Dezember 1921 eine kommerzielle Sendelizenz. Die erste Fernsehstation in Los Angeles (und die erste in Kalifornien) war KTLA, die am 22. Januar 1947 mit der Ausstrahlung von Programmen begann.
Die großen zu einem Netzwerk verbundenen Fernsehstationen in Los Angeles sind KABC-TV 7 (ABC), KCBS 2 (CBS), KNBC 4 (NBC), KTTV 11 (FOX), KTLA 5 (The CW), KCOP-TV 13 (MyNetworkTV) und KPXN 30 (ION Television). Es gibt auch drei PBS-Stationen in der Region, einschließlich KCET 28, KOCE-TV 50, 58 und KLCS. World TV betreibt auf zwei TV-Kanälen die Stationen KNET-LP 25 und LP KSFV-6. Es gibt auch mehrere spanischsprachige Fernsehnetzwerke, darunter KMEX-TV 34 (Univision), KFTR 46 (TeleFutura), KVEA 52 (Telemundo) und KAZA 54 (Azteca América). KTBN 40 (Trinity Broadcasting Network) ist eine religiöse Station.
Mehrere unabhängige TV-Stationen befinden sich in der Region, einschließlich der KCAL-TV-9 (im Besitz von CBS Corporation), KSCI 18 (konzentriert sich hauptsächlich auf Programme in asiatischen Sprachen), KWHY-TV 22 (sendet in spanischer Sprache), KNLA-LP 27 (spanische Sprache), KSMV-LP 33 (Variety), KPAL-LP 38, KXLA 44, KDOC-TV 56 (mit Fokus auf klassische Programme und örtliche Sportvereine), KJLA 57 (Variety), und KRCA 62 (spanische Sprache).

#### Filmindustrie

Hollywood Sign, 1923 als Werbetafel für Grundstücke errichtet

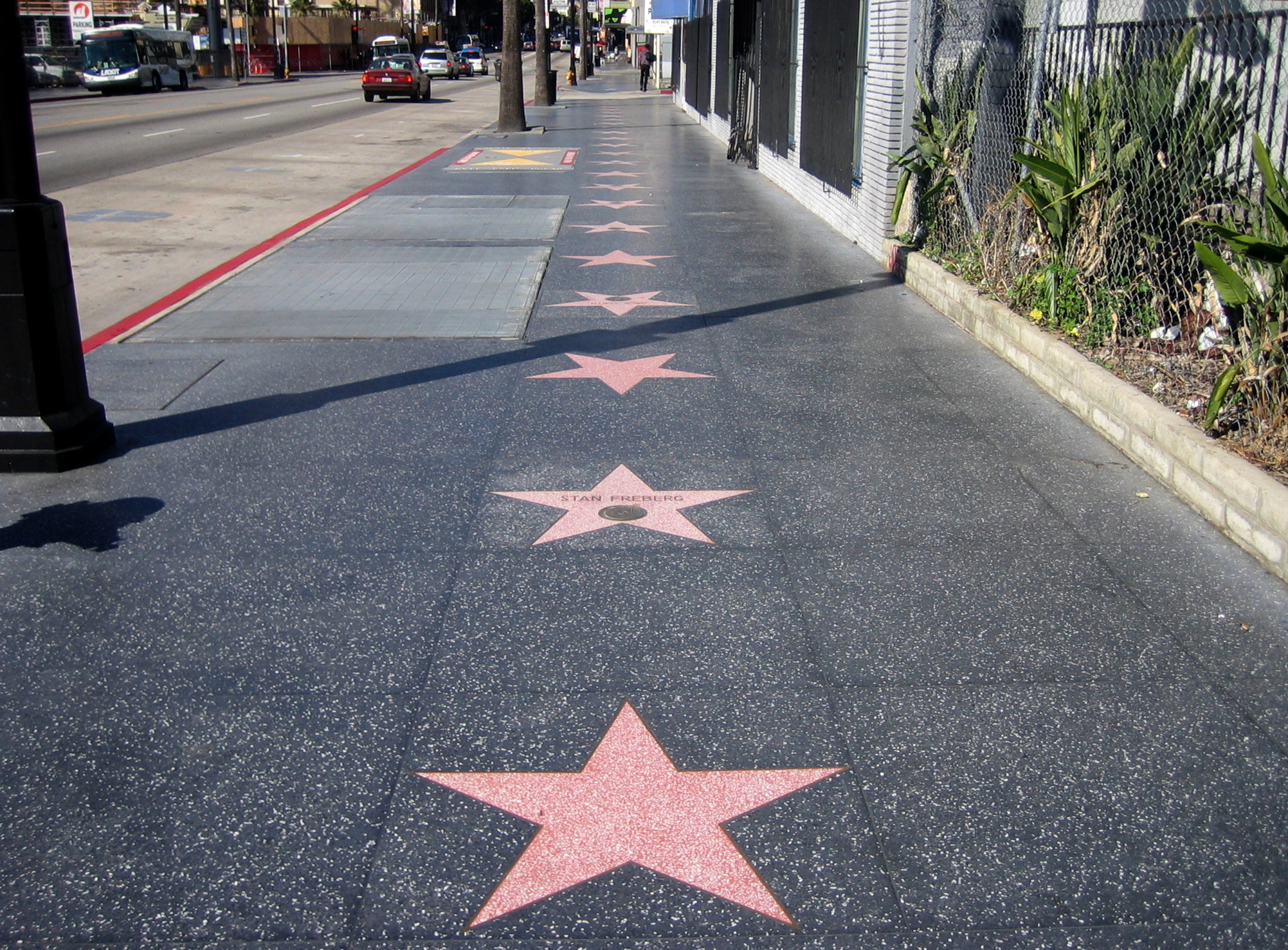
Hollywood Walk of Fame

Hollywood ist nicht nur ein Stadtteil von Los Angeles, sondern ein Synonym für die US-amerikanische Filmindustrie. Der Ort, der am 1. Februar 1887 von der Familie Wilcox gegründet wurde, war einst der Standort einer der größten presbyterianischen Kirchen des Landes und lag noch um 1900 etwa 13 Kilometer von Los Angeles entfernt. Er begann seinen Aufstieg 1911, als David Horsley’s Nestor Company hier das erste Filmstudio eröffnete. Es ist heute ein Museum und beherbergt eine Sammlung interessanter Erinnerungsstücke aus der Stummfilmzeit.
1911 übersiedelten 15 weitere, „Independents“ genannte, Unternehmen von New York, dem damaligen Zentrum der Filmindustrie. Es gab mehrere Gründe für diesen Umzug. Die wichtigsten waren das geeignetere Klima und die längeren Tage (zu dieser Zeit hatte man noch kein adäquates Kunstlicht, man drehte also entweder im Freien oder in einem Studio mit Glasdach oder Ähnlichem). Mitentscheidend war zweifelsohne auch die große Entfernung zu New York, von wo aus die mächtige Motion Picture Patents Company (MPPC) alle ihr nicht angeschlossenen Unternehmen mit hohen Strafen und Lizenzgebühren bedrohte.
Der neue Industriezweig expandierte rasch und brachte schnellen Erfolg und Reichtum. Zahlreiche Regisseure und Produzenten, wie Cecil B. DeMille, Samuel Goldwyn, Jesse L. Lasky und Adolph Zukor hatten in Hollywood Büros eröffnet. Doch erst mit D. W. Griffiths Stummfilmepos Die Geburt einer Nation (1915) entwickelte sich die Filmproduktion zu einer eigenständigen Industrie mit entsprechender Technik und Spezialisierung. Zahlreiche kleinere Unternehmen gingen zu dieser Zeit in Konkurs oder wurden von den großen Studios übernommen, die in den 1930er Jahren beinahe ausnahmslos an neue Standorte weiter außerhalb wie Culver City, Burbank oder West Los Angeles umzogen. Von den großen Namen blieb nur Paramount Pictures in Hollywood. 1927 zählte Los Angeles 247 Filmgesellschaften, 58 große Filmateliers und einen Ausstoß von rund 800 Langfilmen.
Für den Niedergang der Studios in den 1950er Jahren waren neben der Kartellgesetzgebung der US-Regierung auch die sich erholende Filmindustrie im Ausland nach dem Zweiten Weltkrieg und natürlich das Fernsehen verantwortlich. Ein neuer Aufschwung begann erst in den 1970er und 1980er Jahren durch Regisseure wie Steven Spielberg und George Lucas. Sie entwickelten das Konzept des Blockbusters – eines teuer produzierten, mit zahlreichen Spezialeffekten ausgestatteten Monumentalfilms, der ein so breites Publikum wie möglich ansprechen sollte. Dank eines damals begonnenen Trends und der finanziellen Konsolidierung der US-amerikanischen Medienkonzerne ist Hollywood heute noch ein Symbol für den dauerhaften Erfolg der US-amerikanischen Filmindustrie und professionell produzierte, unterhaltsame Filme mit weltbekannten Schauspielern und Happy End.
Durch die Nähe zur Filmindustrie wurde die Stadt selbst zum Schauplatz vieler Filme.

### Bildung

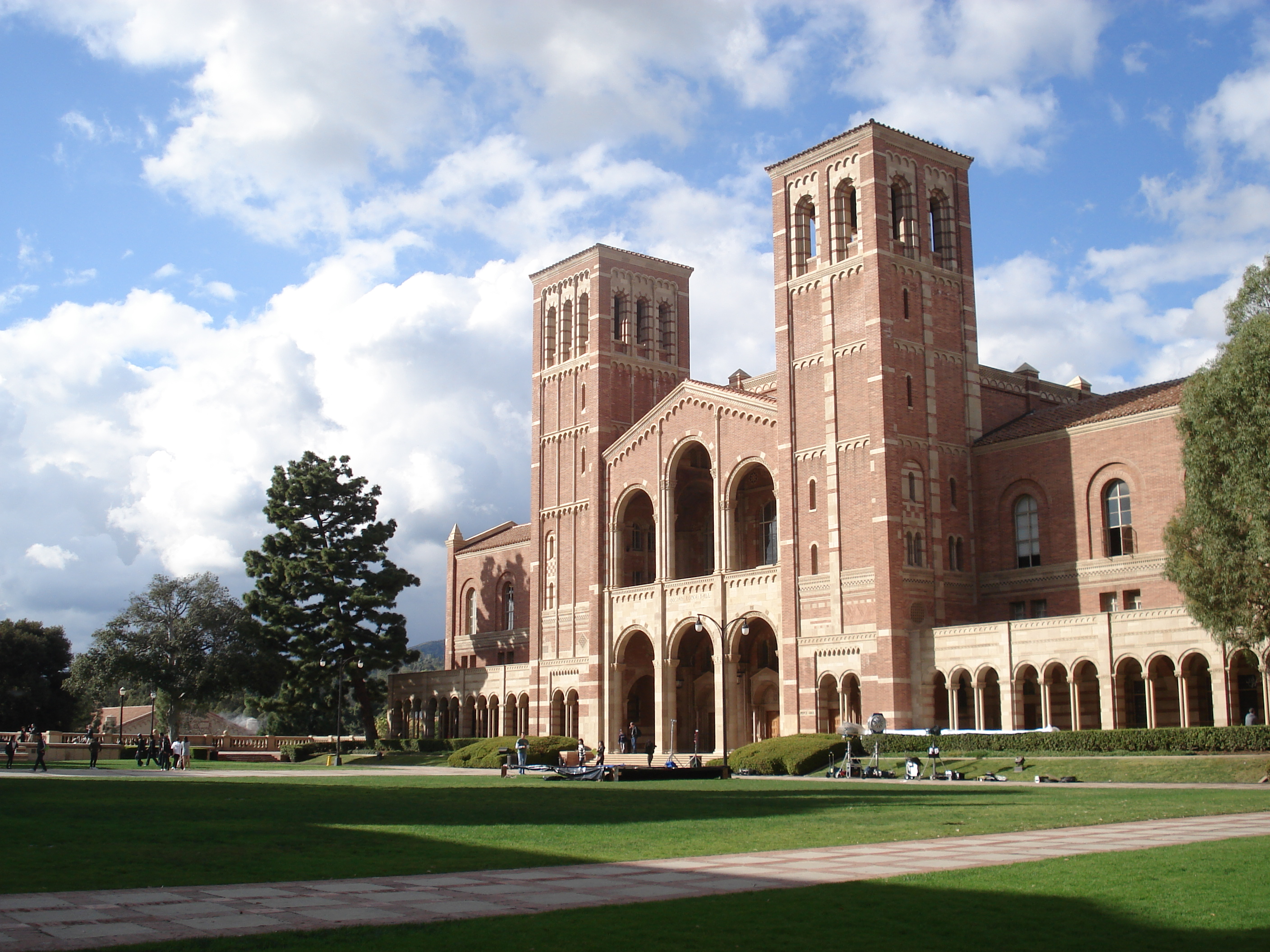
Royce Hall – Hauptgebäude der University of California

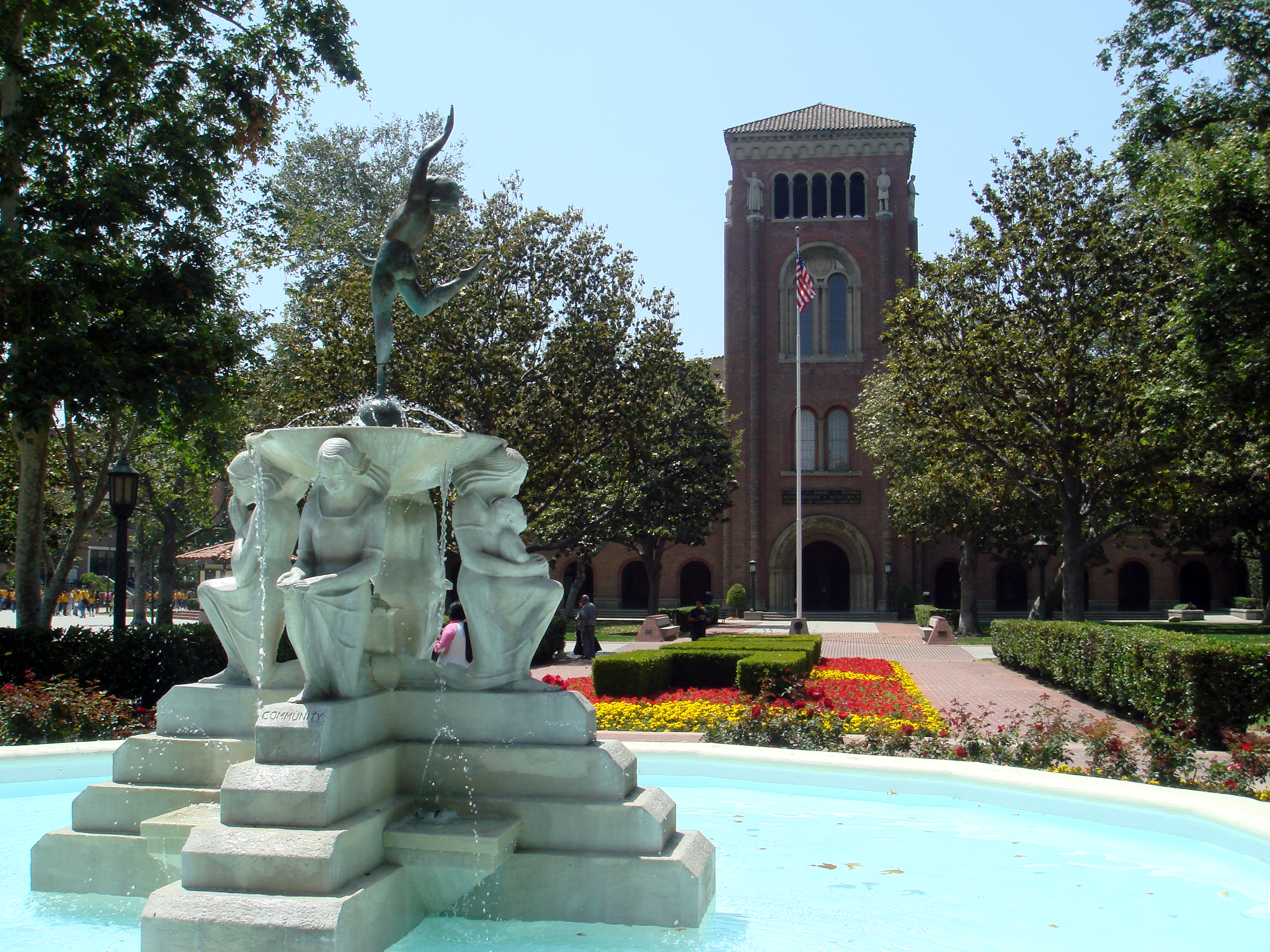
Bovard Hall – Verwaltung der University of Southern California

Die Stadt beherbergt zahlreiche bedeutende Universitäten, Hochschulen, Forschungs- und Bildungseinrichtungen.
Die California State University, Los Angeles (CSULA) ist eine von drei staatlichen Universitäten in Los Angeles. An ihr sind 21.000 Studenten eingeschrieben. Die CSULA wurde 1947 als Los Angeles State College gegründet und 1964 in California State College at Los Angeles umbenannt. Ihren heutigen Namen erhielt sie 1972, als sie Teil des Systems der California State University wurde.
Eine weitere staatliche Universität ist die California State University, Northridge (CSUN). Sie ist eine der größten Hochschulen des Systems der California State University. Die Hochschule wurde 1958 als San Fernando Valley State College eröffnet und erhielt 1972 ihren heutigen Namen. An ihr sind etwa 33.000 Studenten eingeschrieben.
Die staatliche University of California, Los Angeles (UCLA) wurde 1919 gegründet und ist der zweitälteste Campus der University of California. 2003 waren etwa 37.000 Studierende eingeschrieben. An den zwölf Fakultäten arbeiten mehr als 22.000 Angestellte. Die Anderson School of Management – eine der bekanntesten Business Schools in den USA – gehört zur UCLA.
Die University of Southern California (USC) ist die älteste Privatuniversität in Südkalifornien. Sie wurde im Jahre 1880 eröffnet. Das Lehrangebot der Universität wurde stetig erweitert, in der Anfangszeit kam fast jedes Jahr eine neue Fakultät hinzu. Sie beschäftigt heute rund 3.000 Vollzeitlehrkräfte, etwa 32.000 Studenten sind an ihr eingeschrieben.
Die Loyola Marymount University (LMU) ist eine von 28 Mitgliedshochschulen der Association of Jesuit Colleges and Universities. Derzeit sind rund 9.000 Studenten eingeschrieben. Die Hochschule entstand 1973 aus dem Zusammenschluss des Marymount College mit der Loyola University. Der Ursprung der Bildungseinrichtung geht auf das St. Vincent’s College zurück, welches 1865 eröffnet wurde.
Die öffentlichen Schulen Los Angeles’ werden vom Vereinigten Schulbezirk von Los Angeles (Los Angeles Unified School District) verwaltet. Aus den Medien bekannt ist die Crenshaw High School im Stadtteil South Los Angeles, an der zurzeit etwa 2600 Schüler lernen. Die High School war unter anderem Drehort der Filme Boyz n the Hood – Jungs im Viertel von 1991 und Love & Basketball von 2000. Auch die Fernsehserie Moesha (1996–2001) spielt an der Schule.
Im Jahre 1986 gab es in der Los Angeles Public Library, der öffentlichen Zentralbibliothek von Los Angeles (2,1 Millionen Bände), zwei Großbrände. Die 1926 fertiggestellte Einrichtung wurde 1993 nach einem Umbau wiedereröffnet. Seit 2001 trägt die Bibliothek den Namen des früheren Bürgermeisters von Los Angeles, Richard Riordan.

## Söhne und Töchter der Stadt
Die Stadt ist Heimat zahlreicher prominenter Persönlichkeiten. Dazu gehören unter anderem die Schauspielerinnen Bridget Fonda, Jodie Foster, Angelina Jolie, Elizabeth Mitchell, Marilyn Monroe, Mary-Kate und Ashley Olsen, Gwyneth Paltrow und Anna May Wong, der Schauspieler Leonardo DiCaprio, der Schauspieler und Sänger David Faustino, der Produzent und Rapper Dr. Dre, der Rapper und Schauspieler Ice Cube, der Rapper The Game, der Sänger und Produzent Michael Landau, der Sänger und Pianist Randy Newman, der Basketballspieler Michael Cooper, die Tennisspielerin Darlene Hard, der Komponist John Cage, der Musiker James Hetfield, der Science-Fiction-Schriftsteller Larry Niven und der Bildhauer Isamu Noguchi.